# شارع المعز لدين الله الفاطمي
شارع المعز لدين الله الفاطمي أو الشارع الأعظم أو قصبة القاهرة أو قصبة القاهرة الكبرى هو شارع يمثل قلب مدينة القاهرة القديمة والذي تم تطويره لكي يكون متحفاً مفتوحاً للعمارة والآثار الإسلامية. مع نشأة مدينة القاهرة خلال عهد الدولة الفاطمية في مصر نشأ شارع المعز فكان تخطيط المدينة يخترقه شارع رئيس يمتد من باب زويلة جنوباً وحتى باب الفتوح شمالاً في موازاة الخليج، وأطلق عليه الشارع الأعظم وفي مرحلة لاحقة قصبة القاهرة، قسم المدينة قسمين شبه متساويين وكان المركز السياسي والروحي للمدينة. مع التحول الذي عرفته القاهرة أوائل القرن السابع الهجري/الثالث عشر الميلادي خلال عهد الدولة المملوكية مع بدء هجوم التتر على المشرق والعراق نزح كثير من المشارقة إلى مصر، فعمرت الأماكن خارج أسوار القاهرة، وأحاطت الأحياء الناشئة بسور القاهرة الفاطمي، وزخر الشارع الأعظم بسلسلة من المنشآت الدينية والتعليمية والطبية والتجارية والسكنية، بحيث أصبح القسم الأكبر من الآثار الإسلامية لمصر مركزاً داخل حدود القاهرة المملوكية، وتجمعت الأنشطة الاقتصادية في هذا العصر حول الشارع الأعظم وعلى امتداده خارج باب زويلة تجاه الصليبة والقلعة، وامتدت قصبة القاهرة خارج أسوارها الفاطمية من أول الحسينية شمالاً خارج باب الفتوح وحتى المشهد النفيسي جنوباً خارج باب زويلة.:220:228:70:203

## التسمية

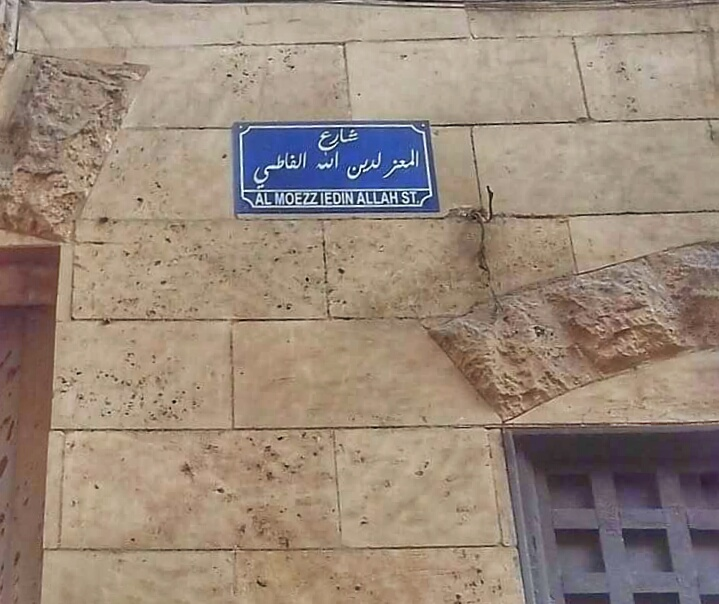
لافتة شارع المعز لدين الله

أطلق على الشارع قديماً عدة أسماء هي الشارع الأعظم وقصبة القاهرة وقصبة القاهرة الكبرى، وأخيراً أطلق عليه اسم شارع المعز لدين الله الفاطمي سنة 1937 تكريماً لمنشئ القاهرة، وتمتد تلك التسمية من باب الفتوح إلى باب زويلة، شاملة شوارع باب الفتوح، أمير الجيوش، النحاسين، بين القصرين، الصاغة، الأشرفية، الشوايين، العقادين، المناخلية، والمنجدين، السكرية إلى باب زويلة. وتعود التسمية الحالية إلى الخليفة الفاطمي المعز لدين الله وهو أبو تميم معد بن المنصور إسماعيل بن القائم بأمر الله محمد بن المهدي عبد الله الفاطمي، الذي يعود أصله إلى جزيرة صقلية بينما ولد بمدينة المهدية سنة 319هـ وتنسب إليه القاهرة المُعزية. بويع بالخلافة في المغرب وكان أول خليفة فاطمي يدخل مصر بعد فتحها سنة 358هـ.:142:26:27

## التاريخ
يتضمن التخطيط لمدينة القاهرة الإشارة إلى عدد من المسميات مثل الخط أو الحارة التي اشتملت على الدروب، الأزقة أو العُطف، الخوخ، الأسبطة، الرحاب، والتي شكلت في مجموعها التخطيط العام للموقع.:41:44 وقد كانت أولى العواصم الإسلامية في مصر هي الفسطاط والتي اختطت فيها الخطط كسائر المدن الإسلامية، ووزعت بين الجند الفاتحين، وكان بها أيضاً دور للأعيان تجمع حولها بطبيعة الحال موالي أصحاب تلك الدور. كذلك كانت العسكر ثاني العواصم الإسلامية في مصر والتي أنشأها العباسيون، فأقاموا فيه دورهم ومساكنهم وثكنات الجند، ومع تأسيس مدينة القطائع الطولونية قسمت المدينة الجديدة الناشئة إلى عدة قطائع سكنها عبيد بن طولون وغلمانه وعساكره وجعل لكل طائفة قطيعة، ثم جاء تأسيس مدينة القاهرة كامتداد لذات السياق فظهر مصطلح الحارة كمرادف للخِطَّة أو المَحَلَّة لتدلل على المناطق السكنية أو الأحياء وأخذت كل حارة اسم الجماعة أو القبيلة التي سكنتها أو نسبة إلى شخصية ذات شأن مثل الحسينية،:88:58:59 الجودرية،:16 زويلة،:58 اليانسية،:80 الريحانية،:58:59:65 برجوان،:63 أمير الجيوش،:71 الجمالية،:68 الغورية،:107 وتميزت حارات أخرى بأسماء الصناع والحرفيين والتجار الذين أقاموا فيها مثل النحاسين،:9:10 التمبكشية، الخيامية،:9:10:33 الفحامين،:9:10 الصنادقية،:9:10:33 المغربلين،:9:10 الكحكيين،:9:10 السروجية،:32 السيوفية،:32 سوق السلاح،:32 أو نسبة إلى أسماء المنشآت الرئيسية الموجودة بها أو إلى طبيعة تلك المنشآت مثل بين القصرين،:20 الخرنفش.:78:85:137:13:58:59:62:29:33:9:10:19:39:50:59:165:170

## المهرجانات
- المهرجان الدولي للطبول والفنون التراثية.[18]

## جولة الزيارة
أسرع جولة كاملة لزيارة أغلب معالم شارع المعز والآثار حوله سيراً، تبدأ في حالة وجود سيارة بتوقيفها في جراج الدراسة والاتجاه غرباً سيراً إلى الجامع الأزهر والمعالم حوله أو بدء الجولة من الجامع الأزهر ثم الاتجاه شمالاً إلى مسجد الحسين ومنه إلى شارع الجمالية حتى الخروج من باب النصر، ثم الاتجاه غرباً ودخول باب الفتوح والاتجاه جنوباً بشارع المعز حتى الوصول إلى ميدان السيدة النفيسة وتبلغ المسافة المباشرة لتلك الجولة 8 كم تقريباً تقطع سيراً دون حساب الوقت المستقطع لزيارة كل معلم في ساعة ونصف الساعة تقريباً. أما الجولة المختصرة لزيارة معالم شارع المعز فتبدأ من باب الفتوح إلى باب زويلة أو العكس، وتبلغ المسافة المباشرة لتلك الجولة 2.5 كم تقريباً تقطع سيراً دون حساب الوقت المستقطع لزيارة كل معلم في نصف ساعة تقريباً.

## المعالم والآثار

### دليل ألوان
- الدولتان العباسية والطولونية
- الدولة الفاطمية
- الدولة الأيوبية
- دولة المماليك البحرية
- دولة المماليك الجراكسة
- الدولة العثمانية وعصر محمد علي
- العصر الحديث

### شارع المعز
| دليل                             | الاسم والصورة                                | تاريخ البناء                | المنشئ                                   | شاد العمارة                               | المهندس | الحالة              | رقم الأثر وتصنيف كومنز | التاريخ | الوصف |
| -------------------------------- | -------------------------------------------- | --------------------------- | ---------------------------------------- | ----------------------------------------- | --- | ------------------- | ---------------------- | --- | --- |
| معالم مطلة على شارع المعز مباشرةً |                                              |                             |                                          |                                           | |                     |                        | | |
|                                  | حائط القاهرة الشمالي                         |                             |                                          |                                           | |                     | 352                    | | |
|                                  | باب الفتوح                                   | 480هـ/1087م                 | الوزير بدر الدين الجمالي                 |                                           | | قائم ومرمم          | 6                      | هو أحد أبواب سور مدينة القاهرة الفاطمية، وسمي باب الفتوح لأن الجيوش كانت تخرج منه في اتجاه الشرق لخوض الحروب غازية أو فاتحة وذلك بعد أن يستعرضها الخليفة في ميدان بين القصرين. | يتكون الباب من برجين كل منهما بواجهة مستديرة، وكتلة المدخل هو تجويف عميق بين البرجين، ويعلو المدخل عقد نصف دائري، بحافة مشطوفة، وتقع فتحة الباب في مقدمة التجويف. ويؤدي المدخل إلى ساحة داخلية تغطيها قبة ضحله وعلى جانبي البرجين طاقتان كبيرتان. وفي أعلى المدخل كوابيل كل منها على هيئة رأس كبش ذو قرنين. وبناء برجي الباب مصمت إلى ثلثي الارتفاع، وتعلو الجزء المصمت لكل من البرجين غرفة دفاعية. والباب مزين بأسهم وفتحات لسكب السوائل المغلية على الأعداء المعتدين. وتبرز ثلث الكتلة البنائية للباب خارج الأسوار أما الثلثان الباقيان فيقعان داخل المدينة. |
|                                  | ضريح سيدي الذوق                              |                             |                                          |                                           | | قائم وغير مسجل كأثر |                        | هو ضريح يعود تاريخه إلى عصر المماليك، واشتهر بمقولة مصرية تقول بأن «الذوق مخرجش من مصر». تنحصر القصص حول صاحب الضريح في 3 روايات ما بين تاجر وفتوة من فتوات المحروسة، أو شخصاً مبروكاً أو رجل من أصل مغربي، وجميع الروايات تدور حول رجل قرر الخروج من مصر لأسباب مختلفة ولكنه مات على بابها فتعامل معه الأهالي على أنه رجل من أولياء الله وقرروا أن يدفنوه مكان سقوطه. | أنشئ حجاب الضريح من الخشب، وأعلاه قبة خضراء صغيرة يعلوها هلال ذهبي، عليها كتابات باللون الأسود أعلى الباب نصها «ضريح العارف بالله سيدي الذوق». |
|                                  | مسجد الحاكم بأمر الله                        | 380هـ/990م - 403هـ/1013م    | العزيز بالله، الحاكم بأمر الله           |                                           | | قائم ومرمم          | 15                     | بدأ بناؤه الخليفة الفاطمي العزيز بالله سنة 380هـ/990م خارج سور القاهرة الأول الذي بناه جوهر الصقلي. عُرف الجامع في البداية "بجامع الخطبة"، ثم أطلق عليه "الجامع الأنور"، وأتم العزيز بالله جانباً كبيراً من البناء وخطب فيه وصلى فيه الجمعة وتوفي قبل أن يكمله. ولما تولى ابنه الحاكم بأمر الله الخلافة أمر وزيره يعقوب بن كلس أن يتم بناء الجامع فانتهى منه سنة 403هـ/1013م. وفي أيام المستنصر بالله أعاد الوزير بدر الدين الجمالي بناء سور القاهرة الشمالي وأدخل الجامع في نطاق السور. يعتبر الجامع ثاني مساجد القاهرة اتساعاً بعد جامع أحمد بن طولون. وقد تعرض للعديد من الكوارث وأصلح وجدد في أكثر من مناسبة مرة عهد السلطان الناصر محمد بن قلاوون، ومرة في عهد السلطان حسن. ولما استولى الصليبيون على القاهرة سنة 1167م حولوا جانباً منه إلى كنيسة، وفي زمن الحملة الفرنسية تحول إلى مقر لإحدى حاميات الحملة، وفي أوائل القرن 19 أقام فيه المهاجرين الشوام مناسج للحرير ومصانع للزجاج، ثم حولته وزارة الأوقاف إلى مخزن. وفي سنة 1808م جدده السيد عمر مكرم نقيب الأشراف، وفي سنة 1881م أنشئ متحف الفن الإسلامي (دار الآثار العربية) في الرواق الشرقي للجامع، وفي سنة 1883م تم بناء مبنى من دورين في صحن الجامع ليكون مقراً للمتحف، وفي سنة 1903م تحول المبنى إلى مدرسة السلحدار الابتدائية بعد نقل المتحف إلى مبناه الحالي في باب الخلق. وفي سنة 1927 قامت لجنة حفظ الآثار العربية بأعمال إصلاح للمسجد، وفي الثمانينات قامت طائفة البهرة الهندية بأعمال إصلاح وتجديد للمسجد وهي الحالة التي عليها حالياً. | |
|                                  | قبة قرقماس                                   |                             |                                          |                                           | | منقول               | 160                    | هي قبة ضريحية شاهقة قديمة مجهولة الأصل، كان موقعها بجوار الباب الرئيسي لجامع الحاكم بأمر الله في مكان يحجب مدخل الجامع. اضطرب الناس في أصلها فمنهم من قال أنها للأمير محمد قرقماس أو أنها للشيخ الساعي لمجاورتها لتربته المعروفة هناك الآن باسمه أو أنها تربة أمير الجيوش بدر الجمالي لفخامة بنائها وارتفاعها أو أنها مدفن بناه الحاكم لنفسه ولم يدفن بها وعرف فيما بعد بمدفن الساعي. أما مصلحة الآثار المصرية فقد سجلتها باسم قبة قرقماس بالرغم من أن قرقماس مدفون بضريحه الكائن بجبانة شرق القاهرة بجوار خانقاه السلطان فرج بن برقوق. ونظراً لأن تلك القبة غريبة عن بناء جامع الحاكم وتشوه مدخله، فقد تم تفكيكها في أكتوبر 1980 ضمن مشروع تجديد جامع الحاكم، ونقلت إلى جبانة الغفير حيث أعيد بناؤها بين مسجد السلطان الأشرف برسباي وضريح جاني بك الأشرفي.[بحاجة لمصدر] | |
|                                  | زاوية أبو الخير الكليباتي                    |                             |                                          |                                           | |                     | 477                    | هي زاوية للصلاة ملاصقة لجامع الحاكم بأمر الله تقع في شارع أبي الخير الكليباتي والمتفرع من شارع المعز، وبُنيت في عهد الخليفة الفاطمي الظاهر لإعزاز دين الله. | تبدأ عمارة الزاوية الداخلية بدركاة بسيطة يغطيها سقف خشبي حديث خال من الزخارف، وتفضي هذه الدركاة إلى ممر سماوي على يمينه جزء من حائط متهدم، وعلى يساره عقد رباعي مدبب، يلي هذا العقد منطقة مربعة تغطيها قبة خالية من الزخارف ترتكز على أربعة عقود حجرية رباعية، فيما عدا عقد الجهة الجنوبية الشرقية، فهو يتكون من ثلاث طارات متداخلة تفتح على إيوان صغير للقبلة فرشت أرضيته ببلاطات حجرية وغطي بسقف عبارة عن قبو نصف برميلي، وفي ضلعيه الشمالي الشرقي والجنوبي الغربي عدة دخلات صغيرة مستطيلة وفي أرضية الإيوان تركيبة خشبية فوق فسقية الدفن. أما الضلع الجنوبي الغربي للقبة فيؤدي إلى مساحة غير منتظمة الأضلاع ذات سقف من العروق الخشبية. |
|                                  | مسجد وسبيل وكتاب سليمان أغا السلحدار         | 1253هـ/1837م - 1255هـ/1839م | الأمير سليمان أغا السلحدار               |                                           | | قائم ومرمم          | 382                    | | الواجهة الرئيسية للجامع توجد بالجانب الغربي له وبها مدخل الجامع وملحقاته. يُصعَد إلى الجامع بعدة درجات سلّم، وهو مستطيل الشكل ينقسم إلى مربعين، المربع الخارجي الغربي يشتمل على صحن تحيط به أربعة أروقة من جهاته الأربع تغطيها قباب صغيرة ترتكز على أعمدة من الرخام، والصحن مغطى بسقف من الخشب في وسطه شخشيخة للتهوية. المربع الشرقي هو إيوان القبلة يُغطيه سقف من الخشب عليه زخارف بسيطة، ويتوسط هذا الإيوان محراب مجوف منحوت بالكامل من الرخام، وبجانبه منبر خشبي. ودكة الُمبلغ تشغل الجدار الغربي كله في مواجهة جدار القبلة وهي من الخشب. أما المئذنة فتوجد بالواجهة الرئيسية بجوار باب الجامع وهي أسطوانية على الطراز العثماني تتألف من دورتين. وواجهة السبيل مستديرة مكسوة بالرخام المذهب، وبه أربعة شبابيك من النحاس. |
|                                  | منزل وقف مصطفى جعفر السلحدار                 | 1125هـ/1713م                | الأمير مصطفى جعفر السلحدار               |                                           | | قائم ومرمم          | 471                    | أنشأه الأمير مصطفى جعفر السلحدار وهو كبير أعيان تجار البن بوكالة ذي الفقار كتخدا. بني البيت مكان بيت للقهوة يسمي "قهوة المواردي" والتي كانت ضمن أوقاف الخواجة شهاب عطى، فاشتراها الحاج مصطفى جعفر وما يجاورها لينشئ بيته، والمنزل حالياً يستخدم كمقر إداري لمنطقة شمال القاهرة للآثار الإسلامية والقبطية. | لهذا المنزل مدخلان أحدهما الرئيسي ويفتح على حارة الدرب الأصفر، والثاني ثانوي يعتقد أنه كان يطل على حارة خاصة بالمنزل. المدخل الرئيسي يغلق على فتحته مصرعان من الخشب مزخرفان بشريطين مستطيلين من النحاس وثبت كل منهما بمسامير ويؤدى إلى دهليز يوصل إلى الصحن الرئيسي وهو مربع الشكل. وعلى جانبي المدخل توجد خمس شبابيك بواقع أربع شبابيك على يسار عقد المدخل وشباك واحد على يمينه وهى شبابيك مستطيلة مغشاه بمصبعات حديدية، وعلى الواجهة مجموعة من المشربيات البارزة الخاصة بقاعات البيت المصنوعة من خشب الخرط. وتفتح على الفناء أبواب الطابق الأرضي وفتحات شبابيك الطابقين الأول والثاني، وهناك باب يؤدى إلى سلم صاعد للطابق الثاني. والطابق الأرضي عبارة عن مندرة تتكون من قاعة وسطى وإيوانين ومغطاة بسقف خشبي، أما أرضيتها فقد كسيت بالرخام الملون المزخرف بزخارف هندسية، وتتوسطها فسقية مربعة أرضيتها من الرخام الخردة الملون. |
|                                  | جامع الأقمر                                  | 519هـ/1125م                 | الآمر بأحكام الله                        | الوزير أبو عبد الله محمد بن فاتك البطائحي | | قائم ومرمم          | 33                     | لم يكن البناء في أول أمره مسجداً جامعاً، ولم تلق على منبره خطبة الجمعة إلا في رمضان سنة 799هـ/1396م بعد أن أصلحه وجدده الأمير يلبغا السالمي سنة 1396م بأمر السلطان برقوق، وفي أعقاب الحملة الفرنسية تصدع الجامع وأصلحه سليمان أغا السلحدار سنة 1821 في أيام محمد علي باشا، وفي نهاية القرن 19 كان في حالة متخربة، وقد قامت لجنة حفظ الآثار العربية بترميم الجامع وتجديده والحفاظ على زخارفه سنة 1928، كما قام المجلس الأعلى للآثار بتجديده وإزالة المباني التي كانت أمام واجهته بحيث ظهرت زخارف الواجهة كاملة. والأقمر من الجوامع المعلقة فعندما بني كان تحته حوانيت، ويقع بمنطقة النحاسين بشارع المعز. | واجهة الجامع مبنية كلهّا بالحجر، وباقي الجامع مبني من الداخل بالطوب والواجهة منحرفة لتساير خط تنظيم الشارع وينفرد هذا الجامع بأنه أول جامع توازي واجهته خط تنظيم الشارع بدلاً من أن تكون موازية للصحن وذلك لكي تصير القبلة متخذة وضعها الصحيح ولهذا نجد أن داخل الجامع منحرف بالنسبة للواجهة، وتعتبر واجهة الجامع أول واجهة مزخرفة في المساجد القاهرية، ويشاهد في زخارفها أول استعمال للمقرنصات كعنصر من عناصر الزخرفة المعمارية الإسلامية. صحن الجامع مكشوف يحيط به أربعة أروقة أكبرها رواق القبلة الذي يستمل على ثلاث بوائك عقودها ترتكز على أعمدة من الرخام ويقوم المحراب في صدره، والأسقف مغطاة بقباب ضحله منخفضة وهو عنصر جديد يُبين كيفية تطور تغطية الأروقة في جوامع القاهرة. وقد شاع استخدام هذا الأسلوب فيما بعد في مساجد العصر العثماني.                                                                                  |
|                                  | سبيل وكتاب عبد الرحمن كتخدا                  | 1157هـ/1744م                | الأمير عبد الرحمن كتخدا                  |                                           | | قائم ومرمم          | 21                     | | المبنى له ثلاث وجهات بها 3 فتحات عقودها من الرخام الملون، وضع عليها شبابيك نحاسية جميلة. ويعلو السبيل كتاب ذو مظلات وحواجز من الخشب. نقشت عليه كتابات بها اسم المنشئ وتاريخ الإنشاء، وبحجرة السبيل رسم صورة الكعبة الشريفة، نص الكتابة: "أنشأه الأمير عبد الرحمن جاويش مستحفظان ابن المرحوم حسن كتخدا القازضغلي غفر الله له سنة 1157". |
|                                  | قصر الأمير بشتاك                             | 1334م - 1339م               | الأمير سيف الدين بشتاك الناصري           |                                           | | قائم ومرمم          | 34                     | في أواخر الفترة الثالثة من حكم السلطان الناصر محمد بن قلاوون. تمكن بشتاك من شراء قصر الأمير بدر الدين بكتاش الفخري، ومنحه السلطان الناصر محمد قطعة أرض داخل القصر كانت من حقوق بيت المال. ولم يعش بشتاك في هذا القصر رغم بهائه لانقباض صدره عند نزوله فيه، فباعه إلى زوجة الأمير بكتمر الساقي، ثم استولى عليه السلطان حسن، ثم آلت ملكيته إلى السلطان فرج بن برقوق وأوقفه على ضريح والده السلطان برقوق. في عام 2003 بدأ مشروع ترميم قصر الأمير بشتاك وتم الانتهاء منه عام 2007، وتم تخصيص القصر ليكون مقراً لبيت الغناء العربي كأحد مراكز الإبداع الفني التابعة لصندوق التنمية الثقافية. | يقع القصر على رأس حارة درب قرمز المتفرع من شارع المعز، ويتكون من ثلاثة طوابق، الأرضي وبه قاعة واسطبلات ومخازن غلال وغرف الخدم، والطابق الثاني منه يضم قاعة احتفالات وغرف النوم، فيما كان يخصص الطابق الثالث للحريم، إلا أنه تعرض للهدم. وللقصر ثلاث واجهات، الأولى وهى الأساسية وتقع بالجهة الشمالية الغربية، وتطل على شارع المعز، وتتكون من ثلاثة طوابق بها مشربيات ليست على استقامة واحدة بل على جزأين، أحداهما غائر، والأخر بارز، وبها رسومات هندسية، أما الواجهة الثانية فتقع بالناحية الشمالية الشرقية، وبها عدد من النوافذ المغطاة بأجنحة معدنية، وتضم أيضًا بوابة تؤدي للقصر. والواجهة الثالثة بالجهة الجنوبية الغربية من القصر تطل على حارة جانبية، لكن الزائر للقصر لابد له أن يسلك المدخل الحالي بعد تطويره، وهو المدخل الذي يتميز بسلم خشبي مزخرف يؤدى إلى باب خشبي عليه كتابات عن مؤسس القصر وتاريخ إنشائه.           |
|                                  | حمام إينال                                   | 861هـ/1456م                 | السلطان الأشرف سيف الدين إينال           |                                           | | قائم ومرمم          | 562                    | | الحمام مبني على طراز الحمامات العامة الإسلامية في العصور الوسطى، حيث يتكون من مدخل بسيط يؤدي إلى ممر منكسر يؤدي إلى الحجرة الباردة حيث يتم خلع الملابس للاستعداد للاستحمام، ويتواجد بها مقاعد للجلوس وخزانات لحفظ المتعلقات الشخصية، وتؤدي تلك الحجرة إلى ممر آخر يصل إلى الحجرة الدافئة فالحجرة الساخنة، وقد استخدمت بكل من الحجرة الباردة والساخنة القباب الضحلة للمحافظة على دورة الهواء الساخن، وتتميز الحجرة الساخنة بمساحة مثمنة يتوسطها الحوض ويتعامد عليها أربعة إيوانات للجلوس وأربعة مداخل في الأركان تؤدى إلى خلوات بكل منها أحواض ومساطب. |
|                                  | المدرسة الكاملية                             | 622هـ/1225م                 | الكامل ناصر الدين محمد بن العادل الأيوبي |                                           | | جزء منها قائم       | 428                    | أنشئها السلطان الملك الكامل ناصر الدين محمد بن الملك العادل أبو بكر بن أيوب، لدراسة الحديث ووقفت على المشتغلين به ثم من بعدهم على الفقهاء الشافعية. وظلت قائمة تمارس وظيفتها إلى عام 686هـ/1287م، ولما أخذت المدرسة في الاندثار قام الأمير حسن كتخدا في العصر العثماني عام 1166هـ/1752م باستغلال مساحة الإيوان الجنوبي الشرقي المتهدم لبناء مسجد صغير معلق، وذلك في عهد الوالي العثماني محمد أمين باشا. | تتكون المدرسة من فناء أوسط يتعامد عليه إيوانان وعلى الجانبين عدد من حجرات الطلبة، وقد أخذت المدرسة في الاندثار ولم يبق منها سوى الإيوان الشمالي الغربي، وقد حفظت بعض زخارف الإطارات الجصية الخاصة بتلك الحجرات بمتحف الفن الإسلامي، وكذلك جزء من عقد إيوان الصلاة. أما المسجد العثماني المعلق فهو قائم على عدد من المحال السفلية المطلة على الواجهة، وللمبنى مدخل ذو عقد ثلاثي بسيط. ويرى بعض علماء الآثار أن المدرسة الكاملية أقدم نموذج لطراز تخطيط المدرسة ذات الإيوانين. |
|                                  | سبيل محمد علي بالنحاسين                      |                             | محمد علي باشا                            |                                           | | قائم ومرمم          | 402                    | أنشأه محمد علي باشا على روح ابنه إسماعيل المتوفى بالسودان عام 1822م محروقاً لتعاليه على الملك نمر ملك الجعليين. | تتكون المنشأة من حجرة تسبيل للمياه ملحق بها كتاب لتعليم أيتام المسلمين وعدد من الحجرات في طابقين، والمنشأة مبنية على الطراز التركي حيث تعلو الصهريج حجرة تسبيل ذات واجهة مقوسة وأربعة شبابيك يعلوها قبة، ويقع الكتاب إلى جانبها وليس فوقها، وتعكس الزخارف الرخامية والزيتية للسبيل طراز الباروك والركوكو العثماني، ويشغل السبيل حالياً متحف النسيج المصري. |
|                                  | مسجد ومدرسة الظاهر برقوق                     | 786هـ/1384م - 788هـ/1386م   | السلطان الظاهر سيف الدين برقوق           | الأمير المقر السيفي جركس الخليلي          | شهاب الدين أحمد بن الطولوني | قائم ومرمم          | 187                    | | |
|                                  | مدرسة وقبة السلطان الناصر محمد بن قلاوون     |                             |                                          |                                           | |                     | 44                     | | |
|                                  | مجموعة السلطان المنصور قلاوون                | 683هـ/1283م - 684هـ/1284م   | السلطان المنصور قلاوون                   | الأمير علم الدين سنجر الشجاعي             | مجهول | قائم ومرمم          | 43                     | | |
|                                  | مدرسة الظاهر بيبرس البندقداري                |                             |                                          |                                           | | جزء منها قائم       | 37                     | | |
|                                  | مدرسة وقبة نجم الدين أيوب                    |                             |                                          |                                           | | جزء منها قائم ومرمم | 38                     | | |
|                                  | سبيل وكتاب خسرو باشا                         |                             |                                          |                                           | | قائم ومرمم          | 52                     | | |
|                                  | سبيل وكتاب الشيخ المطهر                      |                             |                                          |                                           | | قائم                | 40                     | مسجد وسبيل وكتاب الشيخ المطهر يقع بنهاية شارع الصاغة، جدد إنشاءه الأمير عبد الرحمن كتخدا، وكان قبل ذلك مدرسة صوفية أنشأها صلاح الدين للسادة الحنفية وعرفت وقتئذ بالسيوفية لوقوع سوق السيوفيين على بابها. | |
|                                  | مسجد ومدرسة الأشرف برسباي (المدرسة الأشرفية) |                             |                                          |                                           | | قائم ومرمم          | 175                    | | |
|                                  | مجموعة السلطان الغوري                        | 909هـ/1503م - 910هـ/1504م   | السلطان الأشرف قانصوه الغوري             | الأمير إينال                              | | قائم ومرمم          | (550,189,67,66,65)     | منزل ومقعد وقبة وسبيل وكتاب الغوري (67,66,65)، سقيفة الغوري (550)، مدرسة الغوري (189) | |
|                                  | مسجد الفكهاني                                |                             |                                          |                                           | | قائم                | 109                    | | |
|                                  | سبيل محمد علي بالعقادين                      | محمد علي باشا               | 1236هـ/1820م                             |                                           | | قائم ومرمم          | 401                    | | |
|                                  | جامع المؤيد شيخ                              | 818هـ/1415م - 824هـ/1421م   | السلطان المؤيد شيخ المحمودي              | الأمير ططر                                | بدر الدين بن محب الدين الاستادار "المشرف على البناء"، بهاء الدين محمد بن البرجي "النظر على العمارة"، محمد بن القزاز "بناء المنارتين" | قائم ومرمم          | 190                    | | |
|                                  | حمام السكرية                                 |                             |                                          |                                           | | قائم                | 596                    | | |
|                                  | وكالة نفيسة البيضاء                          |                             | نفيسة البيضاء                            |                                           | | قائم                | 395                    | | |
|                                  | سبيل نفيسة البيضاء                           | (1211 هـ، 1796م)            | نفيسة البيضاء                            |                                           | | قائم                | 358                    | | |
|                                  | باب زويلة                                    | 485 هجرية (1092 ميلادي)     |                                          |                                           | | قائم ومرمم          | 199                    | | |

### شوارع الامتداد الجنوبي لشارع المعز
| دليل                                           | الاسم والصورة                                                      | تاريخ البناء | المنشئ | شاد العمارة | المهندس | الحالة | رقم الأثر وتصنيف كومنز | التاريخ | الوصف |
| ---------------------------------------------- | ------------------------------------------------------------------ | ------------ | ------ | ----------- | ------- | ------ | ---------------------- | ------- | --- |
| معالم مطلة على شارع الخيامية                   |                                                                    |              |        |             |         |        |                        |         | |
|                                                | مسجد جمال الدين محمود الاستادار (مسجد الكردي أو المدرسة المحمودية) |              |        |             |         |        | 117                    |         | |
|                                                | سبيل الوفائية                                                      |              |        |             |         |        | 557                    |         | |
|                                                | مدرسة إينال اليوسفي                                                |              |        |             |         |        | 118                    |         | |
|                                                | بيت قايتباي                                                        |              |        |             |         |        | 228                    |         | |
|                                                | واجهة زاوية عبد الرحمن كتخدا                                       |              |        |             |         |        | 214                    |         | |
|                                                | مسجد جاني بك                                                       |              |        |             |         |        | 119                    |         | |
| معالم مطلة على شارع المغربلين                  |                                                                    |              |        |             |         |        |                        |         | |
|                                                | قبة أولاد الأسياد                                                  |              |        |             |         |        | 215                    |         | |
| معالم مطلة وقريبة من شارع السروجية             |                                                                    |              |        |             |         |        |                        |         | |
|                                                | قبة القماري                                                        |              |        |             |         |        | 128                    |         | |
|                                                | باب مسجد قوصون                                                     |              |        |             |         |        | 224                    |         | |
|                                                | مدرسة جانم البهلوان                                                |              |        |             |         |        | 129                    |         | |
|                                                | تكية السليمانية                                                    |              |        |             |         |        | 225                    |         | |
|                                                | سبيل إبراهيم خلوصي                                                 |              |        |             |         |        | 226                    |         | |
| معالم مطلة وقريبة من شارع الحلمية              |                                                                    |              |        |             |         |        |                        |         | |
|                                                | مسجد الأمير ألماس                                                  |              |        |             |         |        | 130                    |         | |
|                                                | بقايا ربع طغج                                                      |              |        |             |         |        | 287                    |         | |
|                                                | قبة سنجر المظفر                                                    |              |        |             |         |        | 261                    |         | |
|                                                | سبيل يوسف بك                                                       |              |        |             |         |        | 262                    |         | |
|                                                | مدرسة وقبة سنقر السعدي                                             |              |        |             |         |        | 263                    |         | |
|                                                | سبيل وكتاب القزلار                                                 |              |        |             |         |        | 265                    |         | |
|                                                | قصر الأمير يشبك (قوصون)                                            |              |        |             |         |        | 266                    |         | |
| معالم مطلة وقريبة من شارع السيوفية             |                                                                    |              |        |             |         |        |                        |         | |
|                                                | زاوية وخانقاه ايدكين البندقداري                                    |              |        |             |         |        | 146                    |         | |
|                                                | قصر الأمير طاز                                                     |              |        |             |         |        | 267                    |         | |
|                                                | سبيل وكتاب علي أغا دار السعادة                                     |              |        |             |         |        | 268                    |         | |
|                                                | وكالة وقف التوتنجي                                                 |              |        |             |         |        | 548                    |         | |
|                                                | سبيل وكتاب عباس أغا                                                |              |        |             |         |        | 335                    |         | |
|                                                | سبيل أم عباس                                                       |              |        |             |         |        |                        |         | |
|                                                | مجموعة الأمير شيخو                                                 |              |        |             |         |        | (147، 323، 152)        |         | مسجد الأمير شيخو (147)، حوض الأمير شيخو (323)، خانقاه وقبة الأمير شيخو، (152) (بالقرب من تقطاع شارع الصليبة مع شارع السيوفية) |
|                                                | قبة صفي الدين جوهر                                                 |              |        |             |         |        | 270                    |         | |
|                                                | مسجد أحمد كوهيه                                                    |              |        |             |         |        | 521                    |         | |
|                                                | سبيل مصطفى طبطباي                                                  |              |        |             |         |        | 272                    |         | |
|                                                | متحف جاير أندرسون                                                  |              |        |             |         |        | (559,321)              |         | منزل آمنة بنت سالم (559)، منزل وسبيل الكريدلية (321) "جنوب غرب شارع السيوفية"                                                 |
|                                                | مسجد أحمد بن طولون                                                 |              |        |             |         |        | 220                    |         | جنوب غرب شارع السيوفية |
|                                                | مدرسة صرغتمش                                                       |              |        |             |         |        | 218                    |         | جنوب غرب شارع السيوفية |
| معالم مطلة وقريبة من شارع الخليفة وشارع الأشرف |                                                                    |              |        |             |         |        |                        |         | |
|                                                | مسجد السيدة سكينة                                                  |              |        |             |         |        |                        |         | |
|                                                | قبة شجرة الدر                                                      |              |        |             |         |        | 169                    |         | |
|                                                | قبة السيدة عاتكة والجعفري                                          |              |        |             |         |        | 333                    |         | |
|                                                | قبة السيدة رقية                                                    |              |        |             |         |        | 273                    |         | |
|                                                | قبة أم الصالح                                                      |              |        |             |         |        | 274                    |         | |
|                                                | قبة الأشرف خليل                                                    |              |        |             |         |        | 275                    |         | |
|                                                | مسجد السيدة نفيسة وسبيل السلطان مصطفى                              |              |        |             |         |        | 394                    |         | |

### المناطق القريبة من شارع المعز
| دليل                                                                  | الاسم والصورة                        | تاريخ البناء | المنشئ | شاد العمارة | المهندس | الحالة | رقم الأثر وتصنيف كومنز | التاريخ     | الوصف                                                         |
| --------------------------------------------------------------------- | ------------------------------------ | ------------ | ------ | ----------- | ------- | ------ | ---------------------- | ----------- | ------------------------------------------------------------- |
| المعالم بين شارعي المعز والجمالية "غرب شارع الجمالية وشرق شارع المعز" |                                      |              |        |             |         |        |                        |             |                                                               |
|                                                                       | بيت السحيمي                          |              |        |             |         |        | 339                    |             |                                                               |
|                                                                       | وكالة وسبيل وقف النقادي              |              |        |             |         |        | 397                    |             |                                                               |
|                                                                       | وكالة وسبيل عباس أغا                 |              |        |             |         |        | 396                    |             |                                                               |
|                                                                       | وكالة بازرعة                         |              |        |             |         |        | 398                    |             |                                                               |
|                                                                       | ضريح الشيخ سنان                      |              |        |             |         |        | 41                     |             |                                                               |
|                                                                       | مدرسة الأمير مثقال                   |              |        |             |         |        | 45                     |             |                                                               |
|                                                                       | مدرسة وقبة تتر الحجازية              |              |        |             |         |        | 36                     |             |                                                               |
|                                                                       | قاعة محب الدين                       |              |        |             |         |        | 50                     |             |                                                               |
|                                                                       | باب بيت القاضي                       |              |        |             |         |        | 616                    |             |                                                               |
|                                                                       | مقعد الأمير ماماي                    |              |        |             |         |        | 51                     |             |                                                               |
|                                                                       | سبيل وكتاب وقف الحرمين               |              |        |             |         |        | 433                    |             |                                                               |
|                                                                       | وكالة بدوية بنت شاهين                |              |        |             |         |        | 615                    |             |                                                               |
|                                                                       | باب خان الخليلي                      |              |        |             |         |        | (56,54)                |             |                                                               |
|                                                                       | باب الغوري                           |              |        |             |         |        | 53                     |             |                                                               |
|                                                                       | وكالة السلحدار                       |              |        |             |         |        | 604                    |             |                                                               |
|                                                                       | وكالة الصنادقية                      |              |        |             |         |        | 423                    |             |                                                               |
|                                                                       | وكالة وقف إينال                      |              |        |             |         |        | 422                    |             |                                                               |
|                                                                       | وكالة الجلاب                         |              |        |             |         |        | 425                    |             |                                                               |
|                                                                       | زاوية جعفر الصادق                    |              |        |             |         |        | 554                    |             |                                                               |
|                                                                       | سبيل كوسه سنان                       |              |        |             |         |        | 507                    |             |                                                               |
| معالم بالقرب من الجامع الأزهر                                         |                                      |              |        |             |         |        |                        |             |                                                               |
|                                                                       | الجامع الأزهر                        |              |        |             |         |        |                        |             |                                                               |
|                                                                       | خان الزراكشة                         |              |        |             |         |        | 351                    |             |                                                               |
|                                                                       | مجموعة محمد بك أبو الذهب             |              |        |             |         |        | (98,62)                |             | مسجد محمد بك أبو الذهب (98)، سبيل وحوض محمد بك أبو الذهب (62) |
|                                                                       | وكالة قانصوه الغوري                  |              |        |             |         |        | 64                     |             |                                                               |
|                                                                       | سبيل وكتاب ووكالة السلطان قايتباي    |              |        |             |         |        | (76,75)                |             |                                                               |
|                                                                       | حوض السلطان قايتباي                  |              |        |             |         |        | 24                     |             |                                                               |
|                                                                       | قاعة شاكر بن الغنام                  |              |        |             |         |        | 96                     |             |                                                               |
|                                                                       | مسجد عبد الرحمن كتخدا                |              |        |             |         |        | 448                    |             |                                                               |
|                                                                       | بيت زينب خاتون                       |              |        |             |         |        | 77                     |             |                                                               |
|                                                                       | مدرسة العيني                         |              |        |             |         |        | 102                    |             |                                                               |
|                                                                       | منزل وقف الست وسيلة                  |              |        |             |         |        | 445                    |             |                                                               |
|                                                                       | سبيل وكتاب أبي الإقبال (عارفين بك)   |              |        |             |         |        | 73                     |             |                                                               |
|                                                                       | بيت عبد الرحمن الهراوي               |              |        |             |         |        | 446                    |             |                                                               |
|                                                                       | باب البرقية                          |              |        |             |         |        | 614                    |             |                                                               |
| معالم تقع غرب شارع المعز                                              |                                      |              |        |             |         |        |                        |             |                                                               |
|                                                                       | سبيل وكتاب سليمان جاويش              |              |        |             |         |        | 167                    |             |                                                               |
|                                                                       | زاوية فاطمة أم خوند                  |              |        |             |         |        | 58                     |             |                                                               |
|                                                                       | حمام الملاطيلي                       |              |        |             |         |        | 592                    |             |                                                               |
|                                                                       | سبيل حسين الشعيبي                    |              |        |             |         |        | 588                    |             |                                                               |
|                                                                       | منزل وقف الشعراني                    |              |        |             |         |        | 63                     |             |                                                               |
|                                                                       | قبة عبد الوهاب الشعراني              |              |        |             |         |        | 59                     |             |                                                               |
|                                                                       | زاوية نور الدين جولاق                |              |        |             |         |        | 173                    |             |                                                               |
|                                                                       | مدرسة أبو بكر مزهر                   |              |        |             |         |        | 49                     |             |                                                               |
|                                                                       | روباط زوجة السلطان إينال             |              |        |             |         |        | 61                     |             |                                                               |
|                                                                       | مدرسة القاضي عبد الباسط              |              |        |             |         |        | 60                     |             |                                                               |
|                                                                       | جامع محب الدين أبو الطيب             |              |        |             |         |        | 48                     |             |                                                               |
|                                                                       | جامع عبد اللطيف القرافي              |              |        |             |         |        | 46                     | قائم: مرمم: |                                                               |
|                                                                       | وكالة وقف الحرمين                    |              |        |             |         |        | 598                    |             |                                                               |
|                                                                       | وكالة محمدين                         |              |        |             |         |        | 597                    |             |                                                               |
|                                                                       | وكالة سبيل الكرداني                  |              |        |             |         |        | 179                    |             |                                                               |
|                                                                       | سبيل طه حسين الورداني                |              |        |             |         |        | 236                    |             |                                                               |
|                                                                       | جامع تغري بردي                       |              |        |             |         |        | 42                     |             |                                                               |
|                                                                       | وكالة تغري بردي                      |              |        |             |         |        | 188                    |             |                                                               |
|                                                                       | منزل وقف الملا                       |              |        |             |         |        | 541                    |             |                                                               |
|                                                                       | سبيل وكتاب ووكالة جمال الدين الذهبي  |              |        |             |         |        | 411                    |             |                                                               |
|                                                                       | جامع الجوهري                         |              |        |             |         |        | 462                    |             |                                                               |
|                                                                       | جامع مراد باشا                       |              |        |             |         |        | 181                    |             |                                                               |
|                                                                       | منزل وقف الحاج عبد الواحد الفاسي     |              |        |             |         |        | 355                    |             |                                                               |
|                                                                       | جامع القاضي يحيى زين الدين           |              |        |             |         |        | 182                    |             |                                                               |
|                                                                       | جامع شرف الدين                       |              |        |             |         |        | 176                    |             |                                                               |
|                                                                       | مدرسة مقبل الداودي                   |              |        |             |         |        | 177                    |             |                                                               |
|                                                                       | مسجد الجمالي يوسف                    |              |        |             |         |        | 178                    |             |                                                               |
|                                                                       | مدرسة جقمق                           |              |        |             |         |        | 180                    |             |                                                               |
|                                                                       | جامع الحفني                          |              |        |             |         |        | 451                    |             |                                                               |
|                                                                       | قبة حسام الدين توران طاي             |              |        |             |         |        | 590                    |             |                                                               |
|                                                                       | مسجد أسنبغا                          |              |        |             |         |        | 185                    |             |                                                               |
|                                                                       | مدرسة الأمير عبد الغني الفخري        |              |        |             |         |        | 184                    |             |                                                               |
|                                                                       | وكالة الشرايبي                       |              |        |             |         |        | 460                    |             |                                                               |
|                                                                       | مسجد العربي ومنزل المحروقي           |              |        |             |         |        | 459                    |             |                                                               |
|                                                                       | سبيل ومكتب عبد الباقي خير الدين      |              |        |             |         |        | 194                    |             |                                                               |
|                                                                       | سقيفة وسبيل مصطفى جوربجي مستحفظان    |              |        |             |         |        | 553                    |             |                                                               |
|                                                                       | قبة بيبرس الخياط                     |              |        |             |         |        | 191                    |             |                                                               |
|                                                                       | زاوية                                |              |        |             |         |        | 192                    |             |                                                               |
|                                                                       | مسجد آق سنقر الفرقاني                |              |        |             |         |        | 193                    |             |                                                               |
|                                                                       | سبيل وكتاب علي بك الدمياطي           |              |        |             |         |        | 197                    |             |                                                               |
|                                                                       | حمام السلطان المؤيد                  |              |        |             |         |        | 410                    |             |                                                               |
|                                                                       | سبيل وقف حبيش                        |              |        |             |         |        | 198                    |             |                                                               |
|                                                                       | سبيل حسن أغا أرزنكان                 |              |        |             |         |        | 420                    |             |                                                               |
|                                                                       | باب وتكية وقبة الكلشني               |              |        |             |         |        | 332                    |             |                                                               |
|                                                                       | مسجد المرأة (فاطمة شقراء)            |              |        |             |         |        | 195                    |             |                                                               |
|                                                                       | قبة علي نجم                          |              |        |             |         |        | 197                    |             |                                                               |
| معالم تقع شرق شارع المعز                                              |                                      |              |        |             |         |        |                        |             |                                                               |
|                                                                       | سبيل وكتاب زين العابدين              |              |        |             |         |        | 69                     |             |                                                               |
|                                                                       | سبيل وكتاب سليمان بك الخربوطلي       |              |        |             |         |        | 70                     |             |                                                               |
|                                                                       | قاعة الدردير                         |              |        |             |         |        | 466                    |             |                                                               |
|                                                                       | منزل جمال الدين الذهبي               |              |        |             |         |        | 72                     |             |                                                               |
|                                                                       | سبيل وكتاب خليل أفندي المقاطعجي      |              |        |             |         |        | 71                     |             |                                                               |
|                                                                       | مسجد كافور الزمام (المدرسة الزمامية) |              |        |             |         |        | 107                    |             |                                                               |
|                                                                       | بيت الشبشيري                         |              |        |             |         |        | 609                    |             |                                                               |
|                                                                       | زاوية أحمد بن شعبان                  |              |        |             |         |        | 103                    |             |                                                               |
|                                                                       | قبة سودون                            |              |        |             |         |        | 105                    |             |                                                               |
|                                                                       | بيت الألايلي والقاياتي               |              |        |             |         |        | 368                    |             |                                                               |
|                                                                       | زاوية وسبيل فرج بن برقوق             |              |        |             |         |        | 203                    |             |                                                               |
|                                                                       | مسجد الصالح طلائع                    |              |        |             |         |        | 116                    |             |                                                               |
|                                                                       | مسجد وحوض قجماس الأسحاقي "أبو حريبة" |              |        |             |         |        | 114                    |             |                                                               |

### الشوارع القريبة من شارع المعز
| دليل                                                                  | الاسم والصورة                      | تاريخ البناء | المنشئ | شاد العمارة | المهندس | الحالة | رقم الأثر وتصنيف كومنز | التاريخ | الوصف |
| --------------------------------------------------------------------- | ---------------------------------- | --- | ------ | ----------- | ------- | ------ | ---------------------- | ------- | ----- |
| معالم مطلة على شارعي باب النصر والجمالية مباشرةً (موازيان لشارع المعز) |                                    | |        |             |         |        |                        |         |       |
|                                                                       | باب النصر                          | |        |             |         |        | 7                      |         |       |
|                                                                       | وكالة السلطان الأشرف قايتباي       | |        |             |         |        | 9                      |         |       |
|                                                                       | قبة القاصد                         | |        |             |         |        | 10                     |         |       |
|                                                                       | سبيل وكتاب وقف أودة باشا           | |        |             |         |        | 591                    |         |       |
|                                                                       | وكالة قوصون                        | |        |             |         |        | 11                     |         |       |
|                                                                       | سبيل الأمير محمد                   | |        |             |         |        | 14                     |         |       |
|                                                                       | واجهة حوش عطى                      | |        |             |         |        | 499                    |         |       |
|                                                                       | خانقاه بيبرس الجاشنكير             | |        |             |         |        | 32                     |         |       |
|                                                                       | سبيل وكتاب وقف قيطاس بك            | |        |             |         |        | 16                     |         |       |
|                                                                       | القبة الفاطمية                     | |        |             |         |        | 479                    |         |       |
|                                                                       | مدرسة قراسنقر                      | |        |             |         |        | 31                     |         |       |
|                                                                       | بوابة حارة المبيضة                 | |        |             |         |        | 356                    |         |       |
|                                                                       | خانقاه سعيد السعداء                | |        |             |         |        | 480                    |         |       |
|                                                                       | سبيل وكتاب أوده باشا               | |        |             |         |        | 17                     |         |       |
|                                                                       | منزل ووكالة أوده باشي              | |        |             |         |        | 19                     |         |       |
|                                                                       | مسجد جمال الدين يوسف الاستادار     | |        |             |         |        | 35                     |         |       |
|                                                                       | مسجد محمود محرم                    | |        |             |         |        | 30                     |         |       |
|                                                                       | مسجد مرزوق الأحمدي                 | |        |             |         |        | 29                     |         |       |
|                                                                       | مسجد الحسين                        | |        |             |         |        | 28                     |         |       |
| معالم شرق شارع الجمالية                                               |                                    | |        |             |         |        |                        |         |       |
|                                                                       | المدرسة البقرية                    | |        |             |         |        | 18                     |         |       |
|                                                                       | المسافر خانة                       | |        |             |         |        | 2                      |         |       |
|                                                                       | مدرسة مغلطاي الجمالي               | |        |             |         |        | 26                     |         |       |
|                                                                       | سبيل الباز دار                     | |        |             |         |        | 27                     |         |       |
|                                                                       | سبيل إسماعيل مغلوي                 | |        |             |         |        | 57                     |         |       |
|                                                                       | مسجد أيدمر البهلوان                | |        |             |         |        | 22                     |         |       |
|                                                                       | جامع ابن بردبك                     | |        |             |         |        | 25                     |         |       |
|                                                                       | سبيل وكتاب أمين أفندي بن هيزع      | |        |             |         |        | 23                     |         |       |
|                                                                       | مسجد آل ملك الجوكندار              | |        |             |         |        | 24                     |         |       |
|                                                                       | حمام العدوي                        | |        |             |         |        | 567                    |         |       |
|                                                                       | قبة أبو الغضنفر أسد الفائزي        | تاريخ البناء: 600 هجرياً المنشئ: أبو الغضنفر أسد الفائزي شاد العمارة: المهندس: الحالة: |        |             |         |        | 3                      |         |       |
| معالم شارع التبانة                                                    |                                    | |        |             |         |        |                        |         |       |
|                                                                       | مسجد الطنبغا المارداني             | |        |             |         |        | 120                    |         |       |
|                                                                       | قبة أبو اليوسفين                   | |        |             |         |        | 234                    |         |       |
| معالم مطلة وقريبة من شارع سوق السلاح                                  |                                    | |        |             |         |        |                        |         |       |
|                                                                       | مدرسة قلطوبغا الذهبي               | |        |             |         |        | 242                    |         |       |
|                                                                       | قاعة ومقعد أحمد كتخدا الرزاز       | |        |             |         |        | 235                    |         |       |
|                                                                       | سبيل وكتاب حسن أغا كوكليان         | |        |             |         |        | 243                    |         |       |
|                                                                       | مدرسة الأمير سودون من زاده         | |        |             |         |        | 127                    |         |       |
|                                                                       | مدخل حمام بشتاك                    | |        |             |         |        | 244                    |         |       |
|                                                                       | سبيل ومدفن عمر أغا                 | |        |             |         |        | 240                    |         |       |
|                                                                       | مسجد آلتي برمق                     | |        |             |         |        | 126                    |         |       |
|                                                                       | سبيل وكتاب رقية دودو               | |        |             |         |        | 337                    |         |       |
|                                                                       | قبة الشيخ سعود                     | |        |             |         |        | 510                    |         |       |
|                                                                       | منزل وقف مصطفى سنان                | |        |             |         |        | 545                    |         |       |
|                                                                       | سبيل مصطفى سنان                    | |        |             |         |        | 246                    |         |       |
|                                                                       | مدرسة ألجاي اليوسفي                | |        |             |         |        | 131                    |         |       |
|                                                                       | يوابة منجك السلحدار                | |        |             |         |        | 247                    |         |       |
| معالم مطلة وقريبة من شارع باب الوزير                                  |                                    | |        |             |         |        |                        |         |       |
|                                                                       | باب قايتباي بمنزل الرزاز           | |        |             |         |        | 235                    |         |       |
|                                                                       | منارة زاوية الهنود                 | |        |             |         |        | 237                    |         |       |
|                                                                       | سبيل إبراهيم أغا مستحفظان          | |        |             |         |        | 238                    |         |       |
|                                                                       | مدرسة أم السلطان شعبان             | |        |             |         |        | 125                    |         |       |
|                                                                       | منزل وقف إبراهيم أغا               | |        |             |         |        | 613                    |         |       |
|                                                                       | مدفن إبراهيم خليفة جنديان          | |        |             |         |        | 586                    |         |       |
|                                                                       | منازل وقف إبراهيم أغا              | |        |             |         |        | 595                    |         |       |
|                                                                       | مسجد إبراهيم أغا مستحفظان (آقسنقر) | |        |             |         |        | 123                    |         |       |
|                                                                       | سبيل ومدفن عمر أغا                 | |        |             |         |        | 240                    |         |       |
|                                                                       | زاوية محمد ضرغام                   | |        |             |         |        | 241                    |         |       |
|                                                                       | منزل وقف إبراهيم أغا               | |        |             |         |        | 619                    |         |       |
|                                                                       | مسجد خاير بك                       | |        |             |         |        | 248                    |         |       |
|                                                                       | قصر الين آق (الحسامي)              | |        |             |         |        | 249                    |         |       |
|                                                                       | حوض إبراهيم أغا مستحفظان           | |        |             |         |        | 593                    |         |       |
|                                                                       | مسجد أيتمش البجاسي                 | |        |             |         |        | 250                    |         |       |
| معالم مطلة وقريبة من شارع محمد علي                                    |                                    | |        |             |         |        |                        |         |       |
|                                                                       | سبيل إبراهيم بك الكبير             | |        |             |         |        | 331                    |         |       |
|                                                                       | سبيل وكتاب محمد مصطفى المحاسبي     | |        |             |         |        | 392                    |         |       |
|                                                                       | مسجد الملكة صفية                   | |        |             |         |        | 200                    |         |       |
|                                                                       | سبيل ومكتب شاهين أغا أحمد          | |        |             |         |        | 328                    |         |       |
|                                                                       | بقايا جامع قوصون                   | |        |             |         |        | 202                    |         |       |
|                                                                       | مسجد السلطان حسن                   | تاريخ البناء: 757هـ/1356م - 764هـ/1363م المنشئ: السلطان الناصر حسن بن الناصر محمد بن قلاوون شاد العمارة: الأمير محمد بن بيليك المحسني المهندس: مجهول الحالة: قائم ومرمم                                               |        |             |         |        | 133                    |         |       |
|                                                                       | مسجد الرفاعي                       | تاريخ البناء: الفترة الأولى 1286هـ/1869م - 1298هـ/1880م الفترة الثانية 1324هـ/1906م - 1329هـ/1911م المنشئ: خوشيار هانم "أم الخديوي إسماعيل" شاد العمارة: المهندس: حسين باشا فهمي المعمار، ماكس هرتس باشا الحالة: قائم |        |             |         |        |                        |         |       |
|                                                                       | مسجد جوهر اللالا                   | |        |             |         |        | 134                    |         |       |
|                                                                       | البيمارستان المؤيدي                | |        |             |         |        | 257                    |         |       |
|                                                                       | باب تكية تقي الدين البسطامي        | |        |             |         |        | 326                    |         |       |
|                                                                       | منزل علي لبيب                      | |        |             |         |        | 497                    |         |       |
|                                                                       | مدرسة قانيباي أميرا خور            | |        |             |         |        | 136                    |         |       |
|                                                                       | مسجد المحمودية                     | |        |             |         |        | 135                    |         |       |
| معالم مطلة وقريبة من شارع درب الجماميز                                |                                    | |        |             |         |        |                        |         |       |
|                                                                       | مسجد يوسف أغا الحين                | |        |             |         |        | 196                    |         |       |
|                                                                       | منارة علي العمري                   | |        |             |         |        | 426                    |         |       |
|                                                                       | تكية وسبيل السلطان محمود           | |        |             |         |        | 308                    |         |       |
|                                                                       | سبيل بشير أغا                      | |        |             |         |        | 309                    |         |       |
|                                                                       | خانقاه سعد الدين بن غراب           | |        |             |         |        | 312                    |         |       |
|                                                                       | مسجد قراقجا الحسني                 | |        |             |         |        | 206                    |         |       |
|                                                                       | سبيل يوسف الكردي                   | |        |             |         |        | 213                    |         |       |
|                                                                       | مسجد ذو الفقار بك                  | |        |             |         |        | 415                    |         |       |

## الترميم
كانت المدينة قد فقدت أكثر من 40٪ من نسقها المعماري وملامحها الأثرية، هذا المشروع ليس وليد اليوم بل منذ تسجيل القاهرة على قائمة التراث العالمي باليونسكو عام 1979 والقاهرة التاريخية هدف استراتيجى للتطوير والارتقاء إلى أن انطلق المشروع عام 1998 وحتى اليوم في محاولة لإنقاذ 210 آثار تضررت في زلزال 1992 وذلك على أربع مراحل.
تم ترميم 33 أثرا بالشارع أهمها مجموعة قلاوون بالنحاسين ومجموعة السلطان الغوري وقصر الأمير بشتاك وباب النصر والفتوح وسور القاهرة بينهما والمدرسة الكاملية وجامع ابن طولون وقصر الأمير طاز وجامع المؤيد شيخ.
المشروع يتضمن أيضا تطوير وترميم المباني المحيطة بالآثار لمساعدة الأهالي على الحفاظ علي الطابع التاريخي للمنطقة. وذلك على مرحلتين: شملت المرحلة الأولى منه والتي تمت في 600 مترا منه بدأ من باب الفتوح وانتهاء بمجموعة قلاوون النزول بمنسوب الشارع الي المنسوب الأصلي حوالي 80 سم وإعادة رصفه بالجرانيت والبازلت وتم تغيير شبكة المرافق بالكامل بما فيها شبكات الصرف الصحي والكهرباء والهاتف وحتى مواسير الغاز الطبيعي رغم عدم دخوله المنطقة حتى الآن، ولكن لمنع أي عمليات حفر أخرى. كما تقرر الحد من حركة الآليات وجعلها في اضيق الحدود وتخصيص الشارع للمشاة وربطه بالشوارع الجانبية. وقد تم بالتعاون مع أصحاب المحلات بتوحيد اللافتات الخاصة بهم ومنع البروز واليافطات المشوهة للمكان.
أما المرحلة الثانية والتي تتم الآن من مجموعة قلاوون إلى باب زويلة مرورا بالغورية ومن باب النصر وحتى المشهد الحسيني. كذلك تم إدخال إضاءة فنية على آثار بالشارع باستخدام احدث تكنولوجيا فن الإضاءة.

### الجهاز التنفيذي لتجديد أحياء القاهرة الإسلامية والفاطمية (وزارة الإسكان)
أحد الأجهزة التنفيذية للجهاز المركزي للتعمير.

## معرض صور

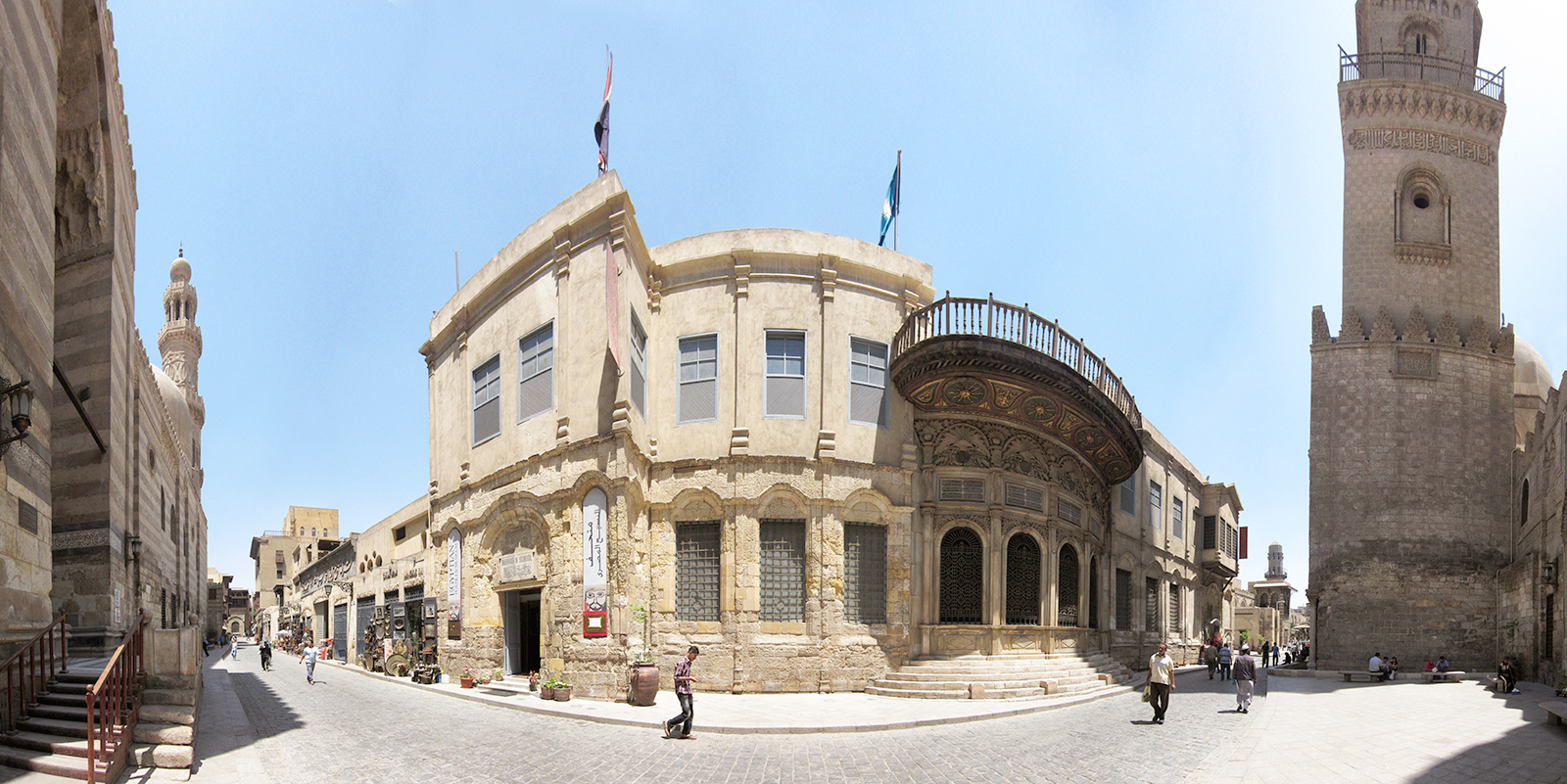
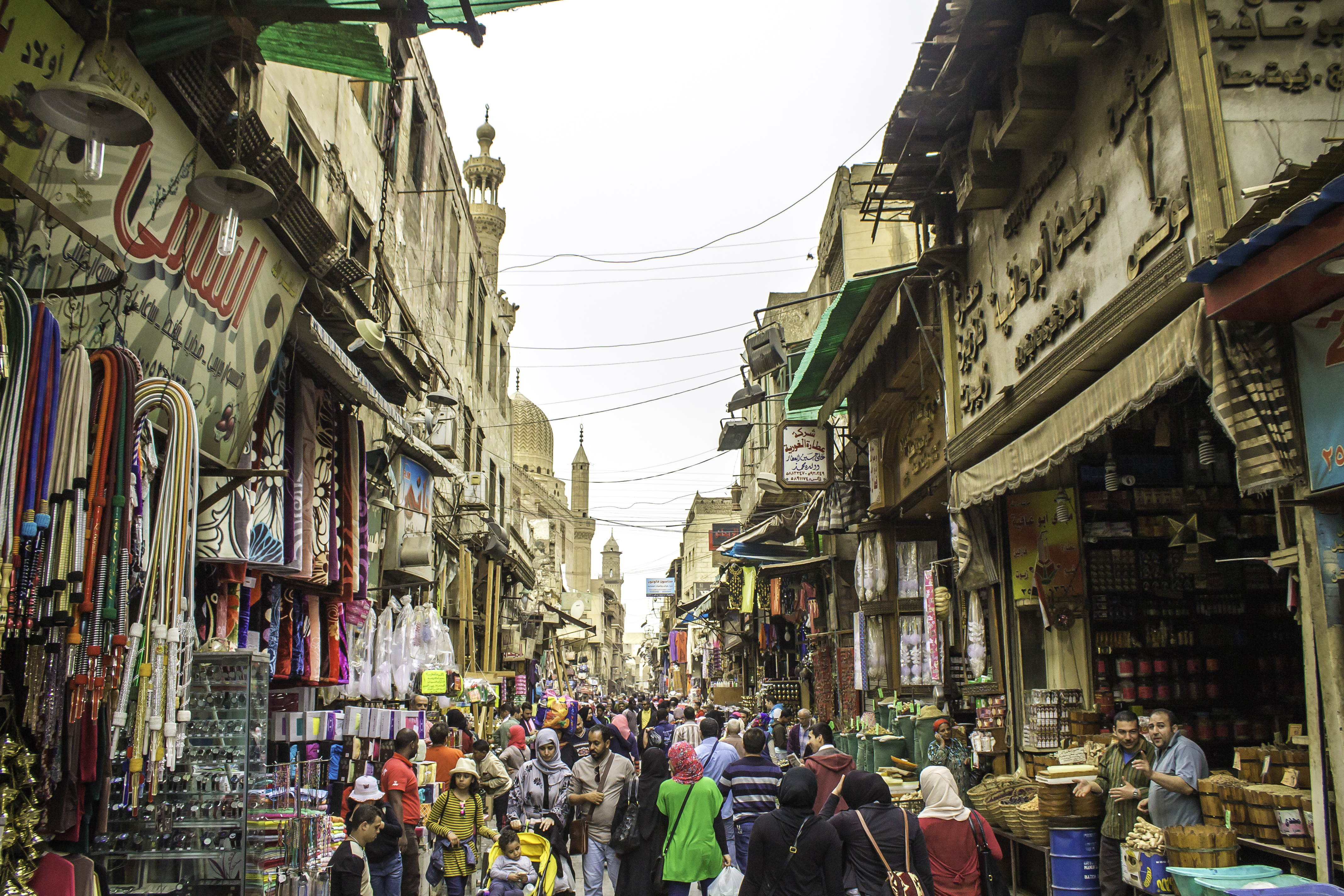
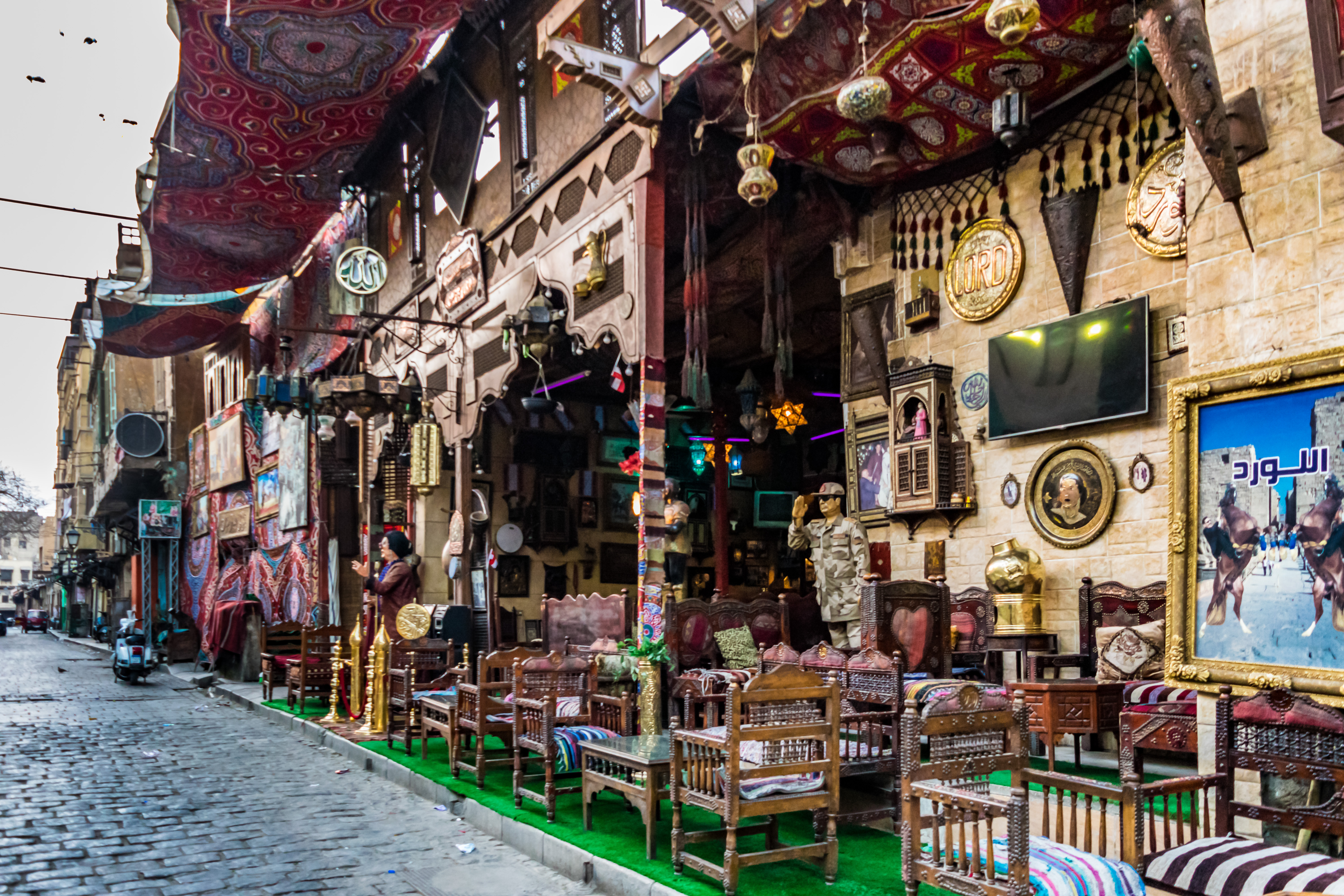
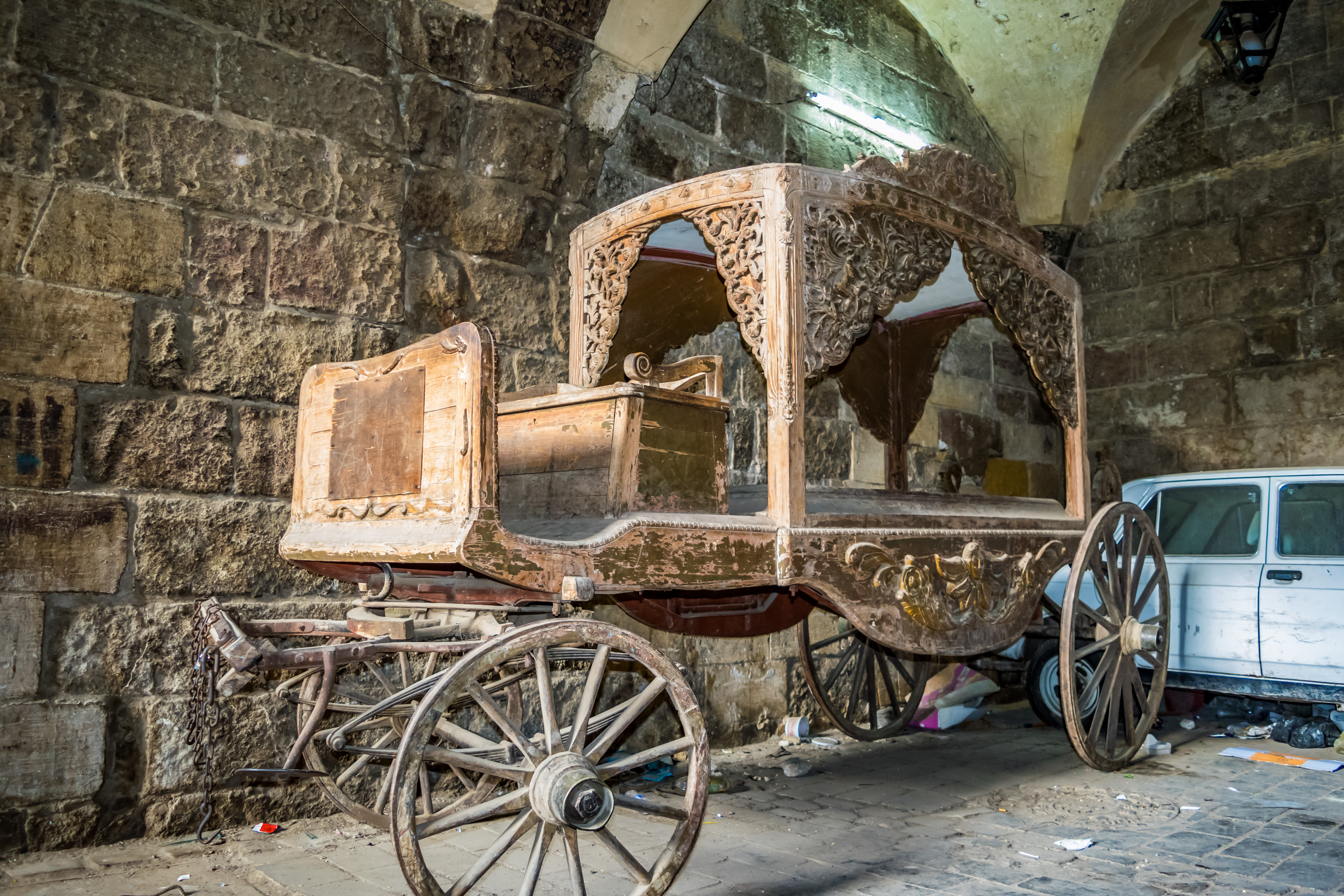
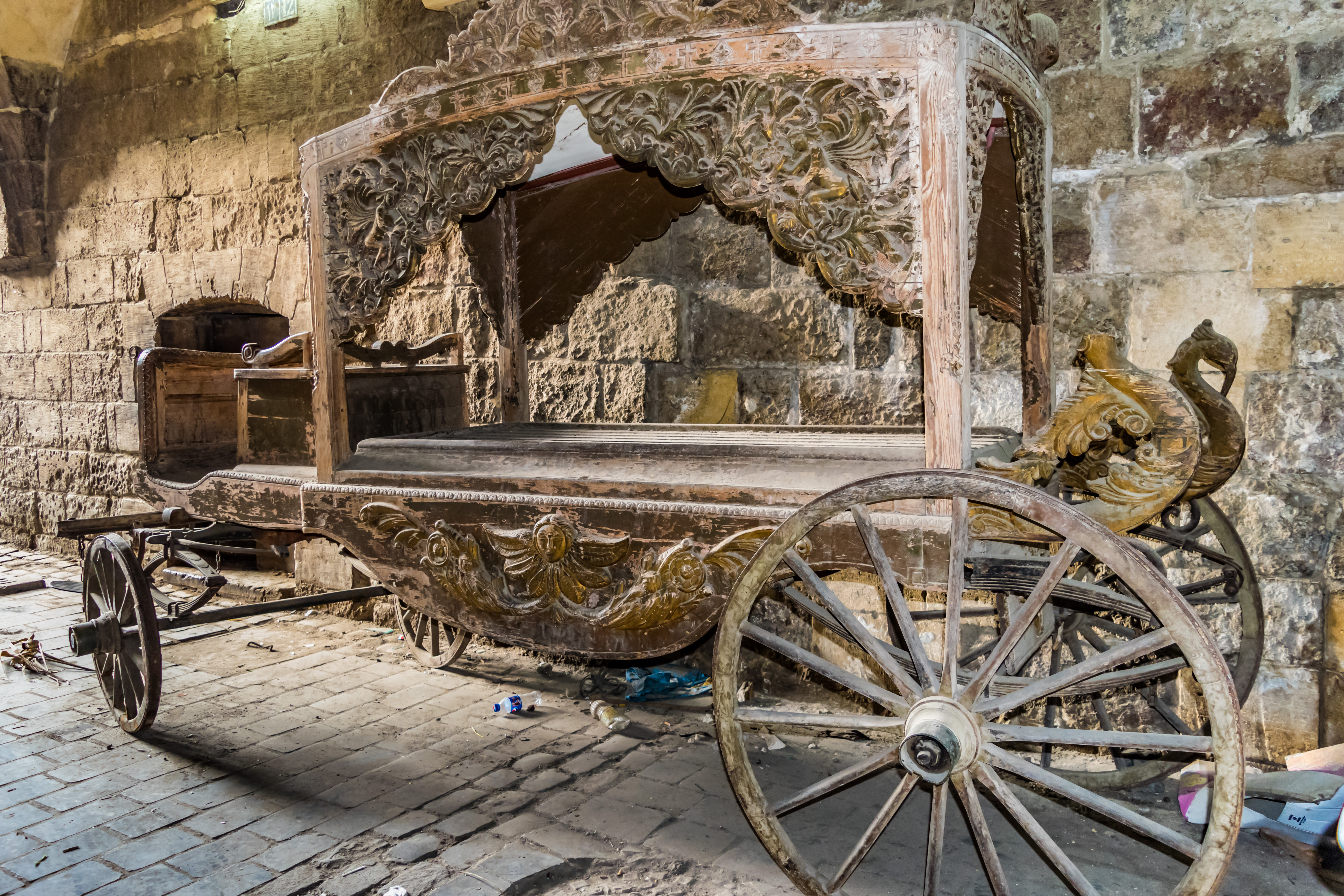
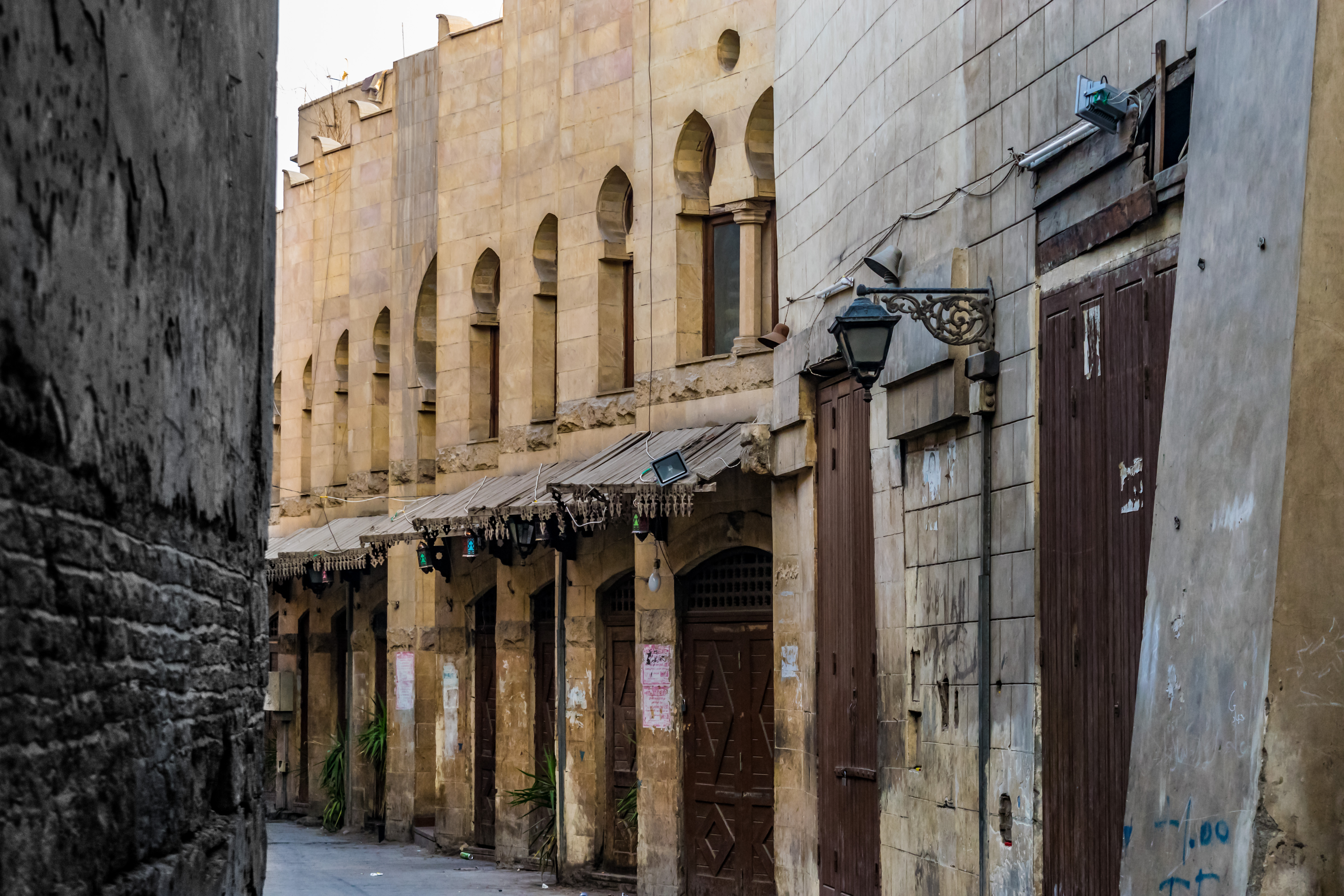
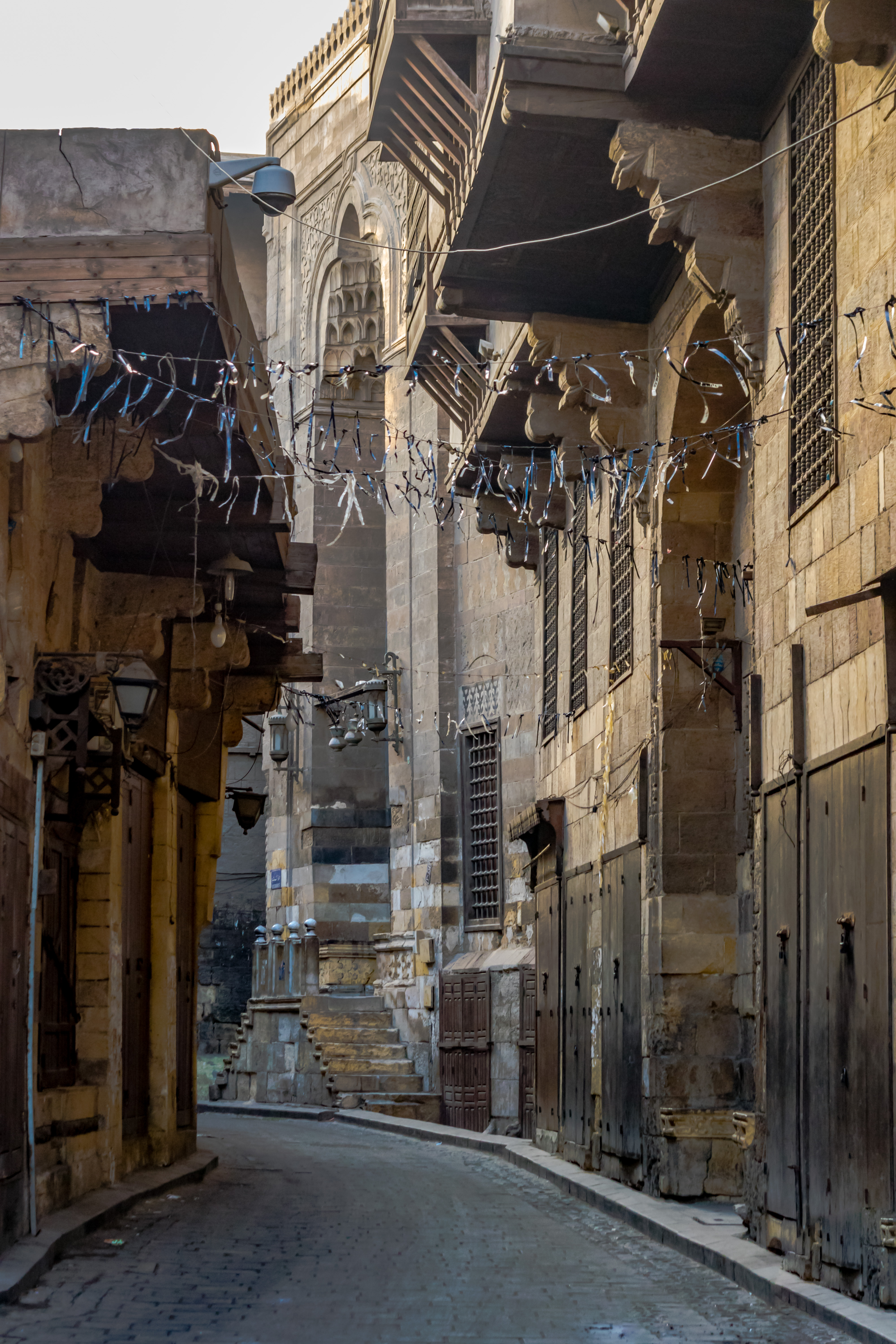
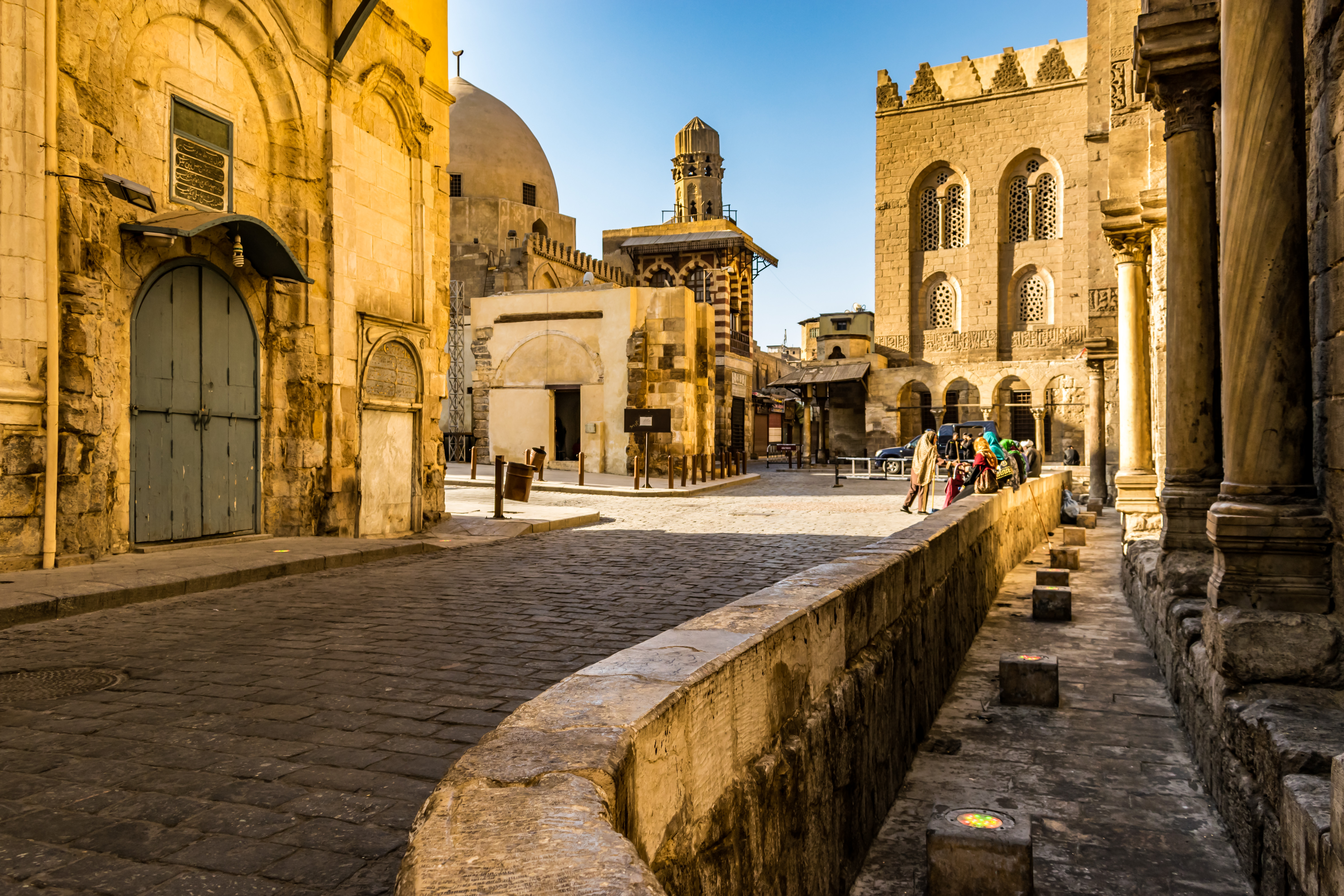
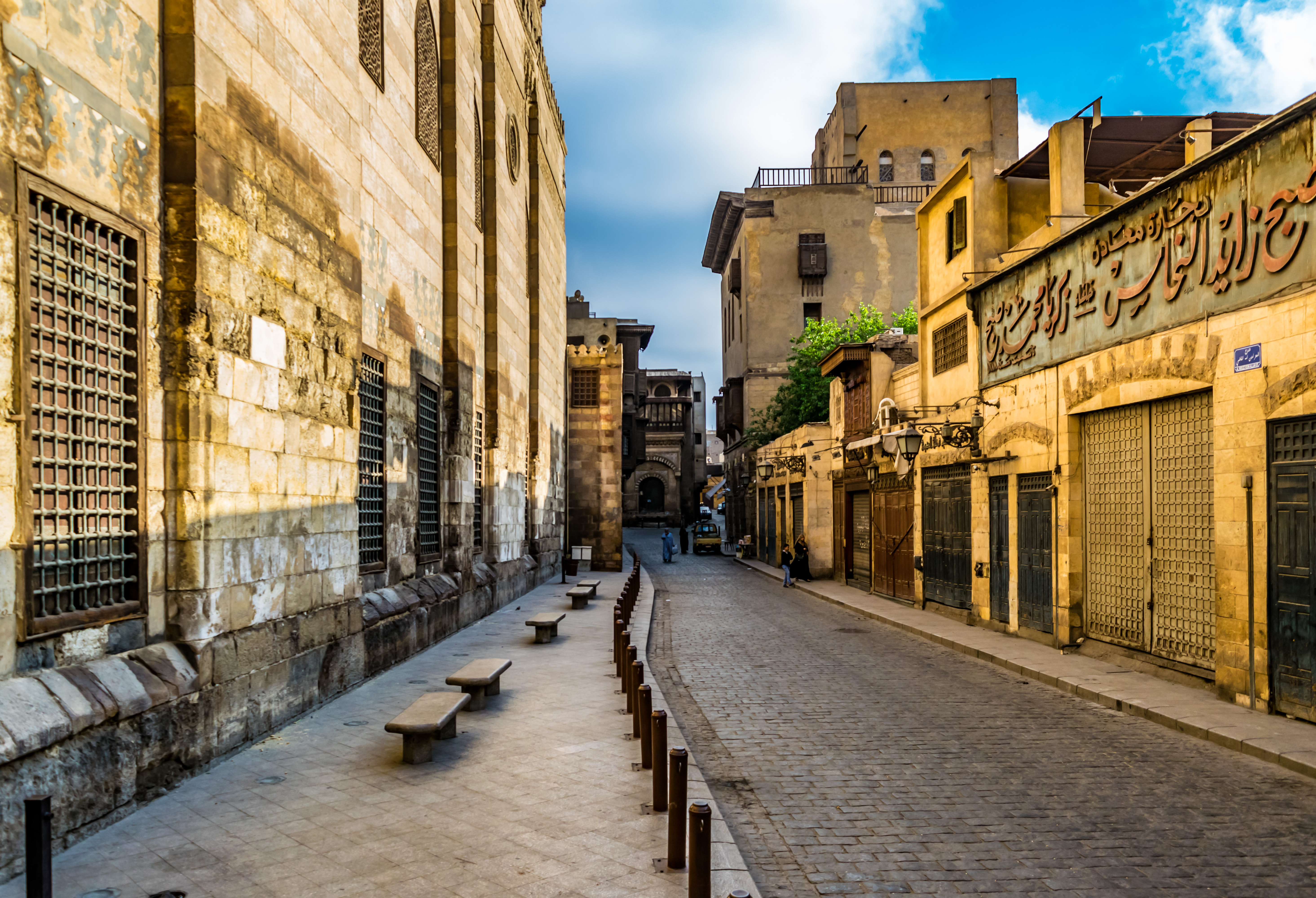
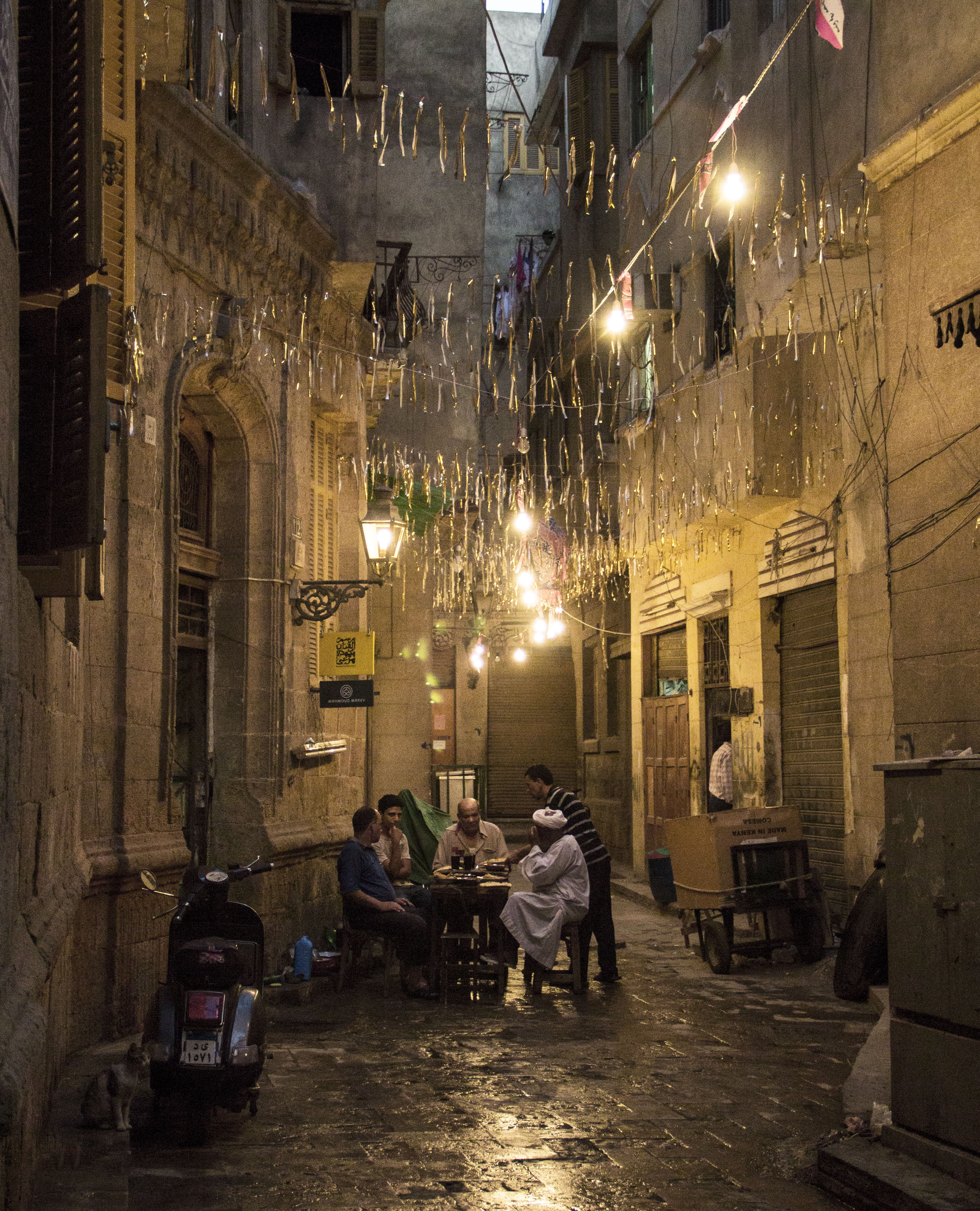
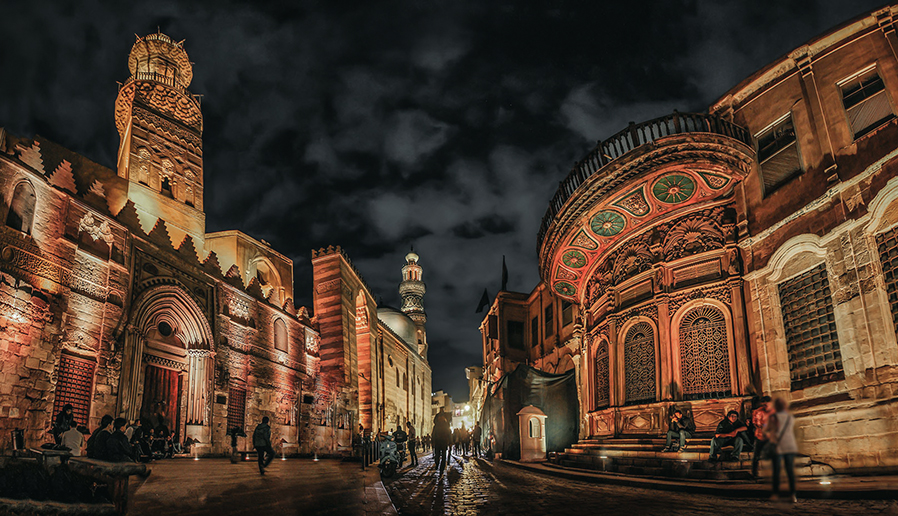
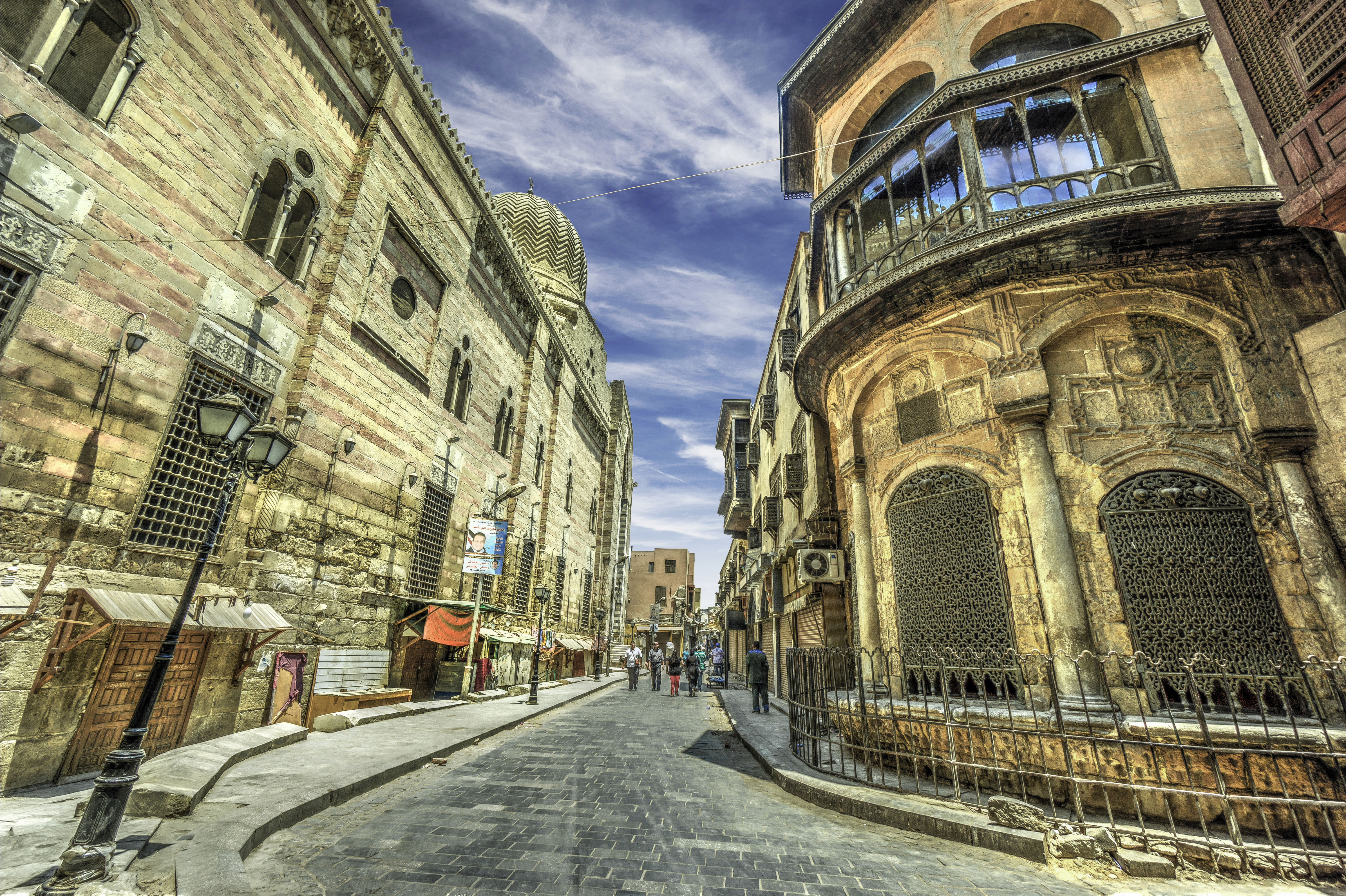
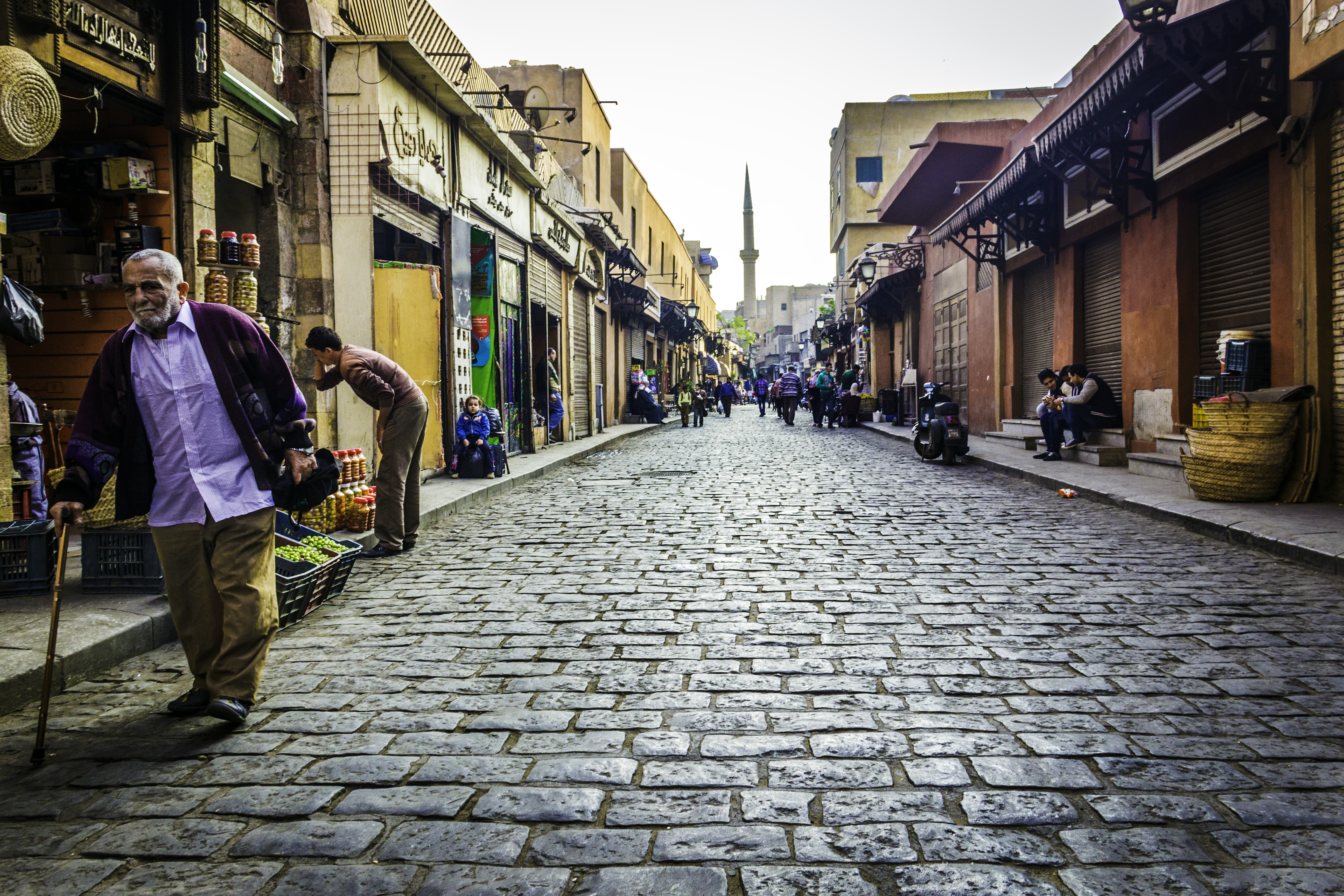
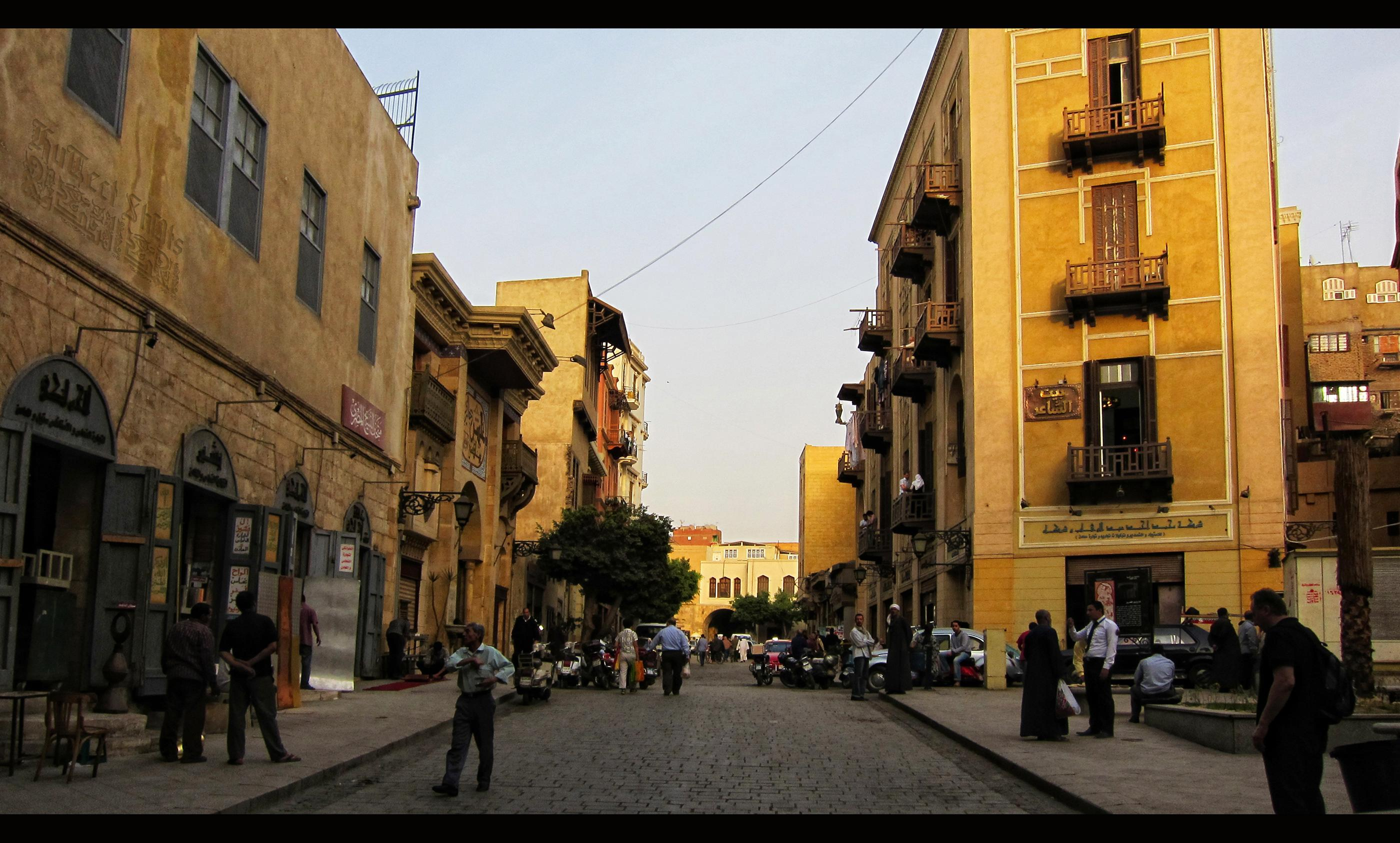
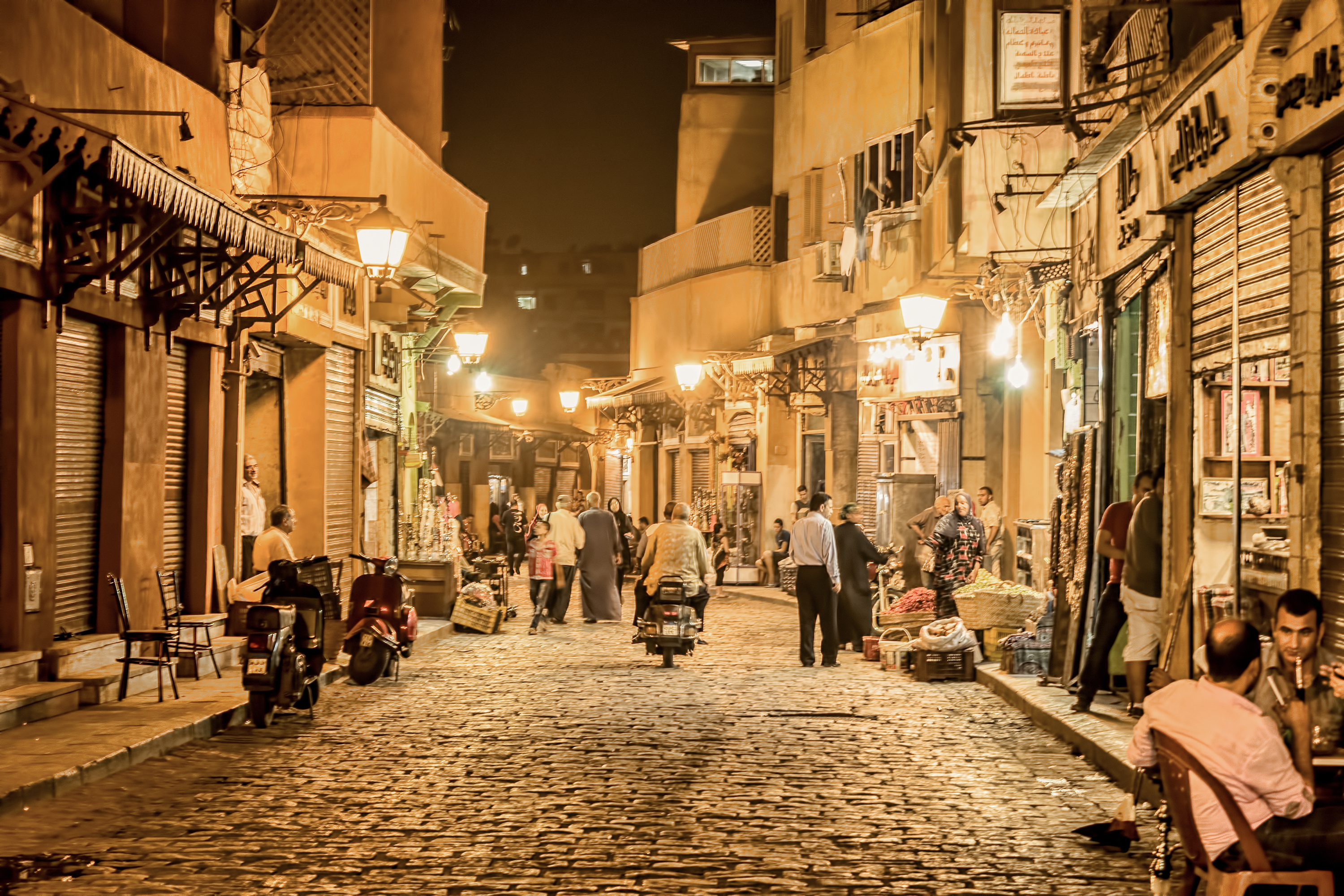
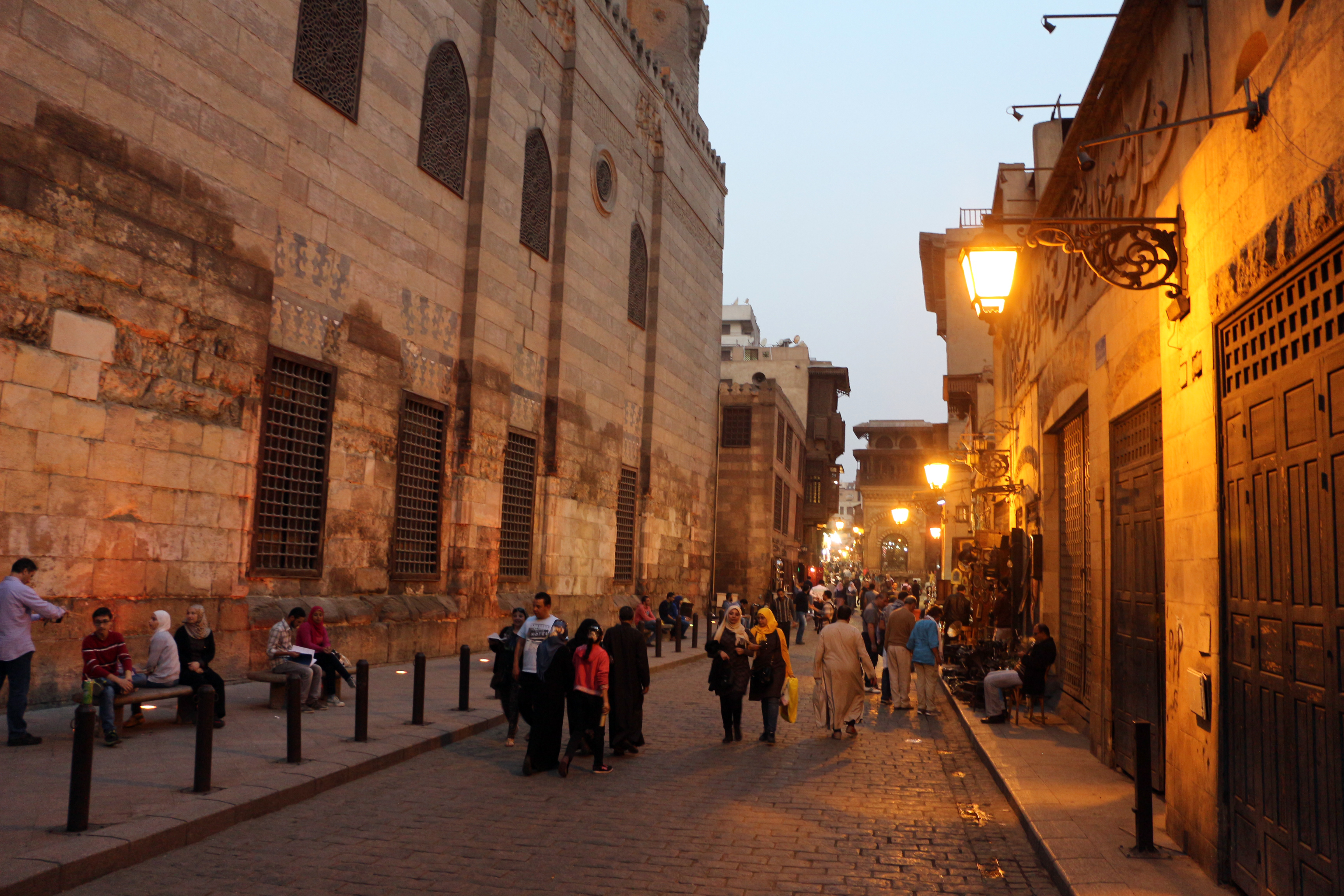
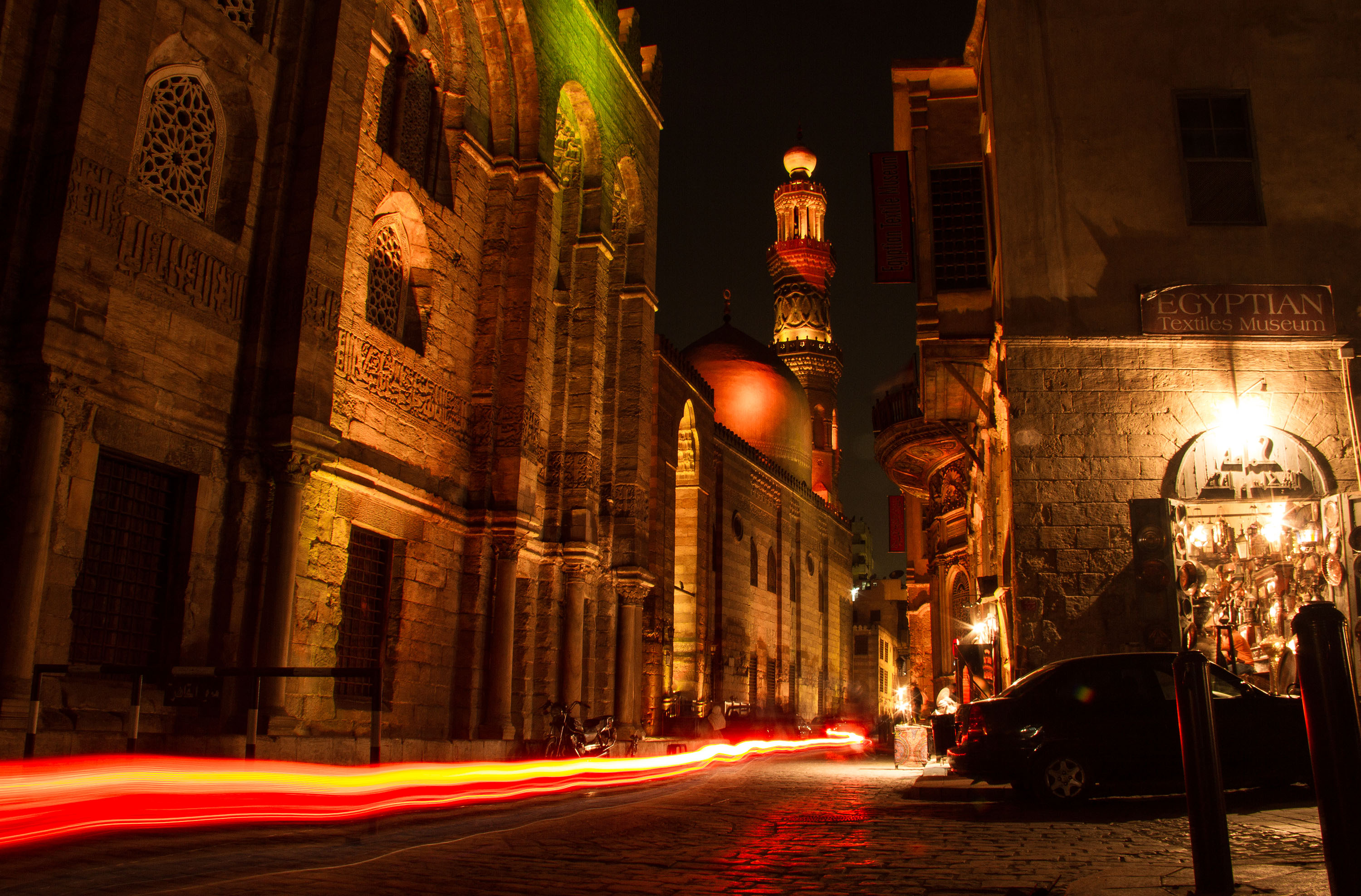
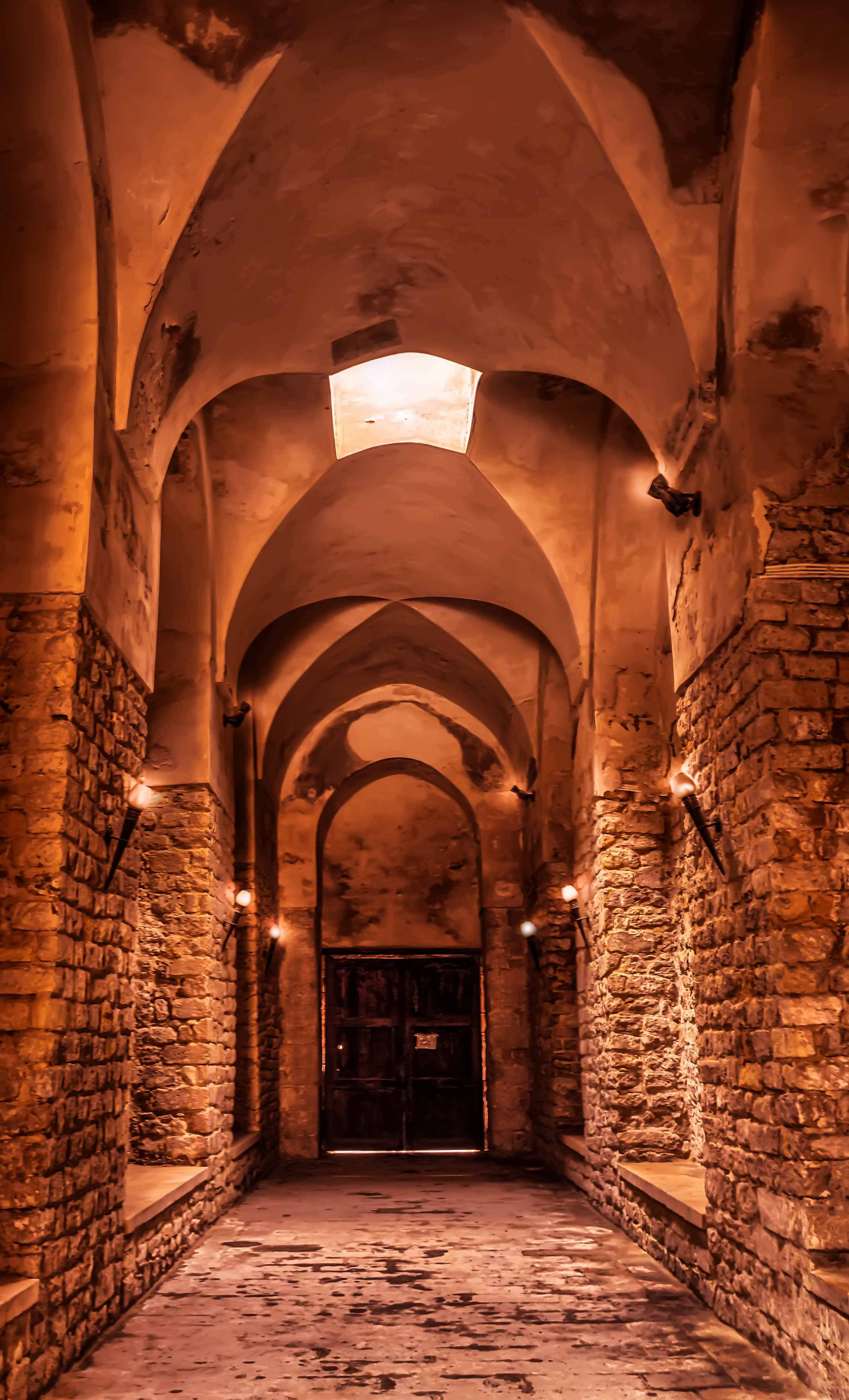
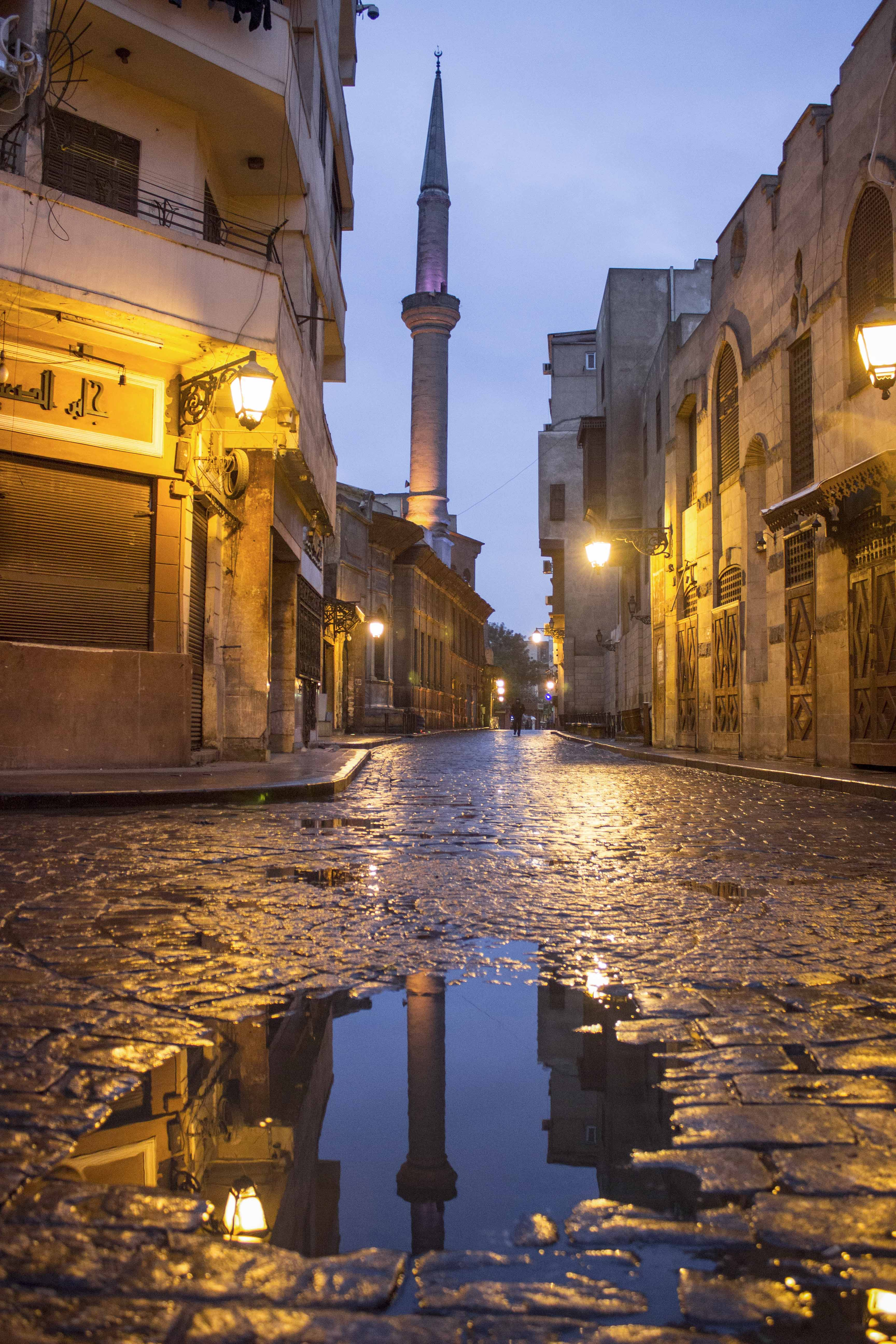
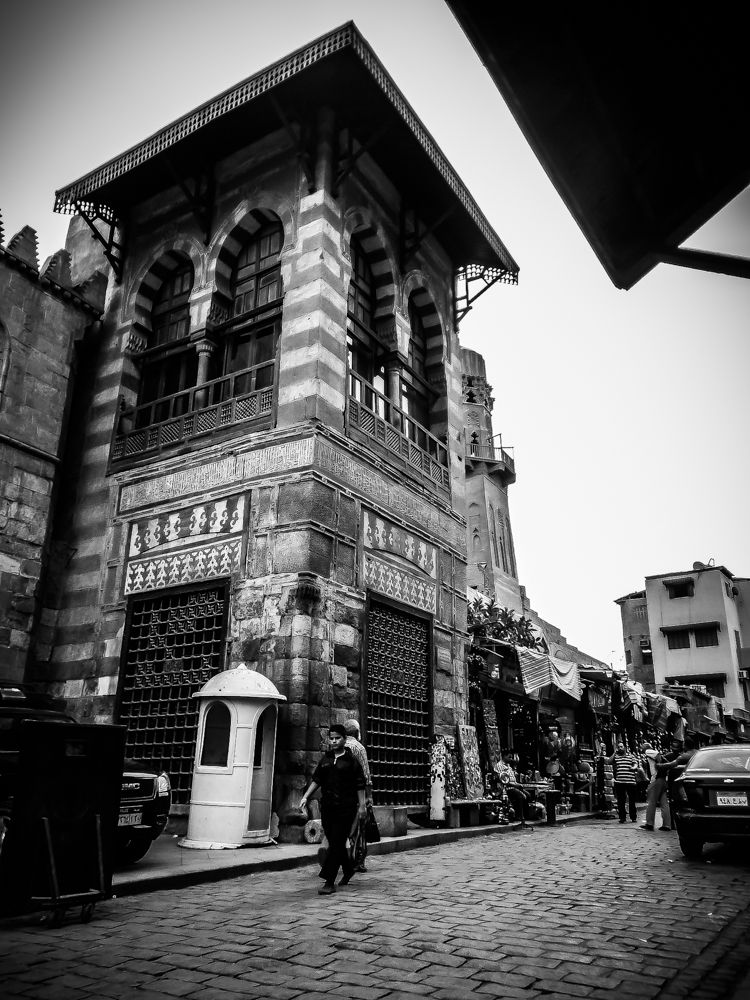
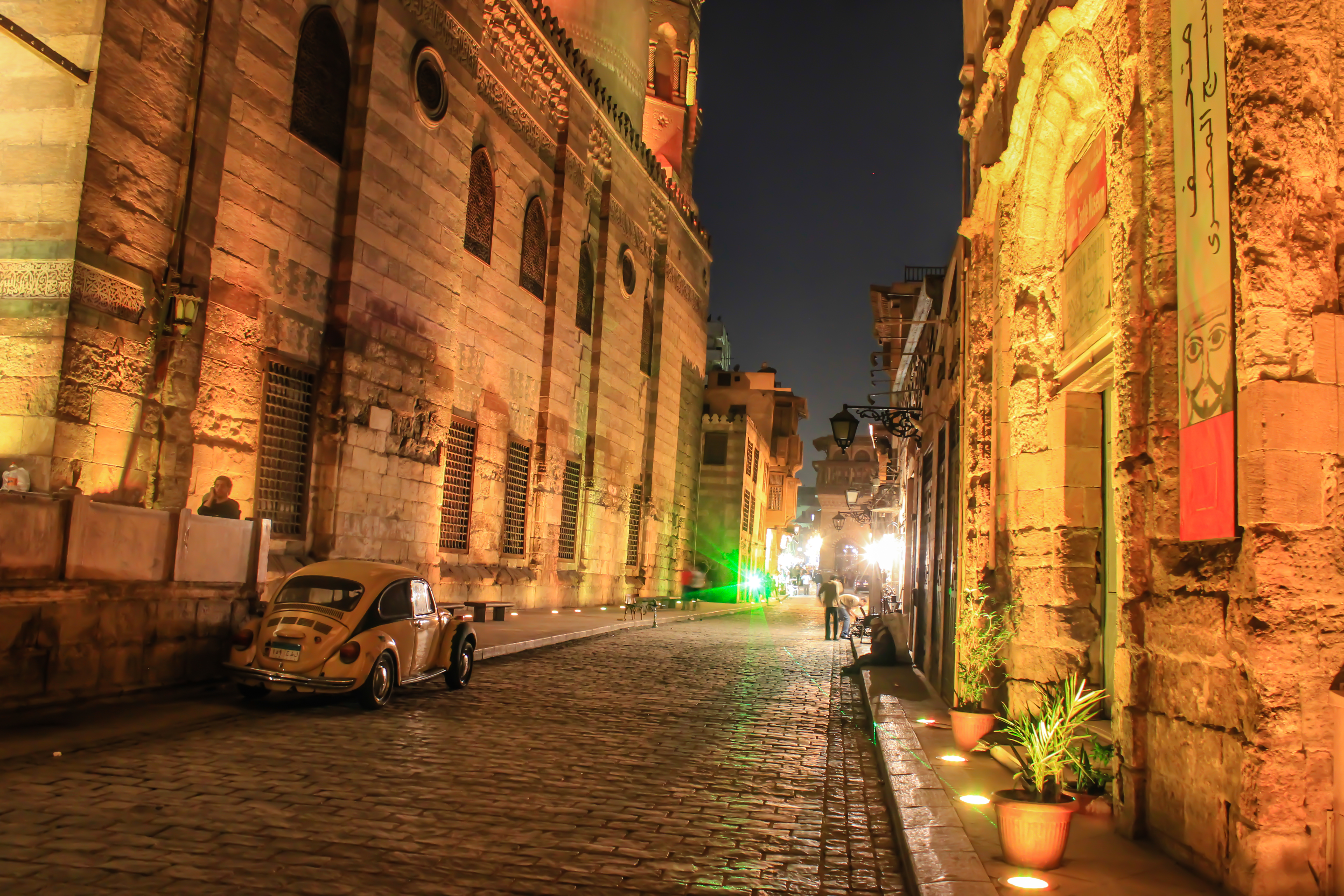
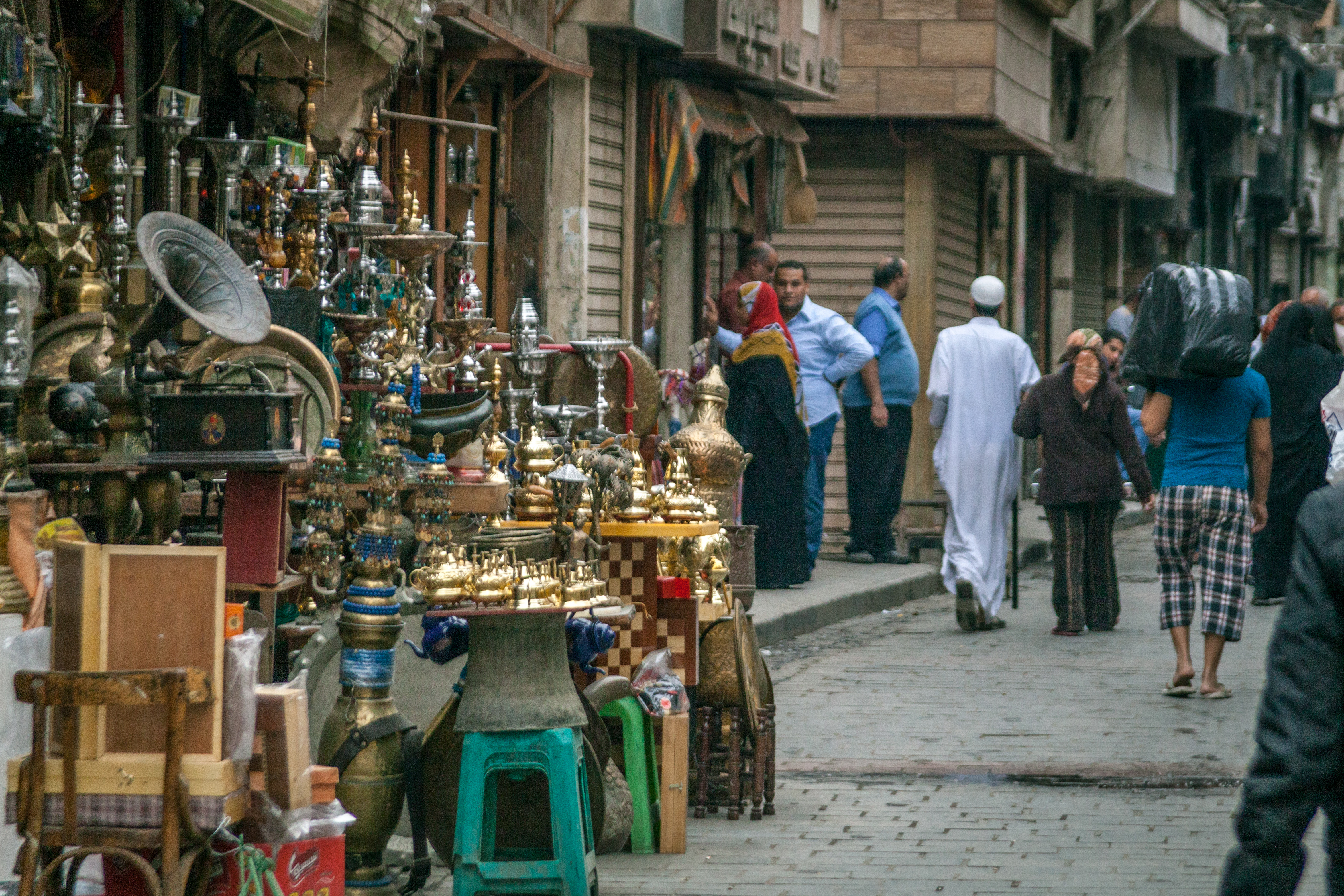
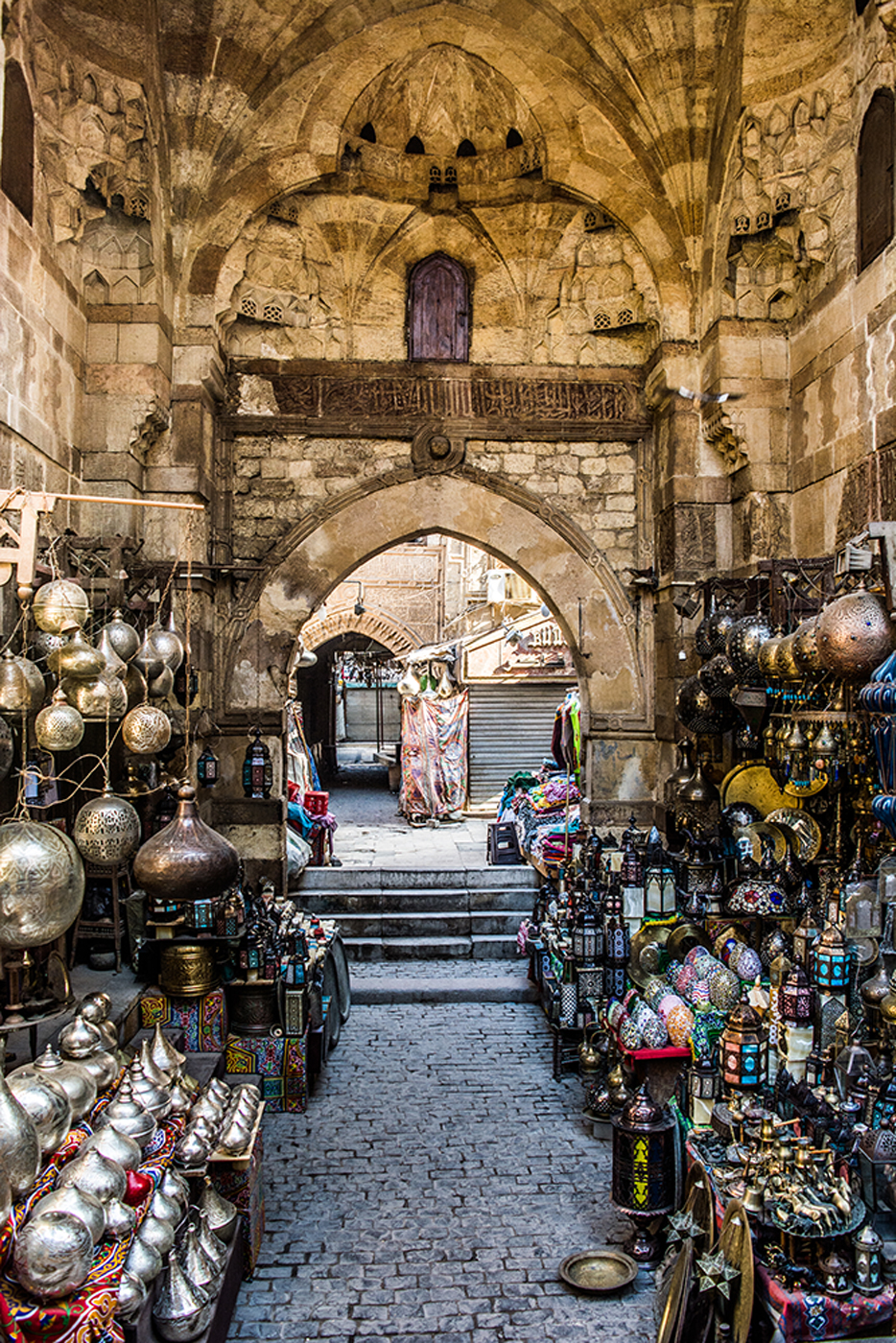
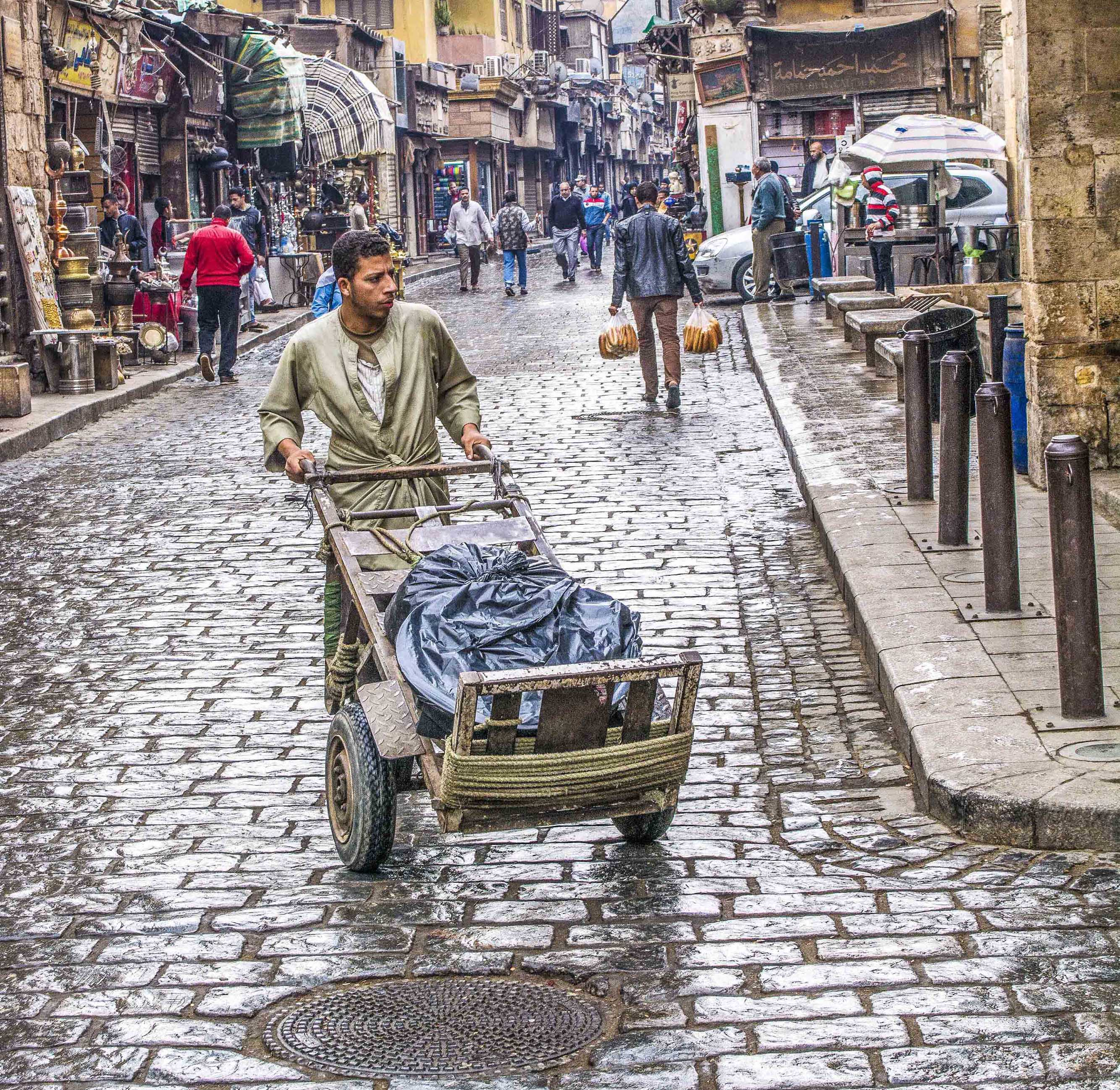
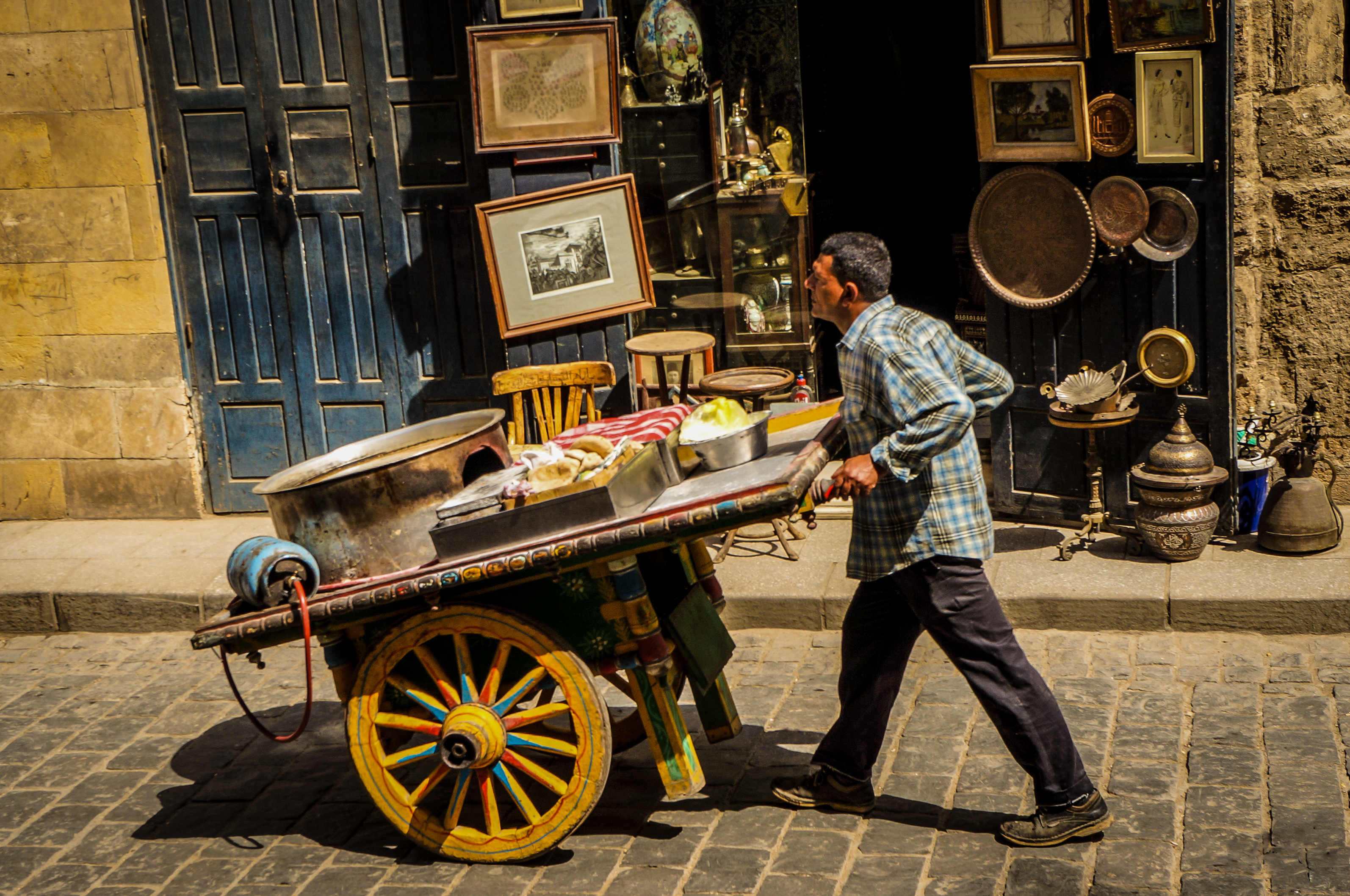
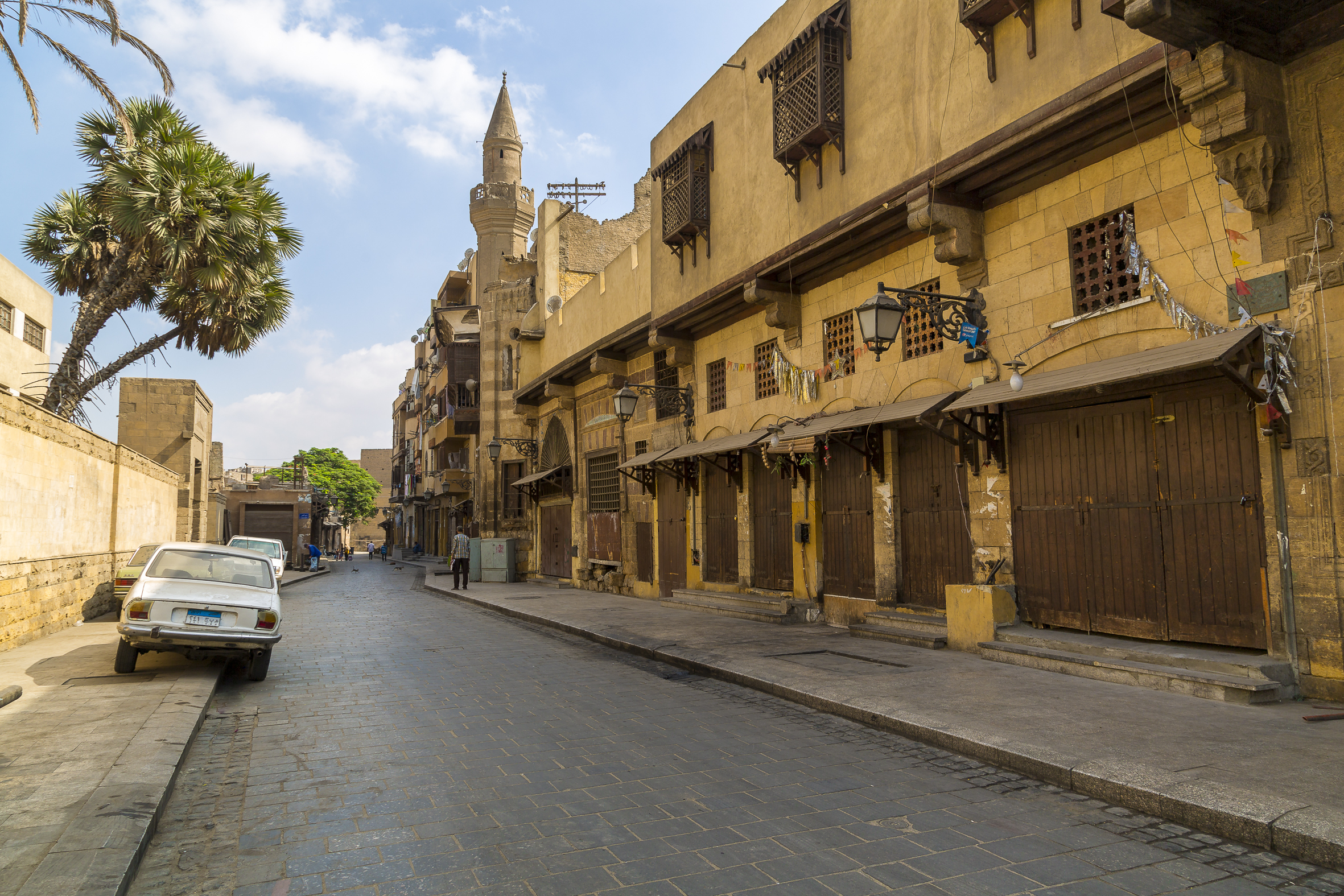
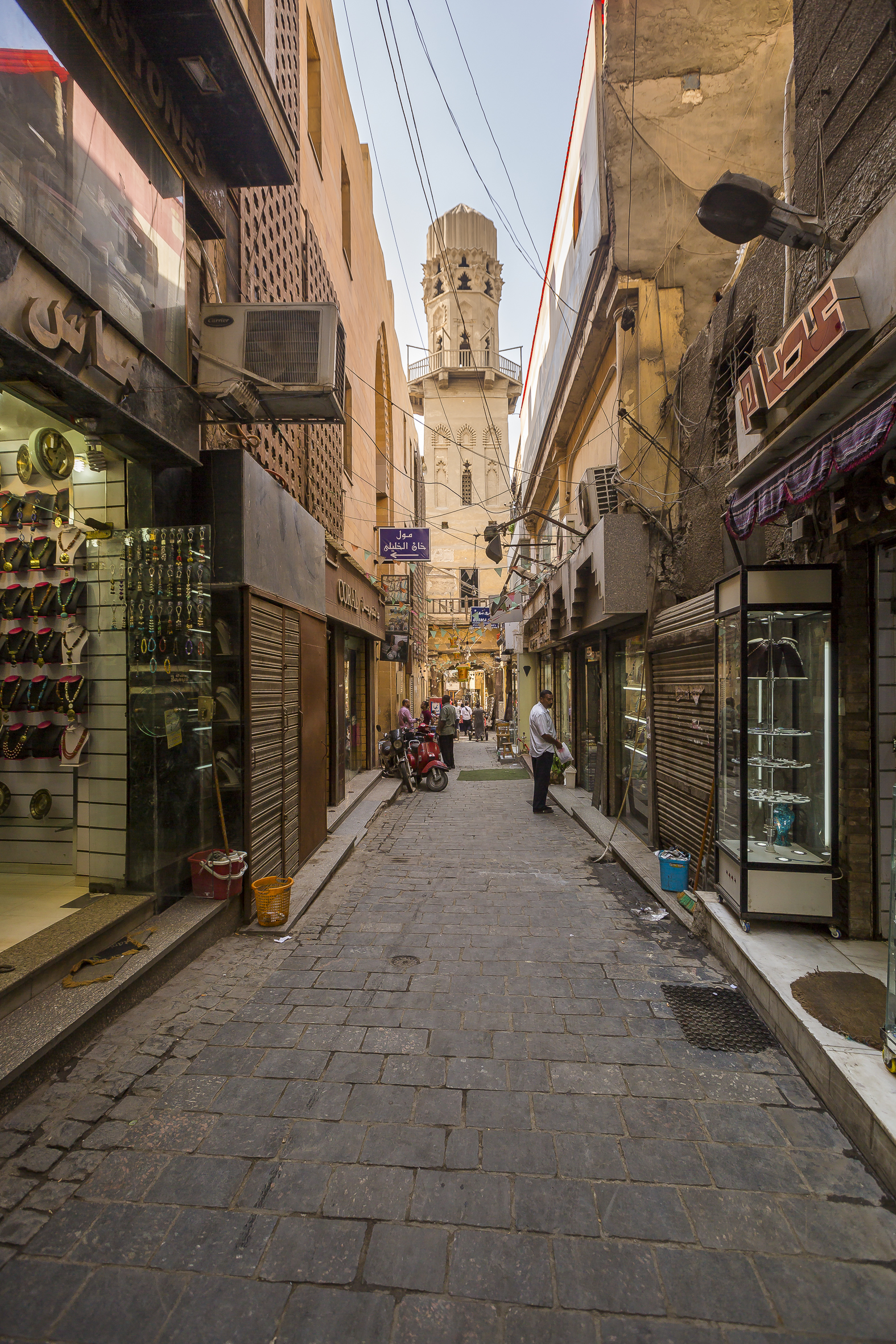
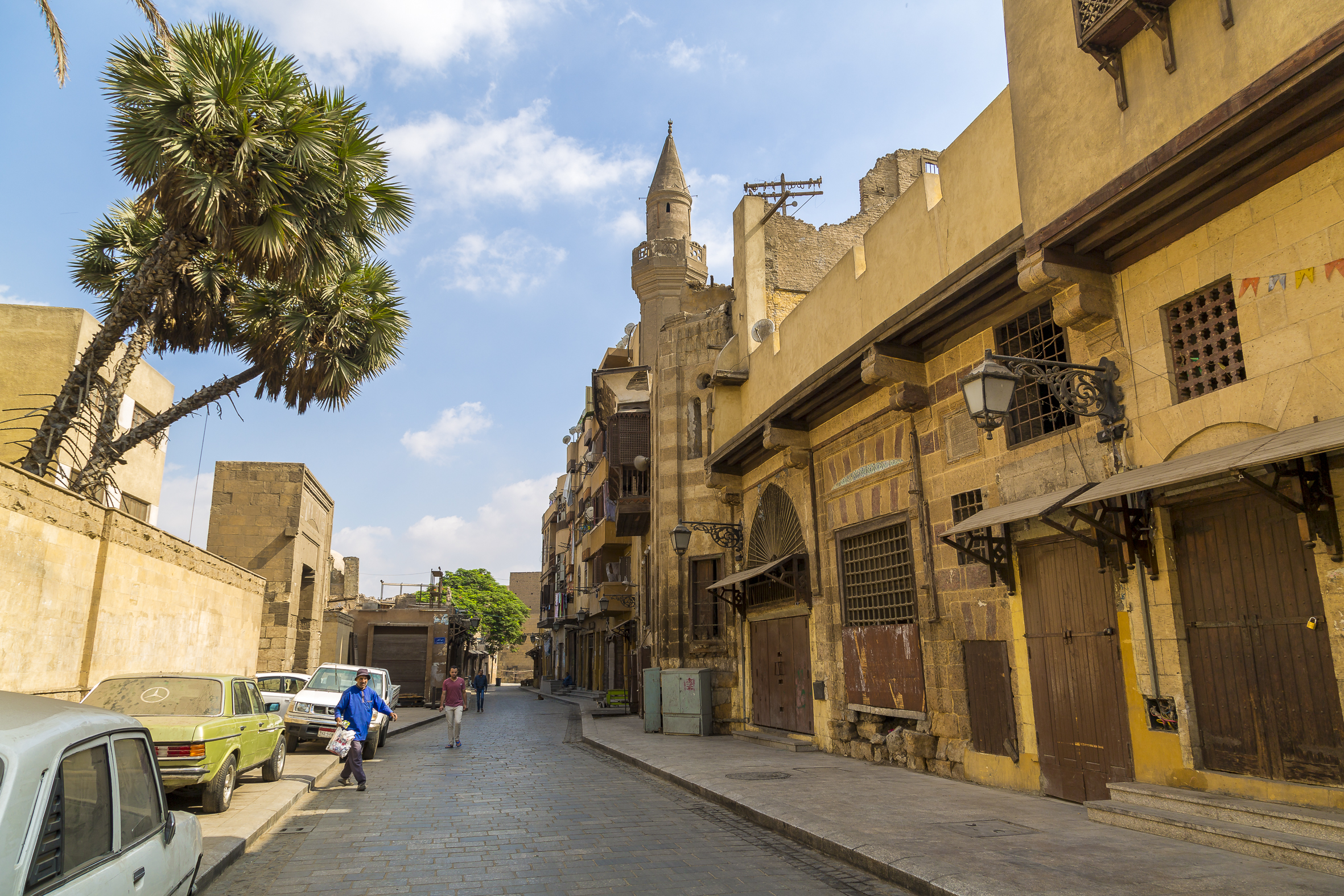
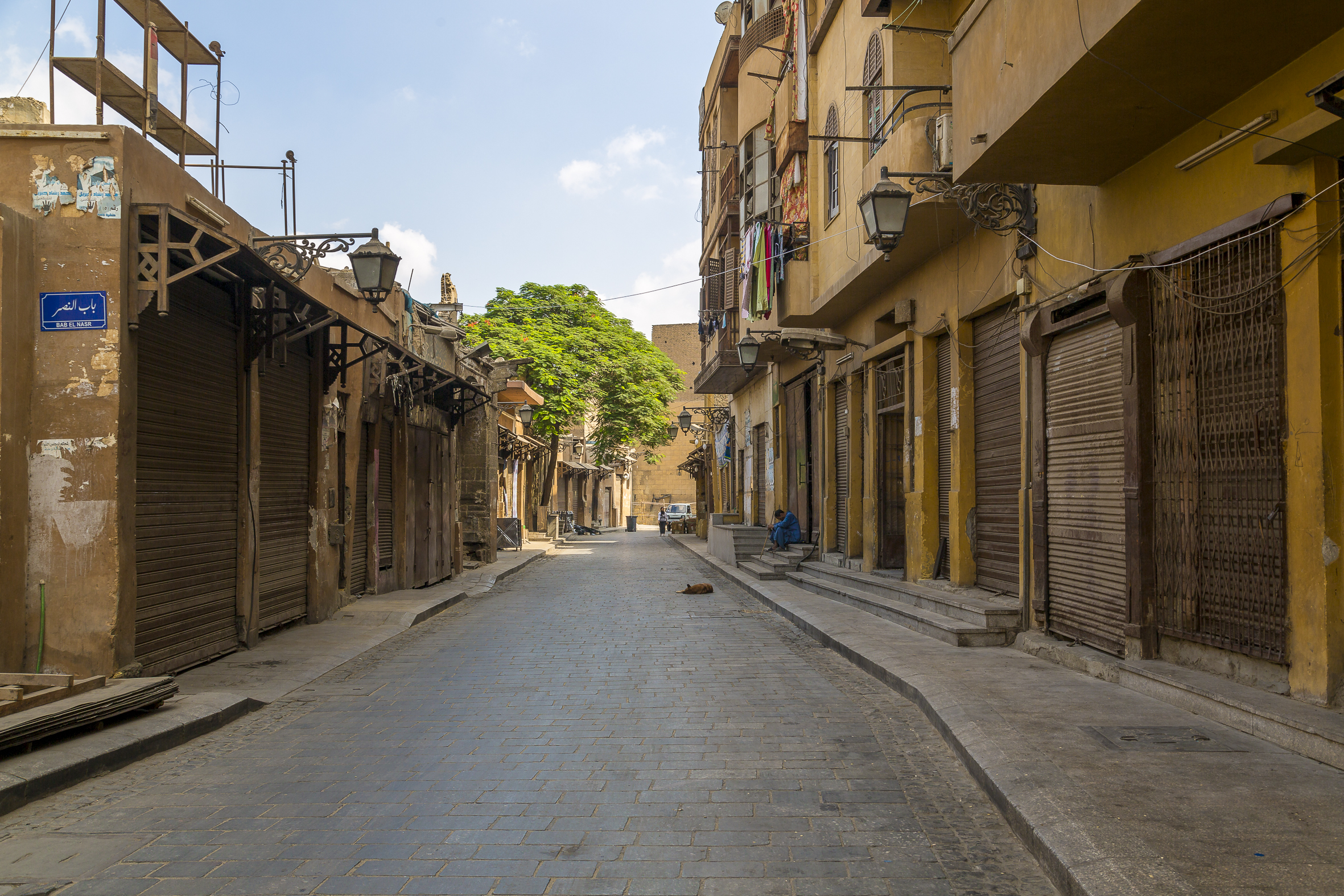
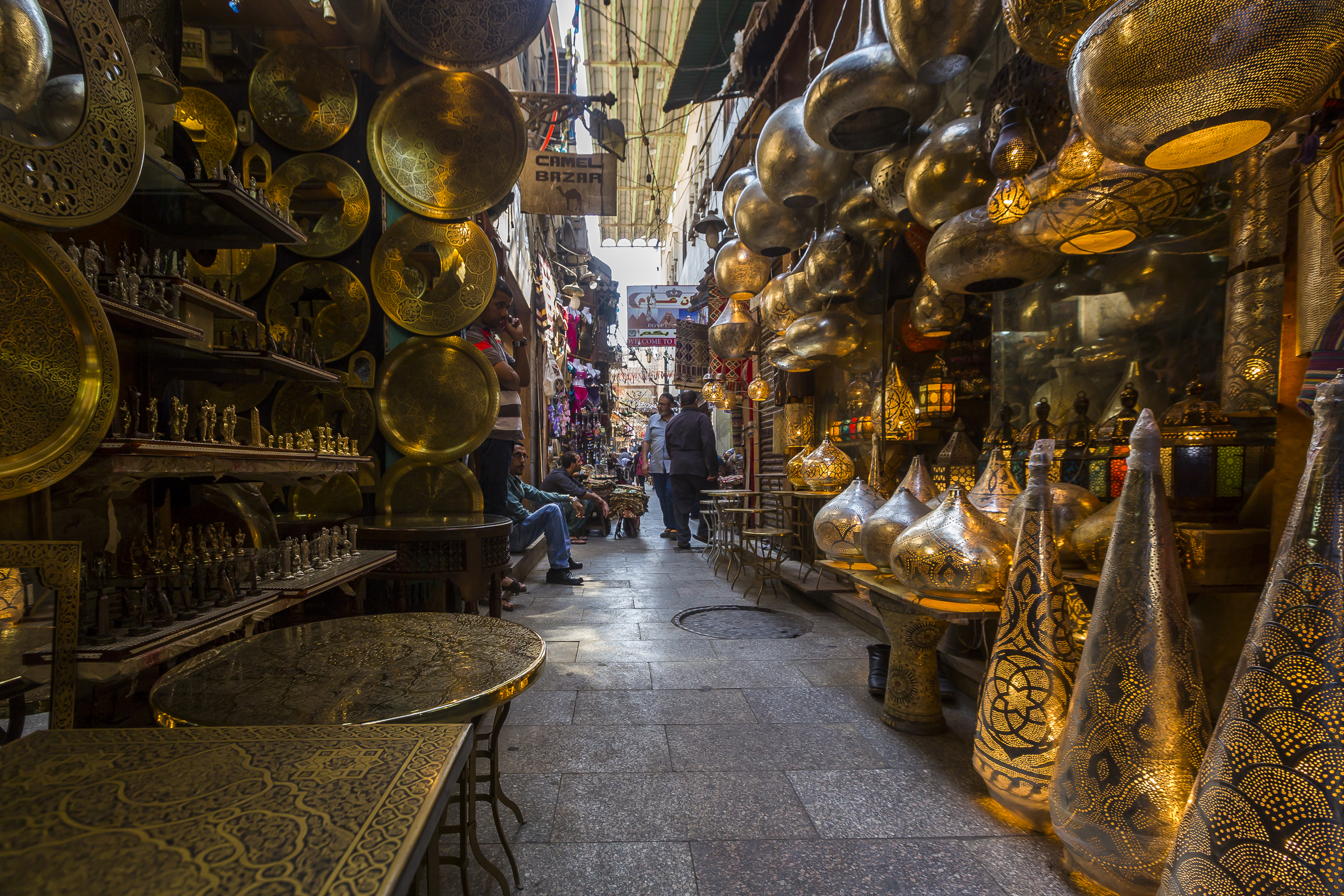
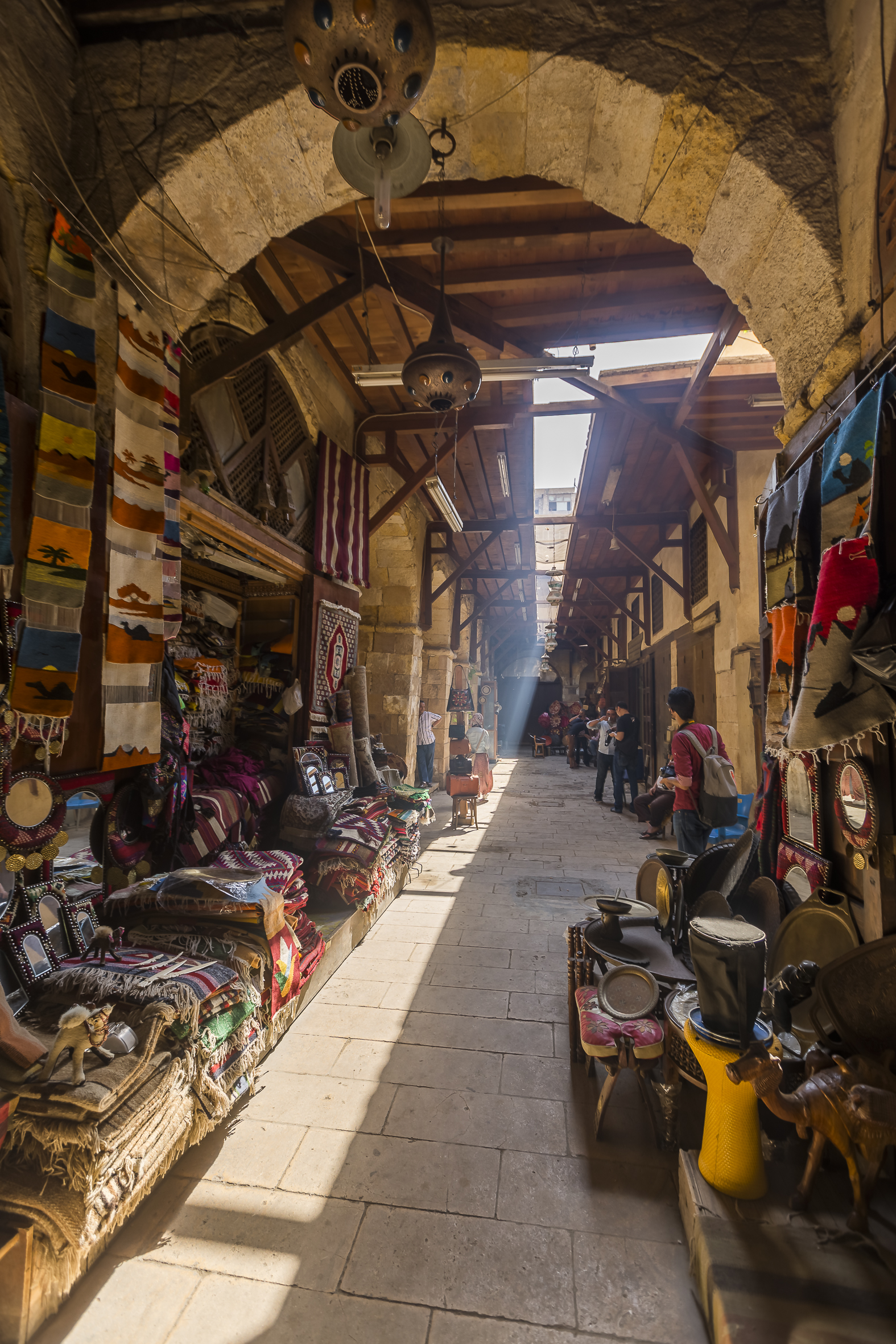
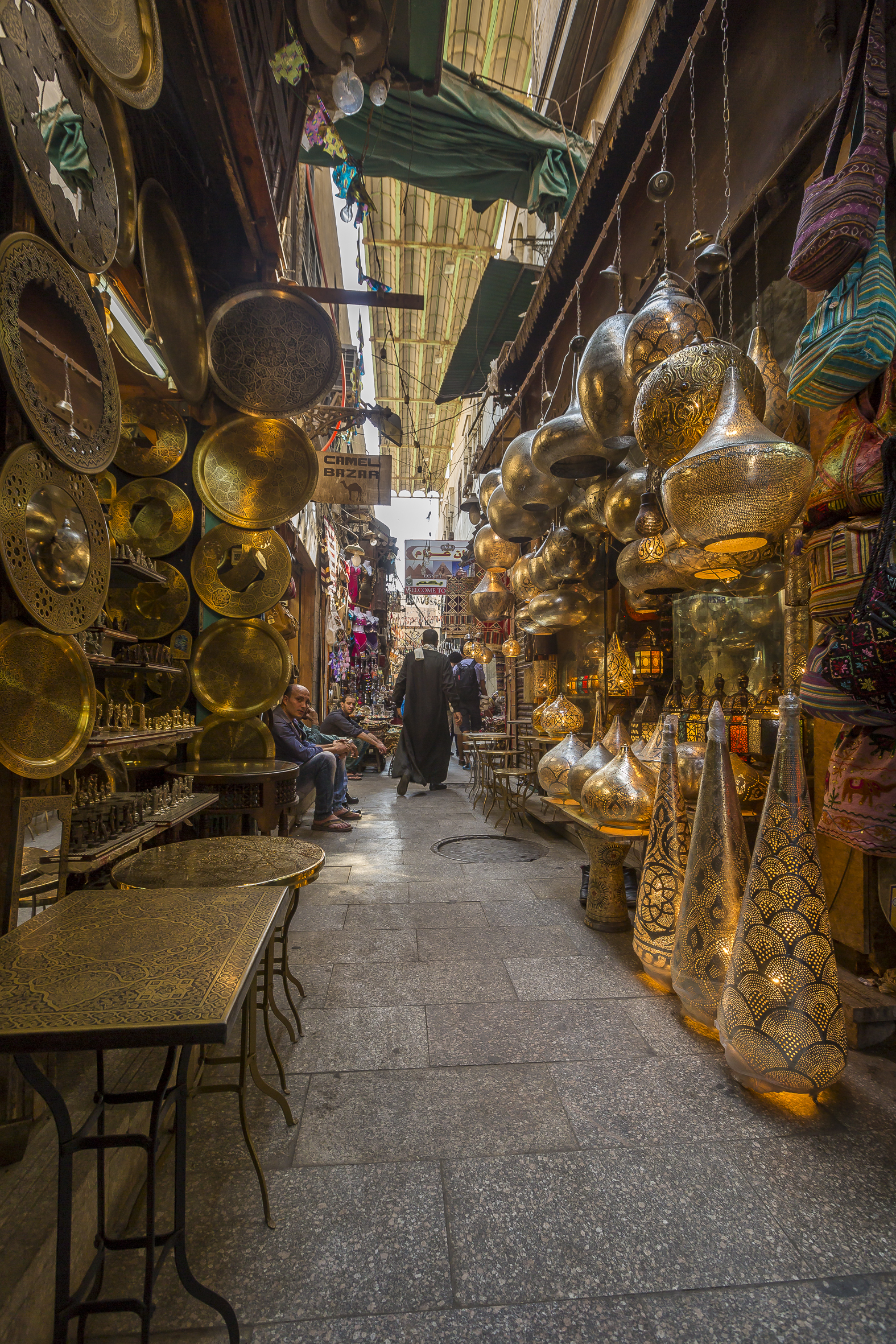
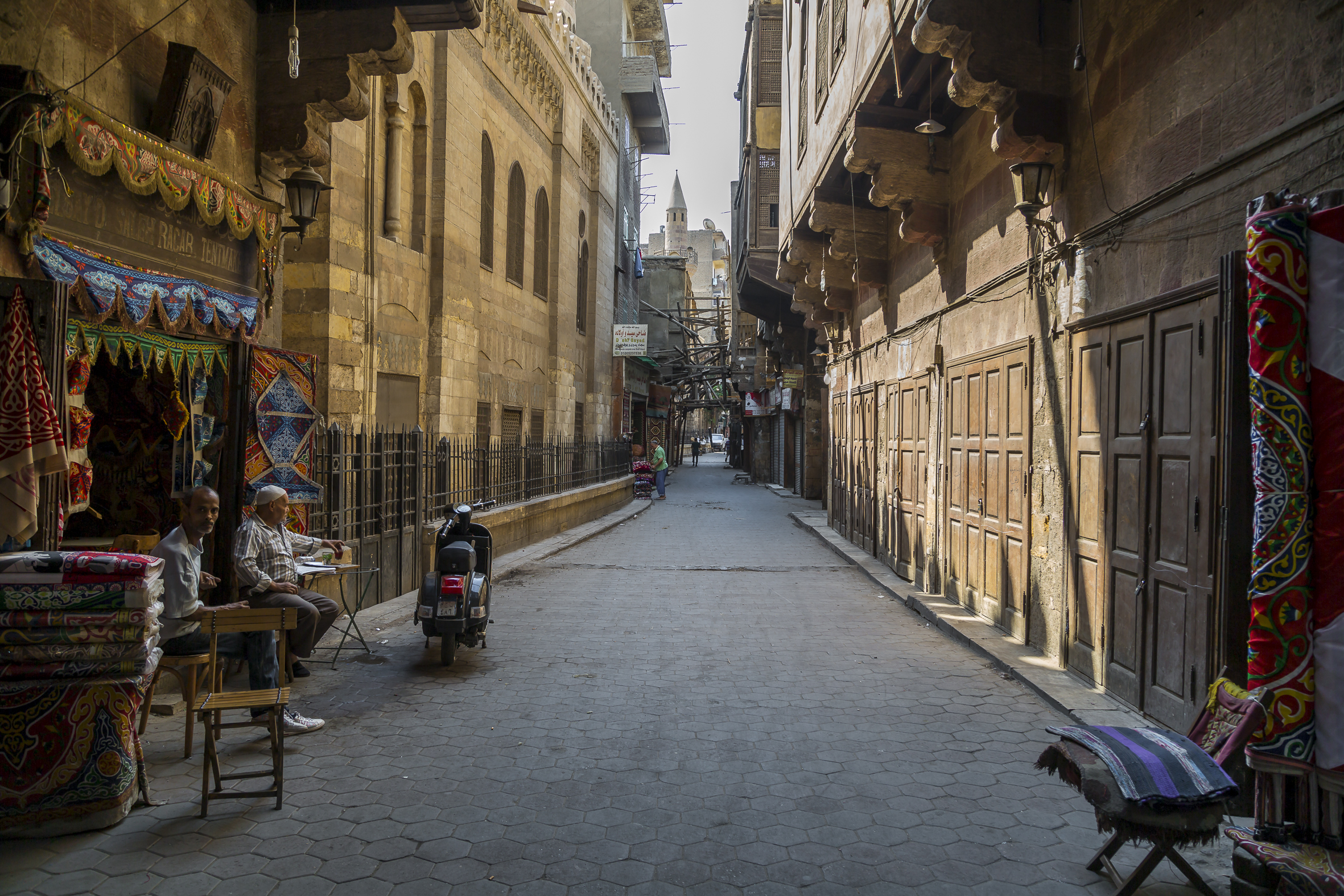
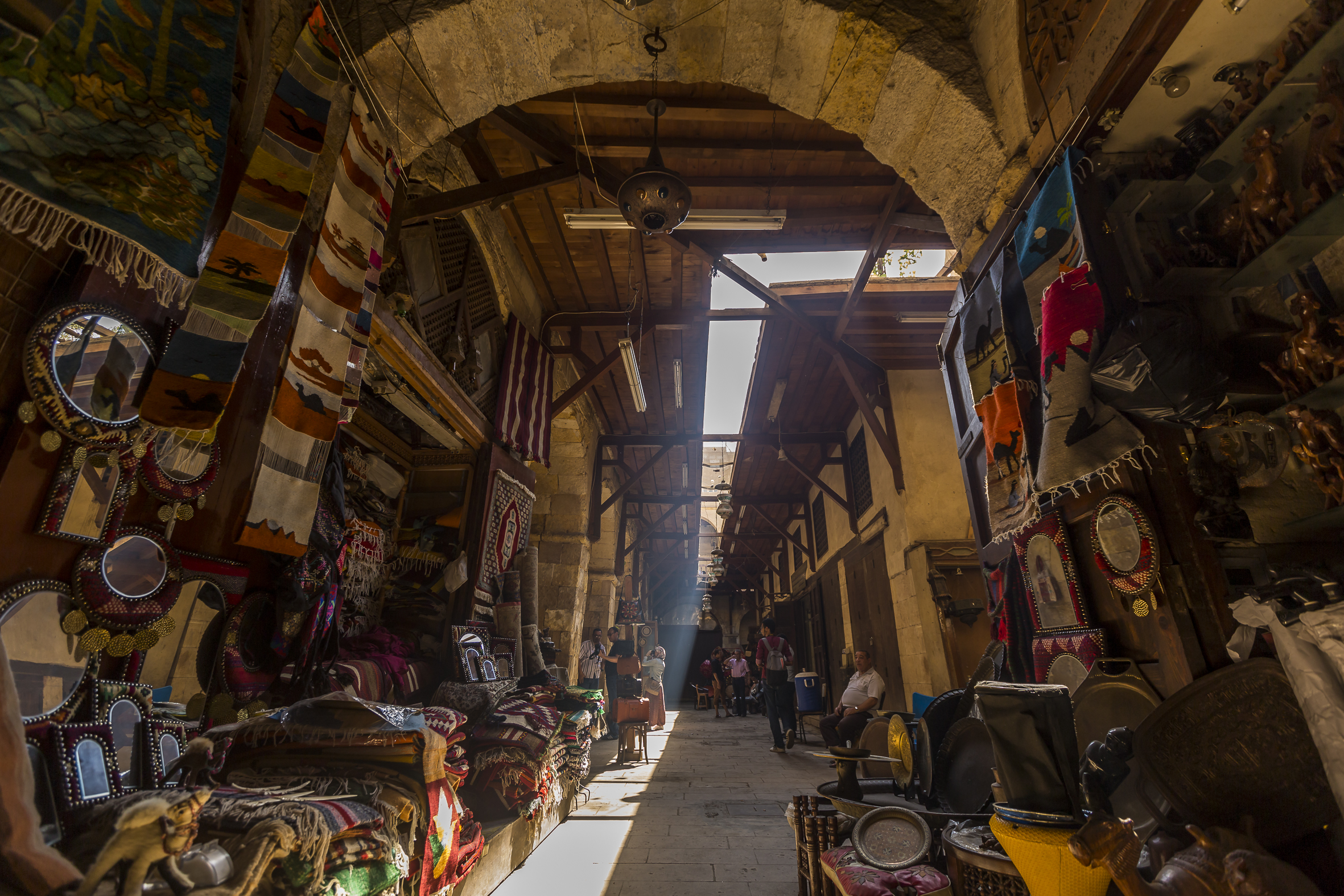
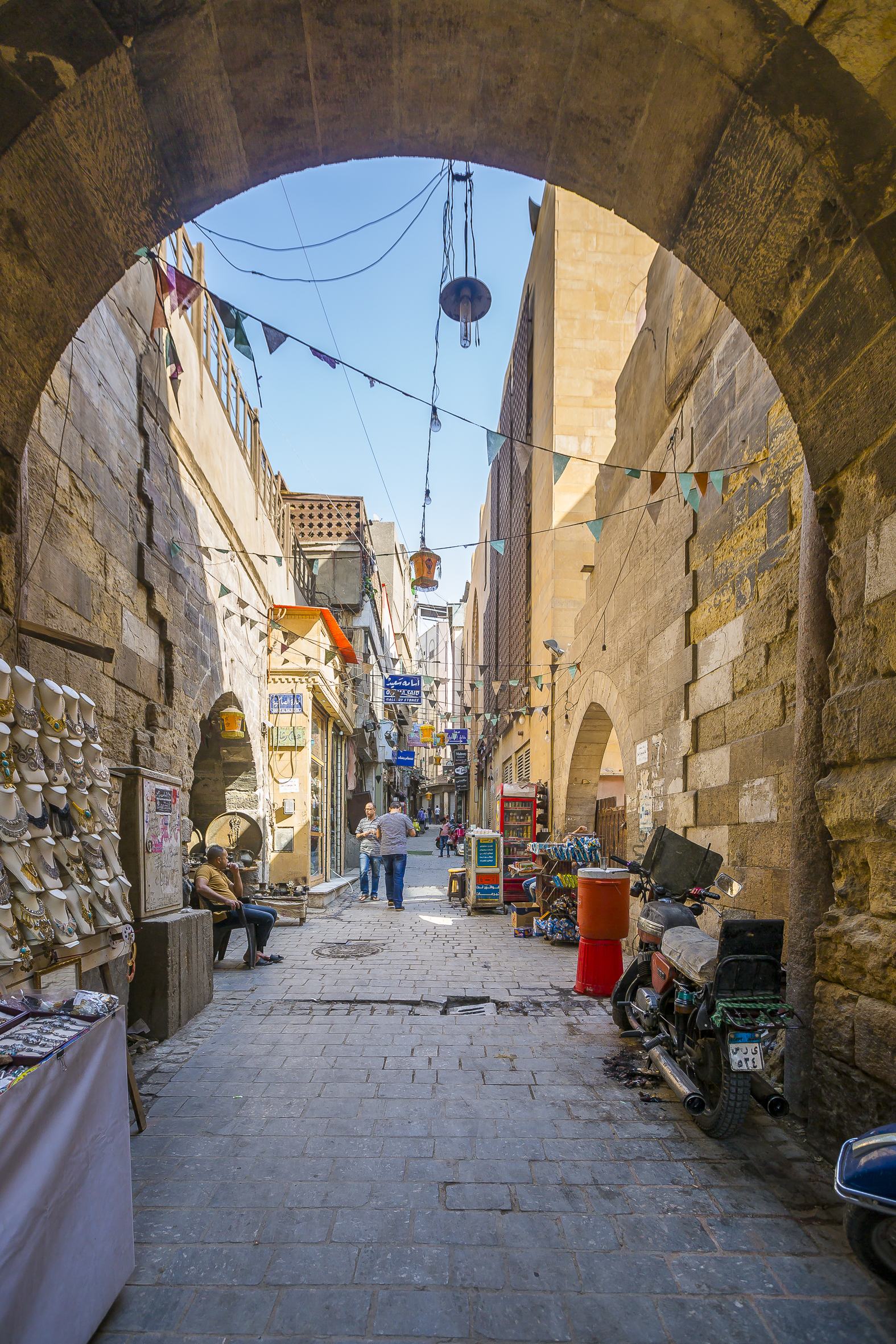
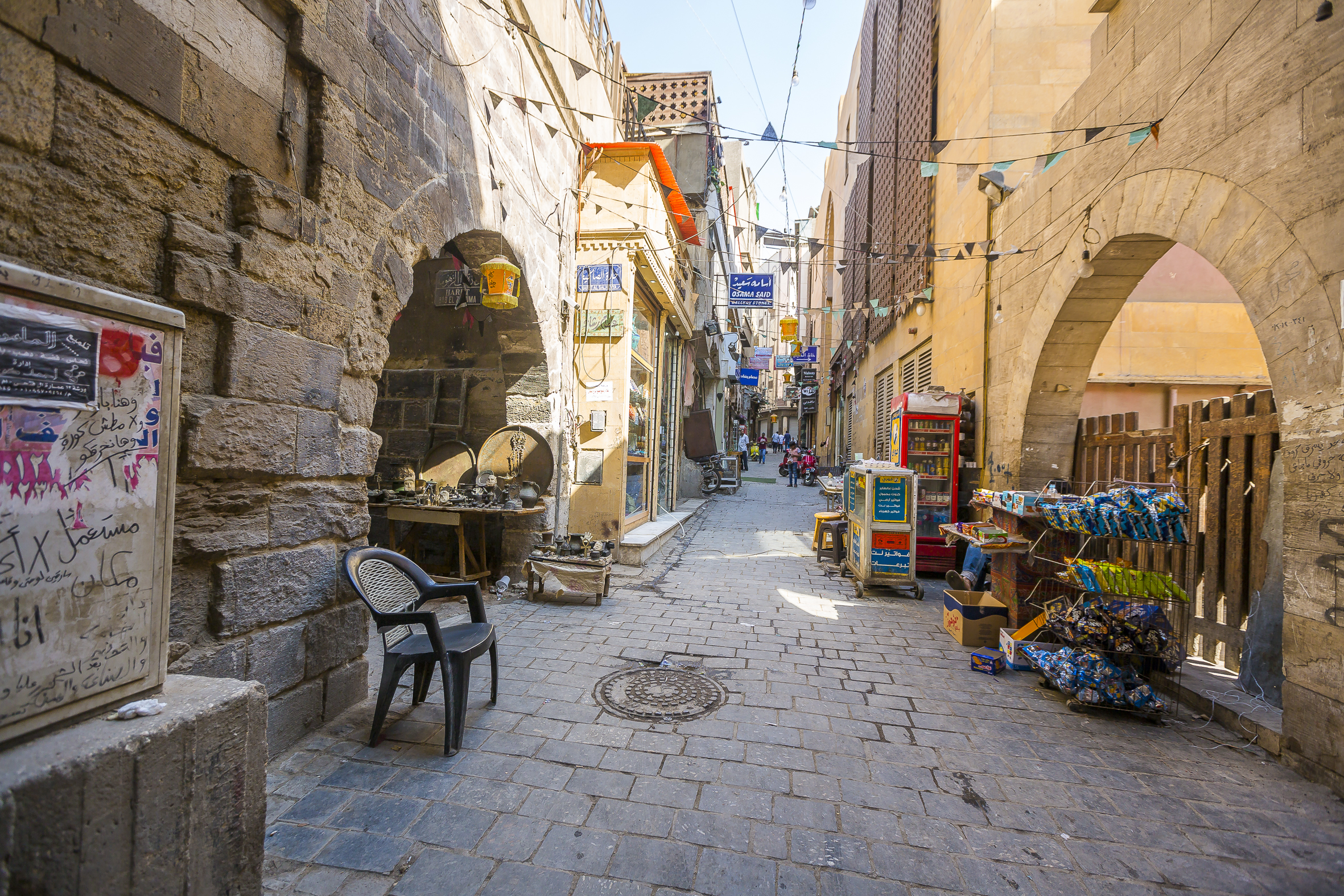
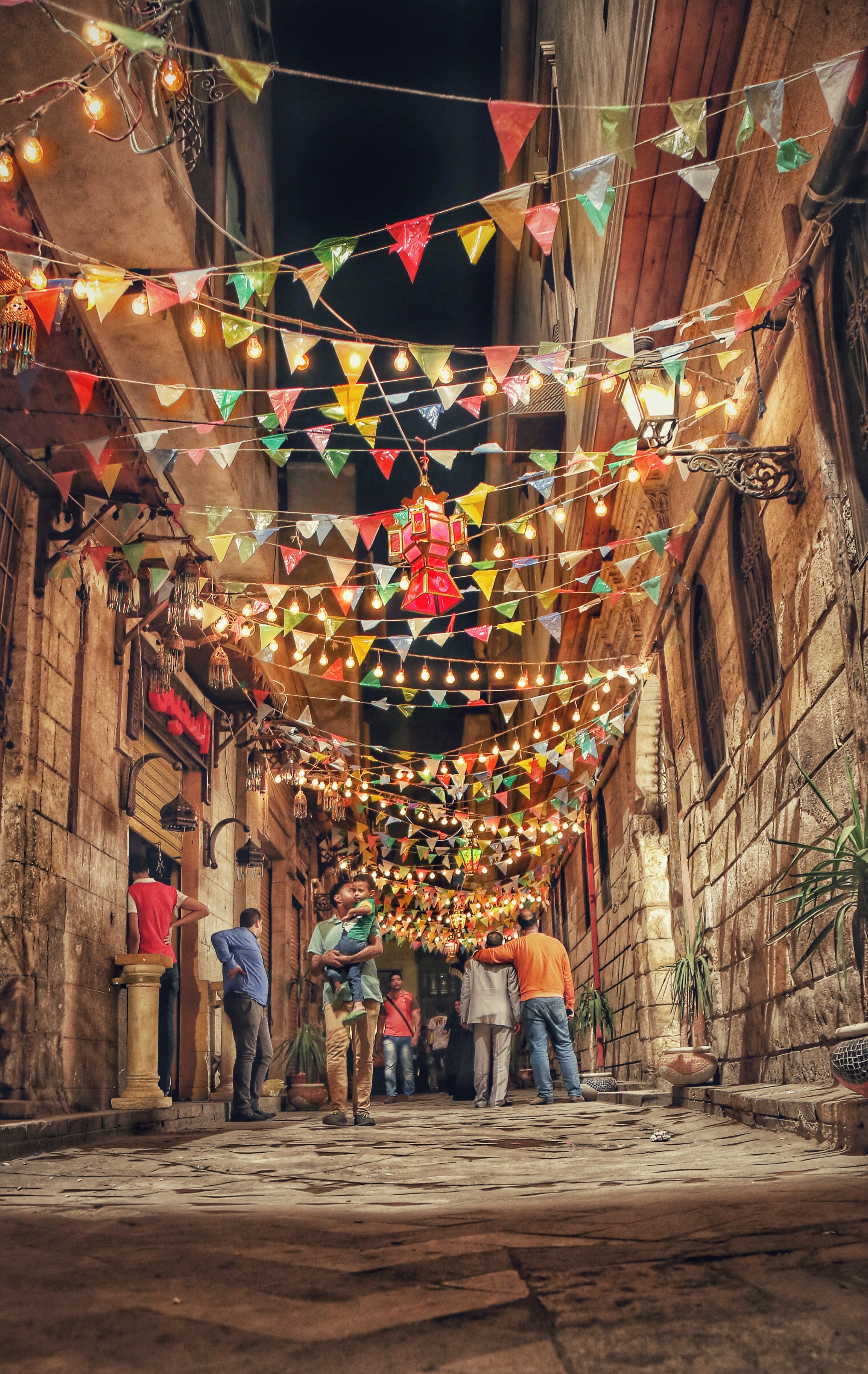
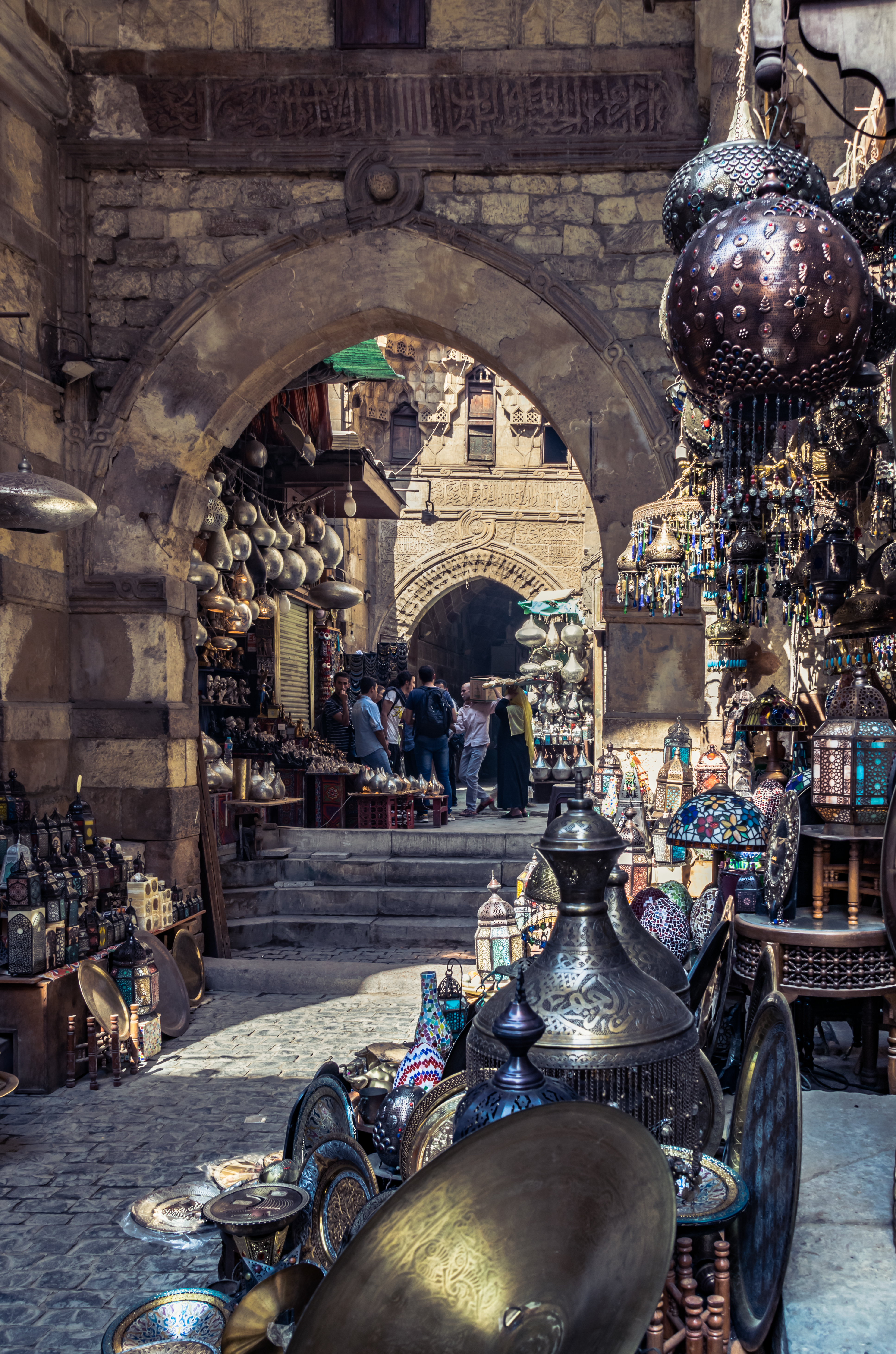
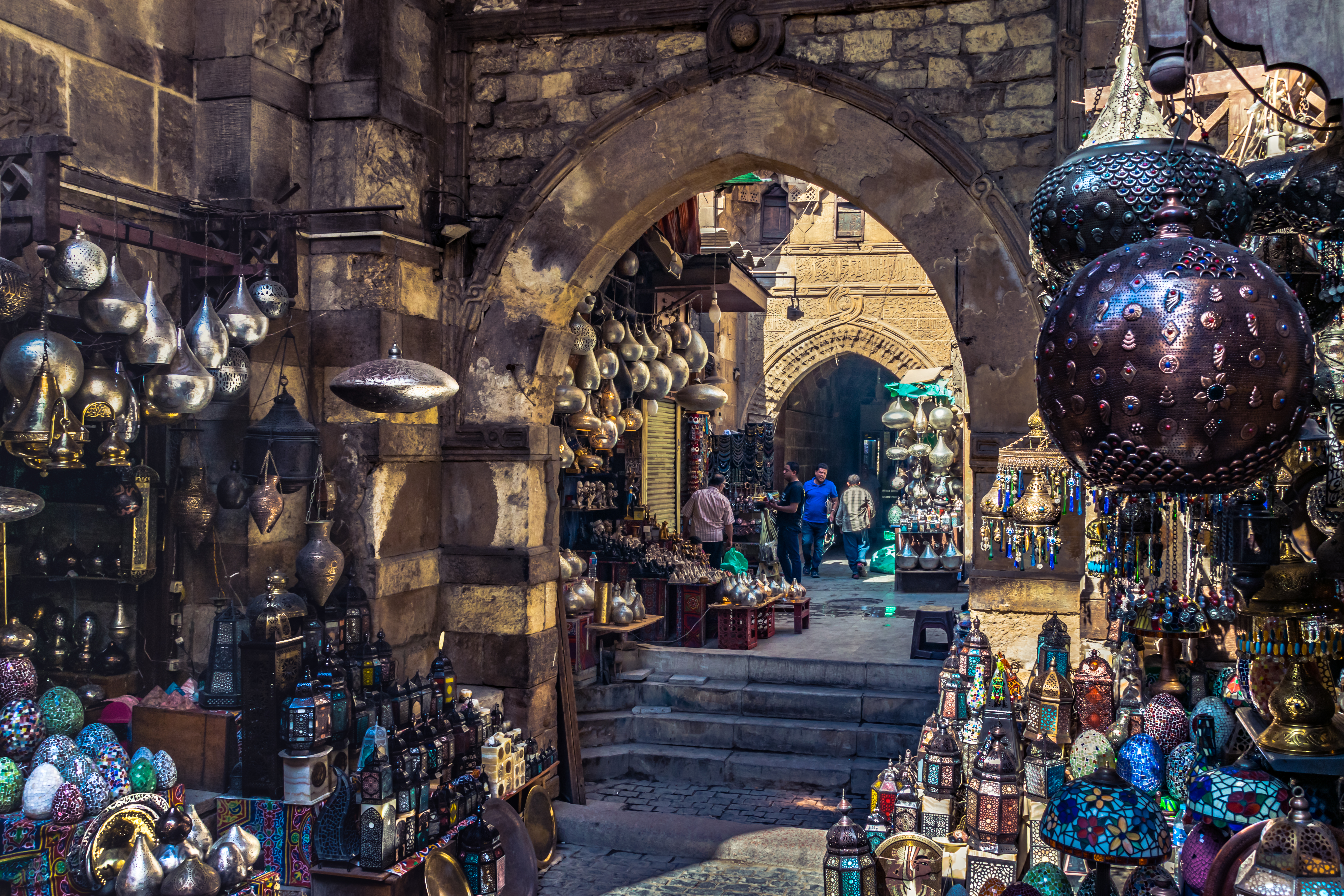
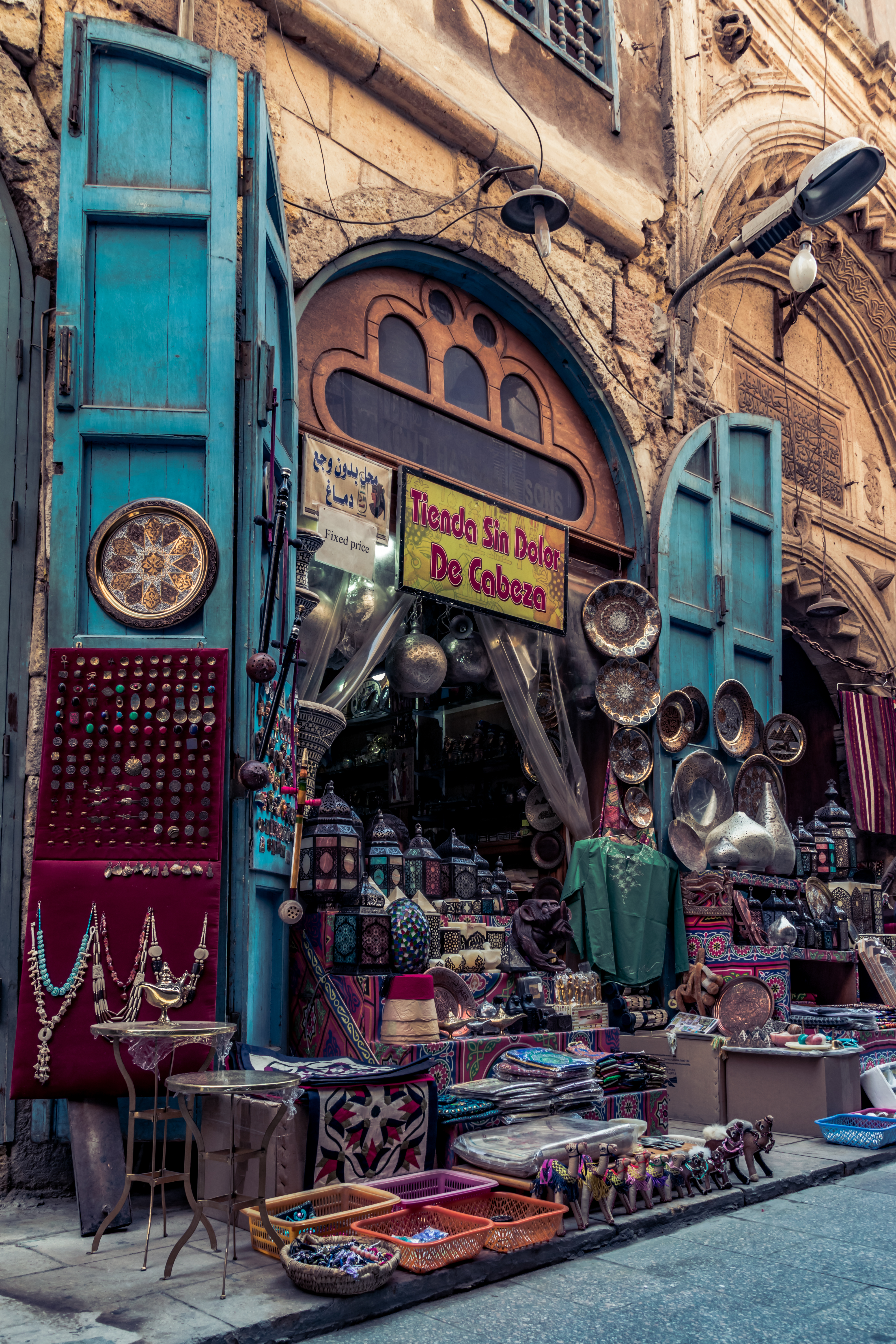
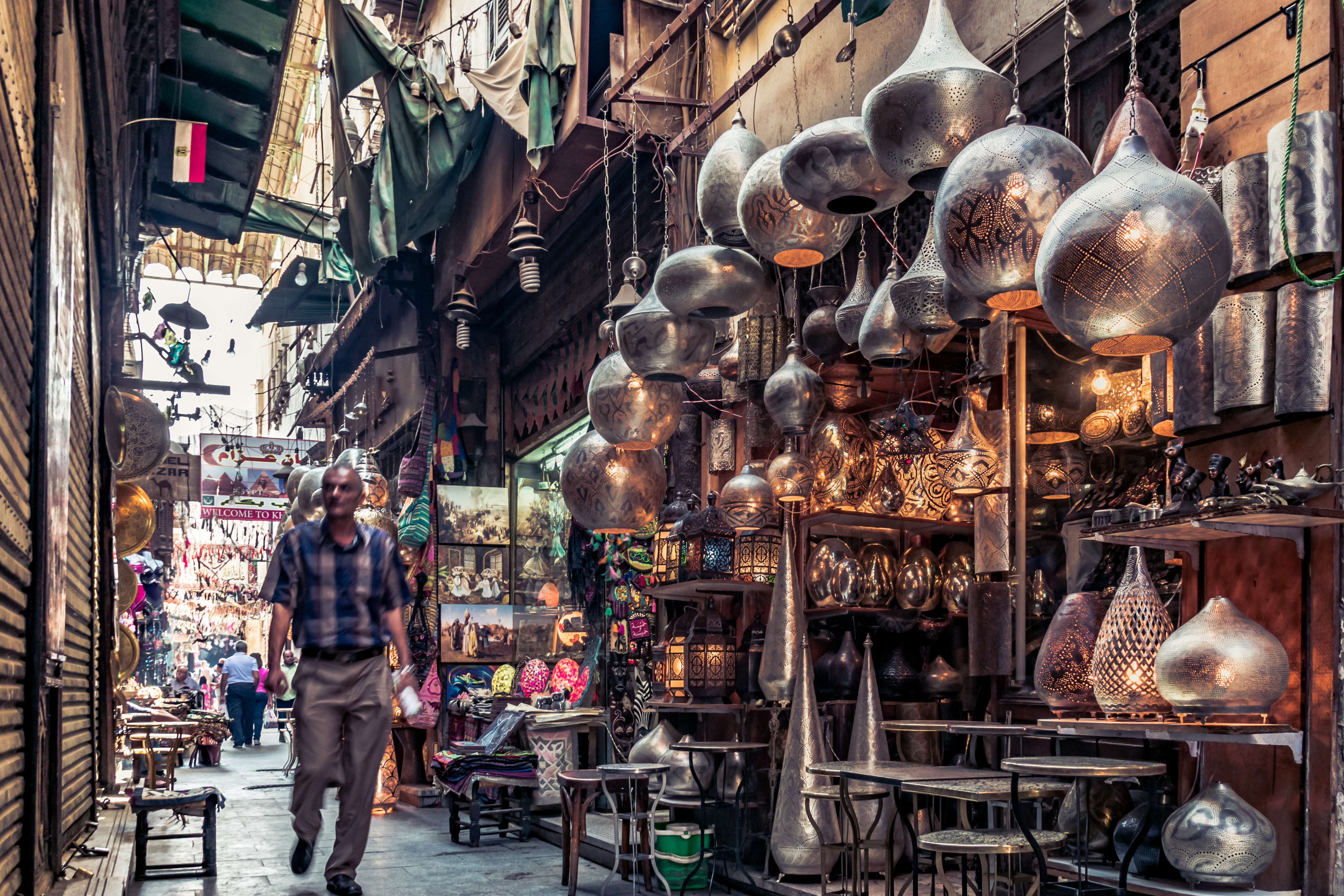
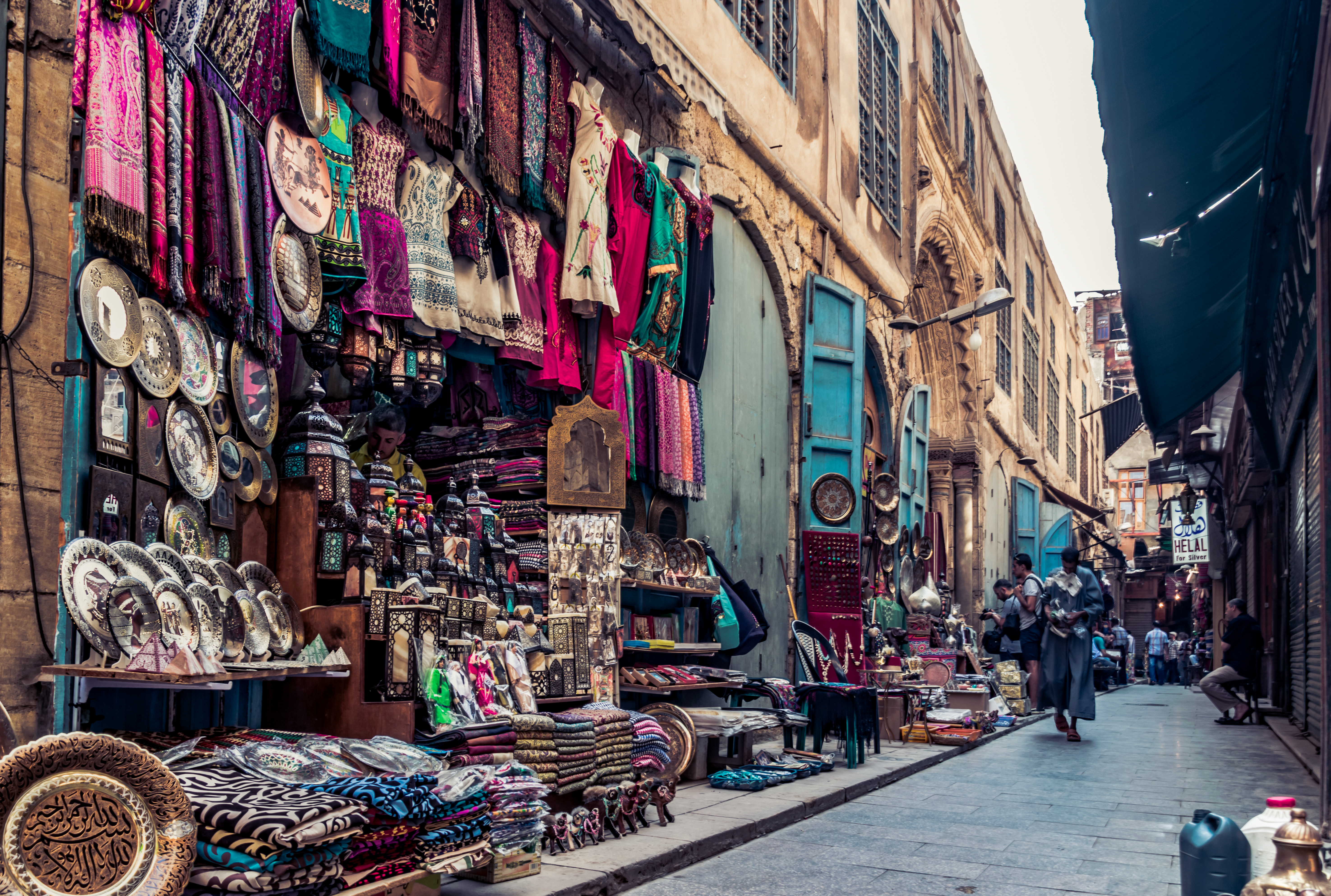
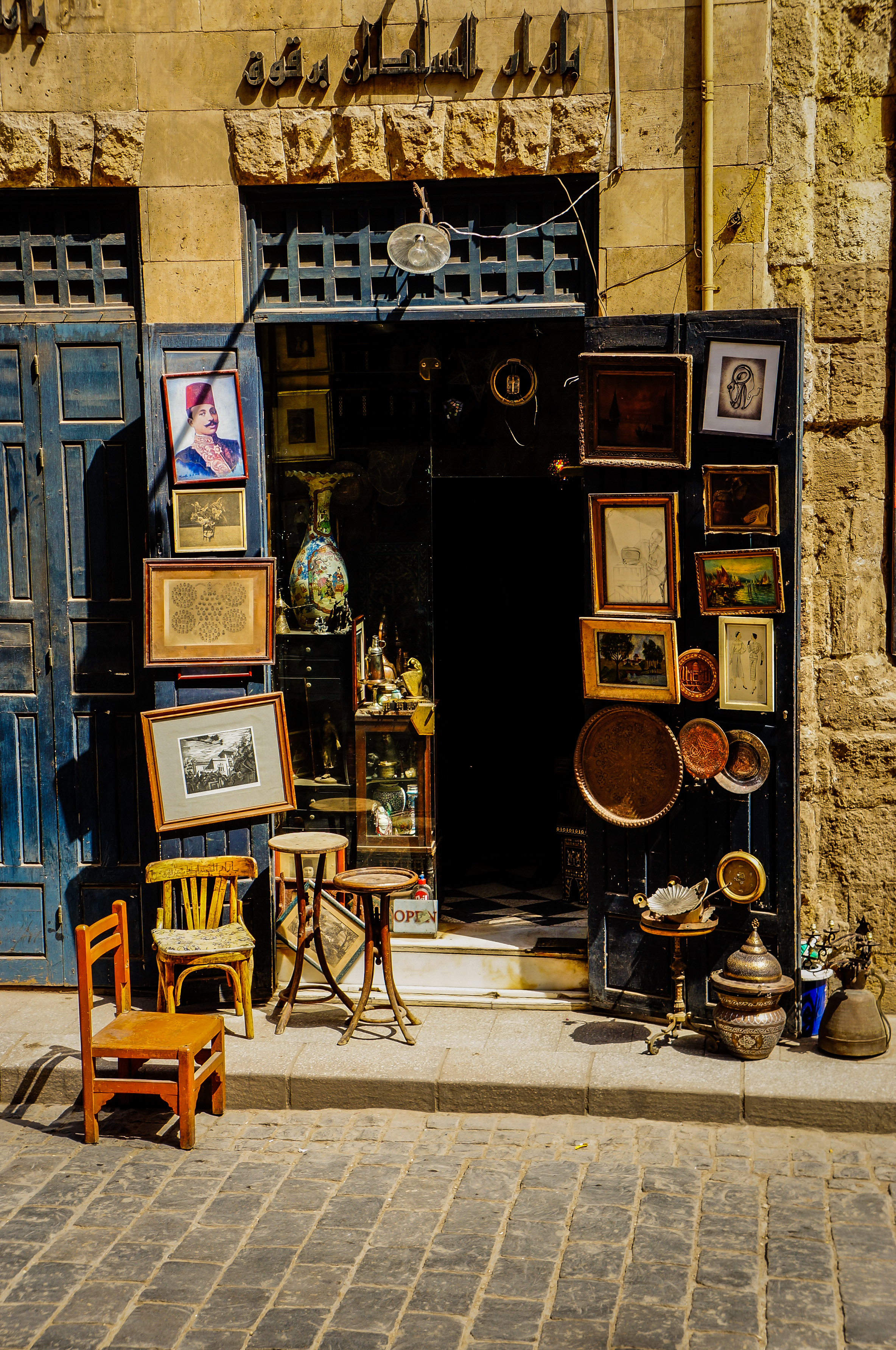
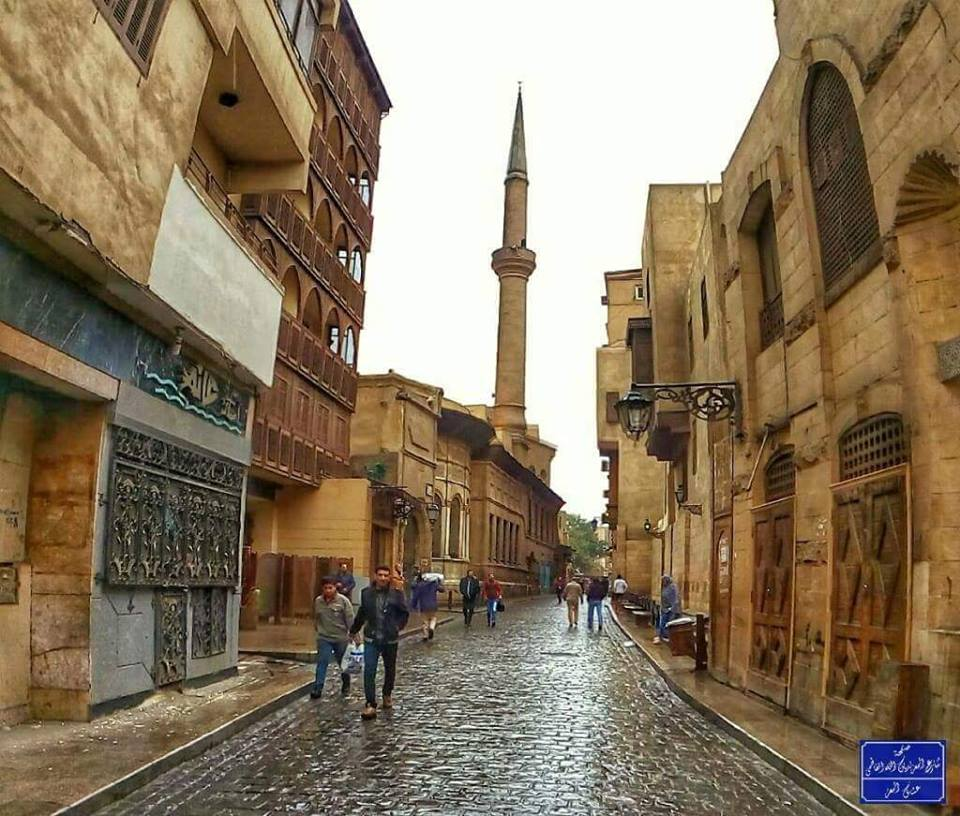
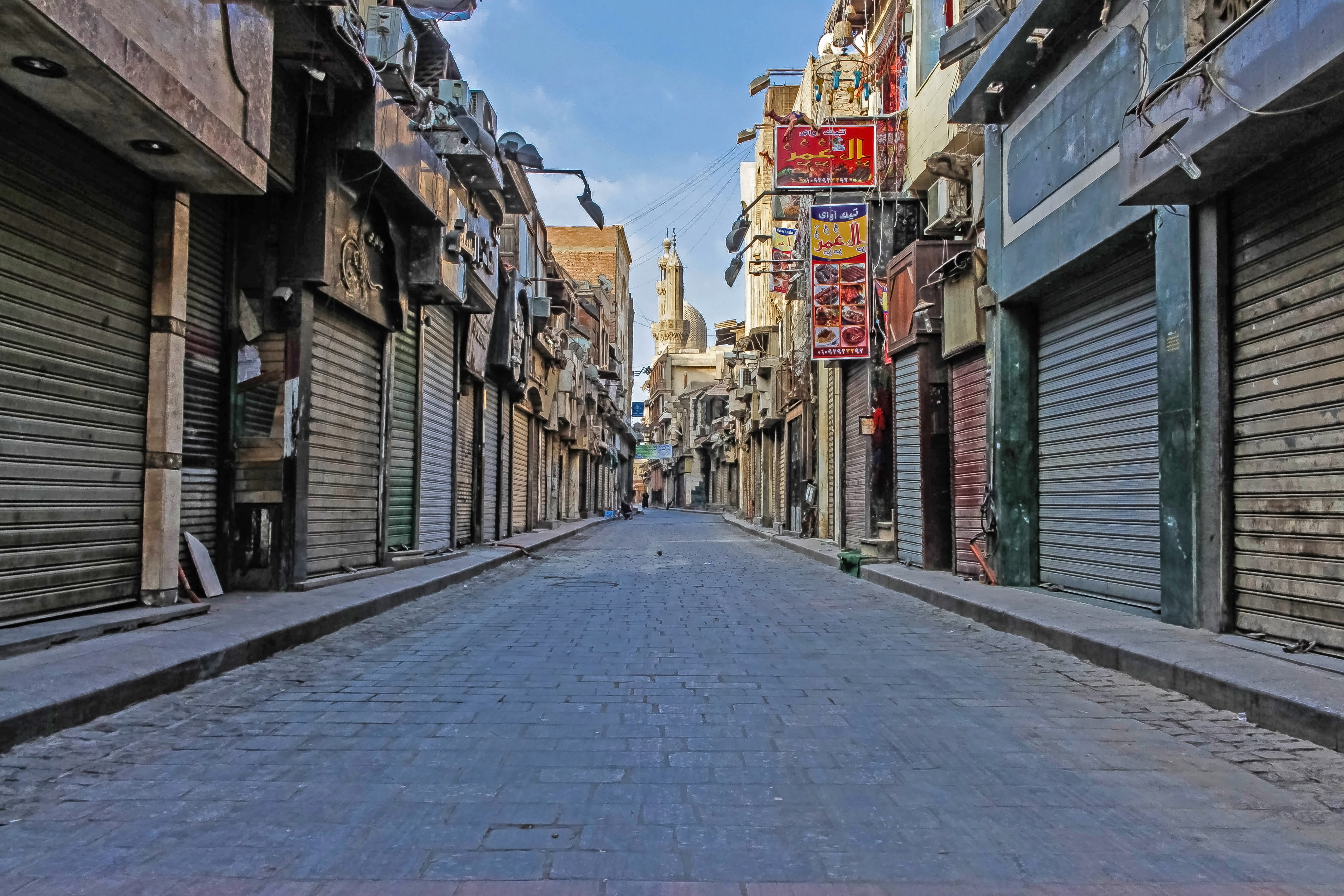
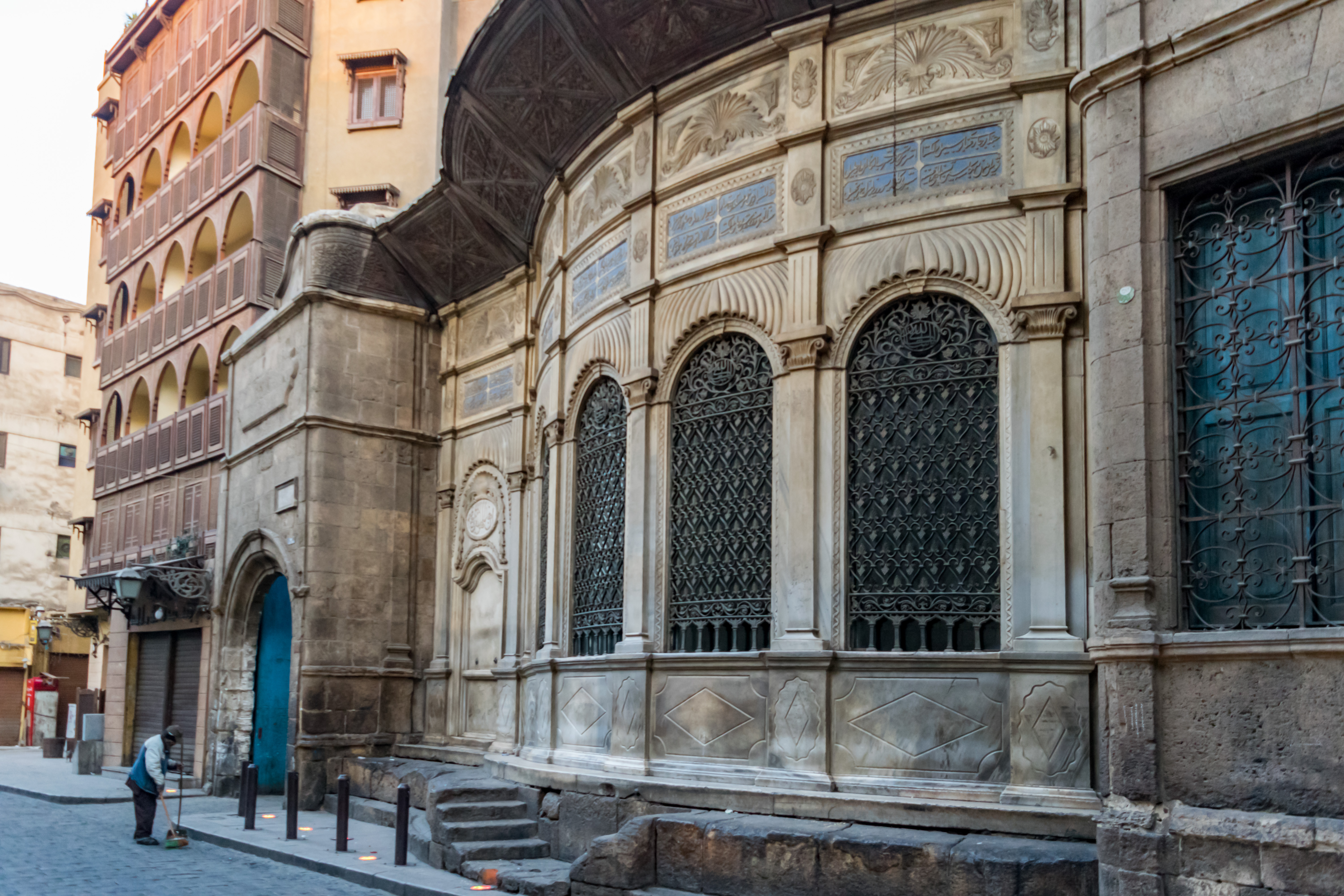
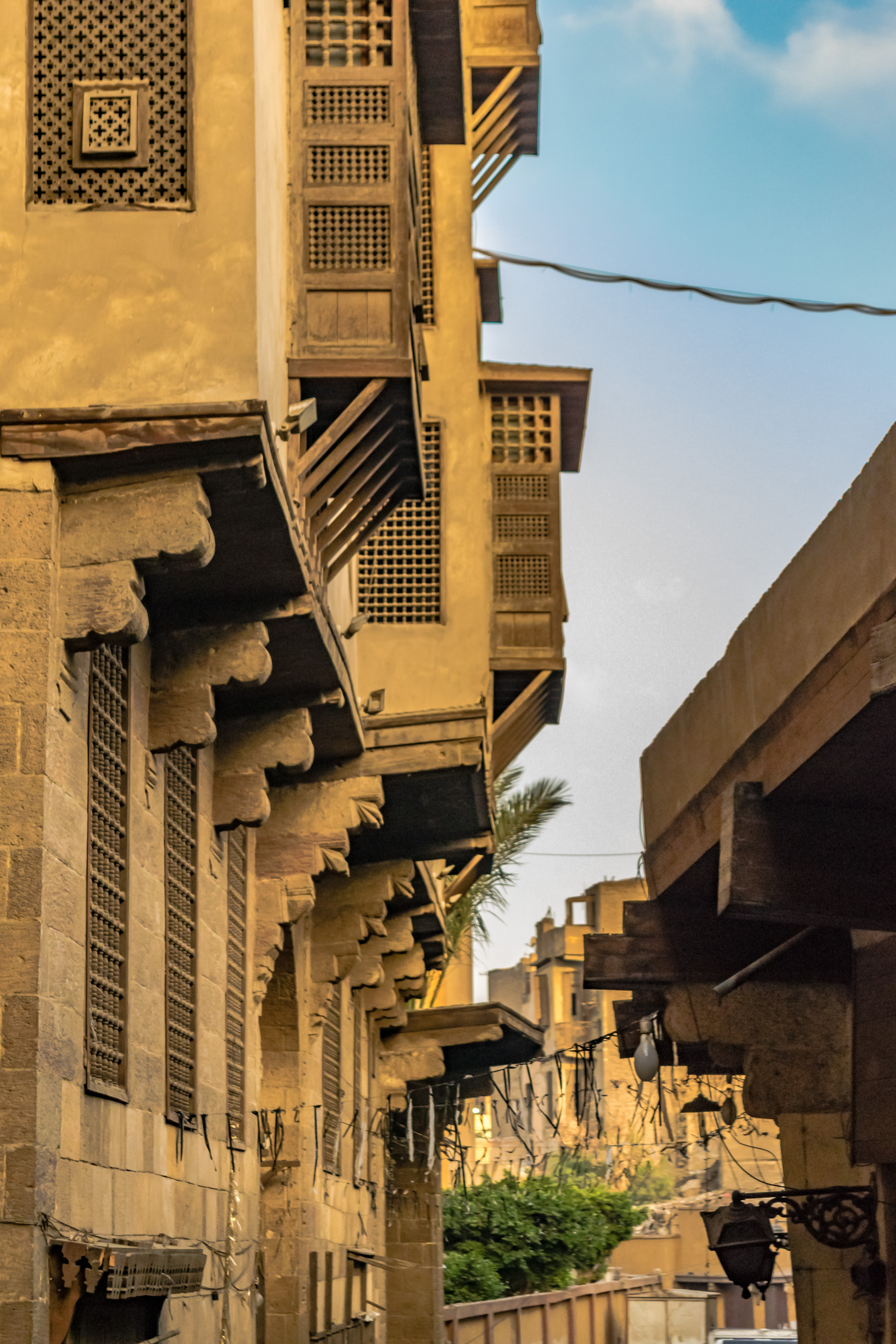
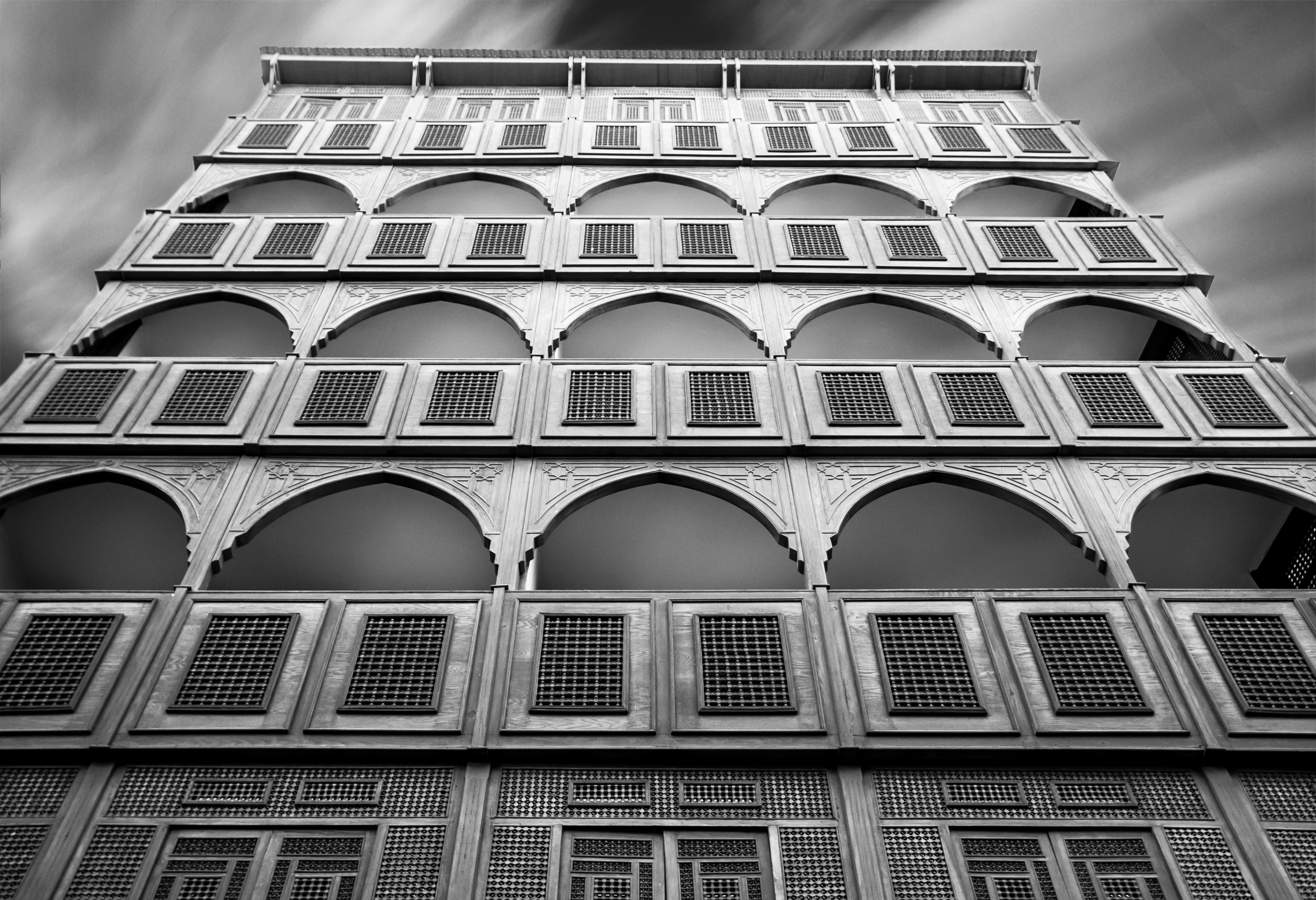
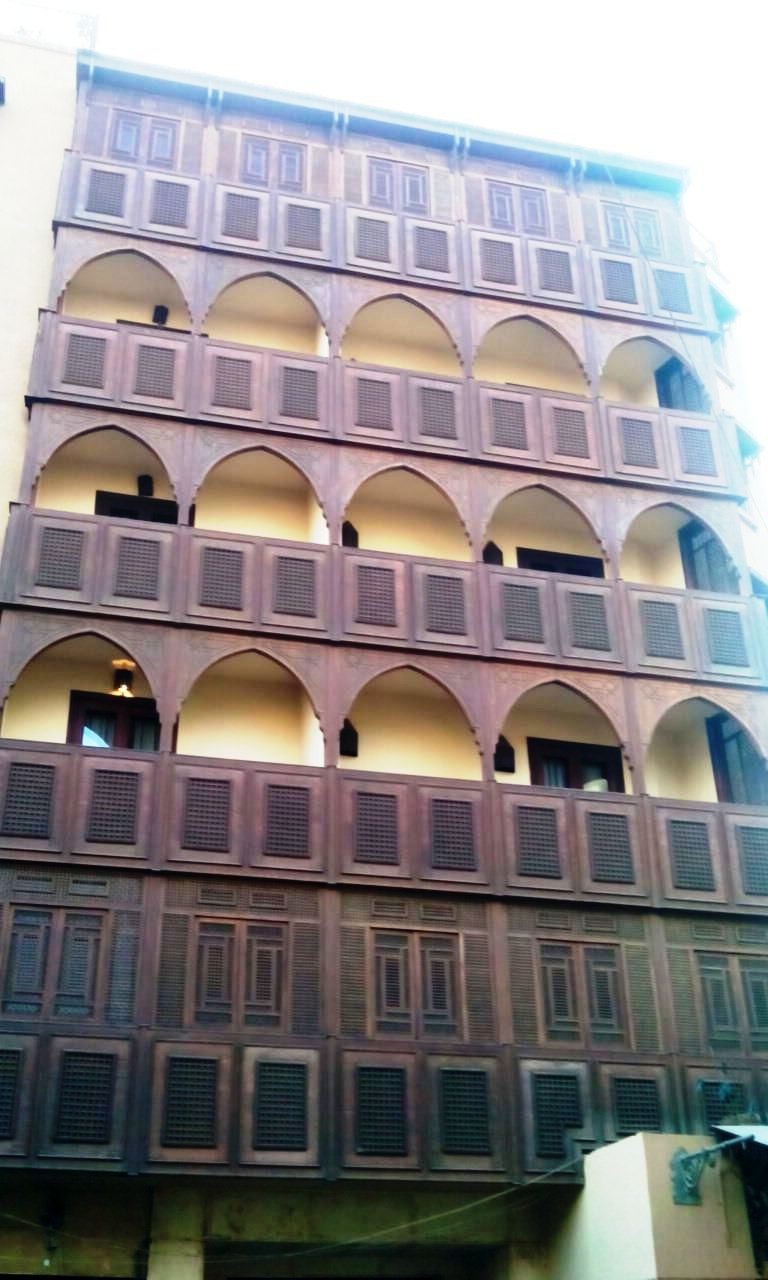
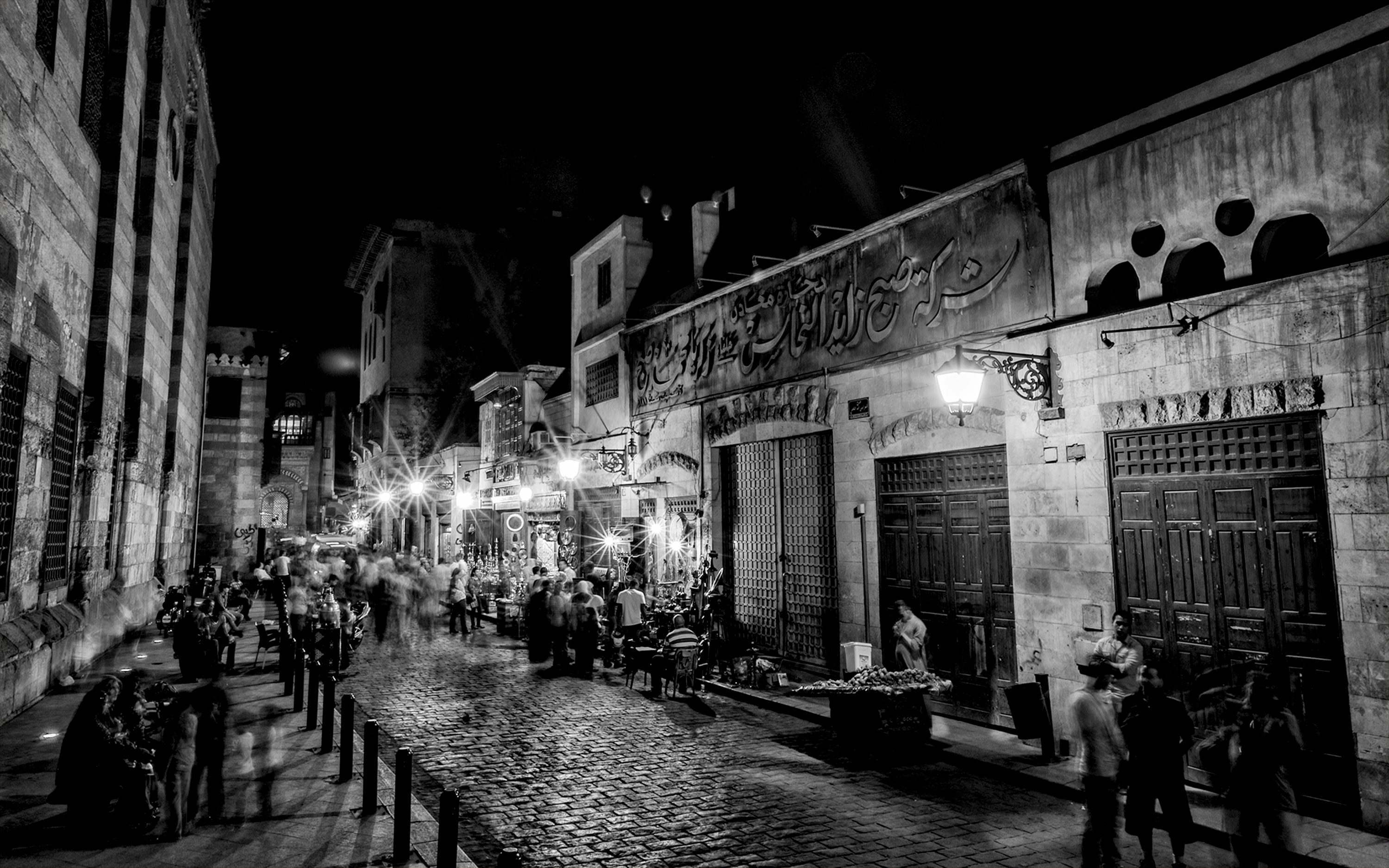
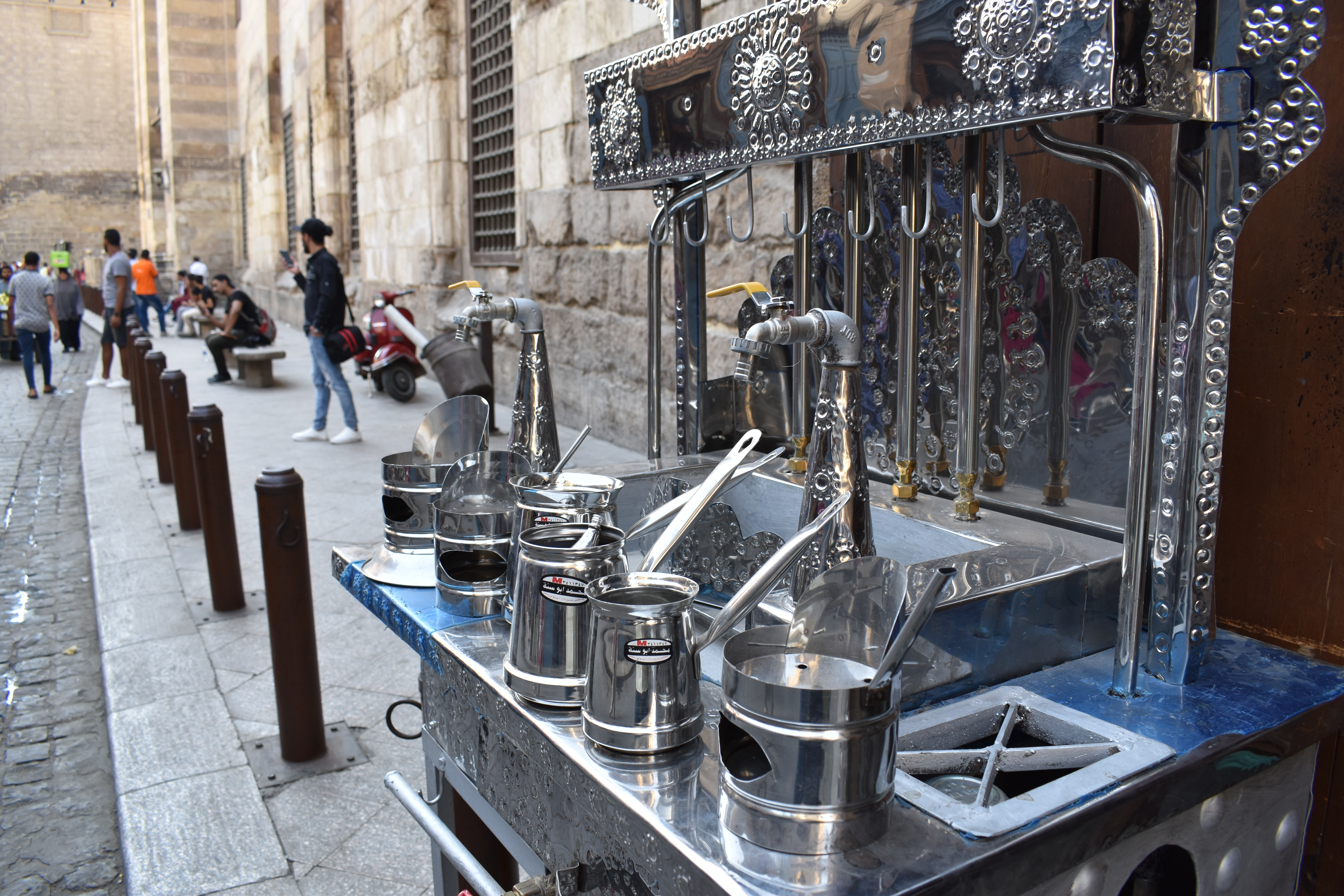
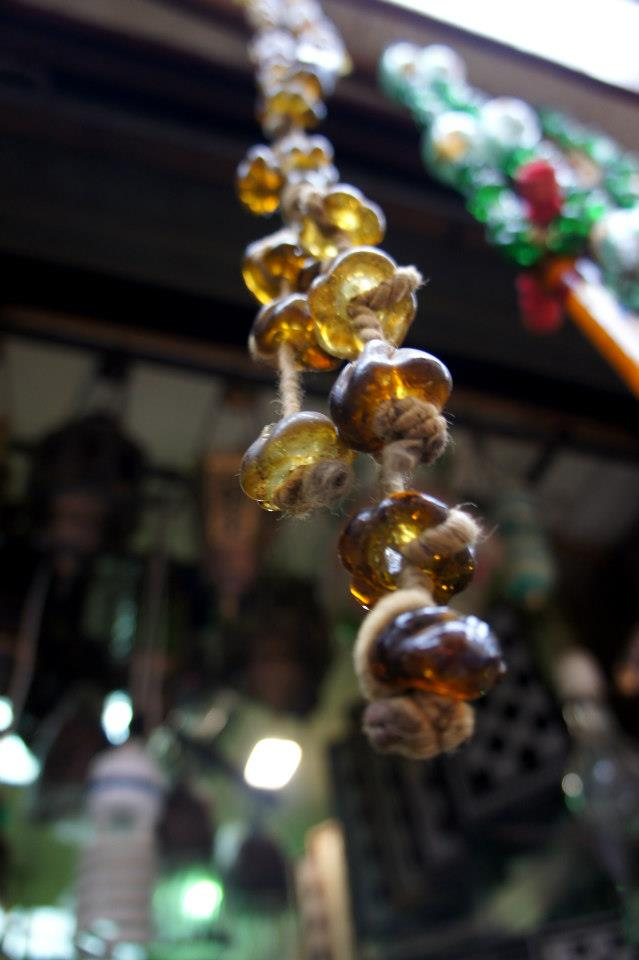
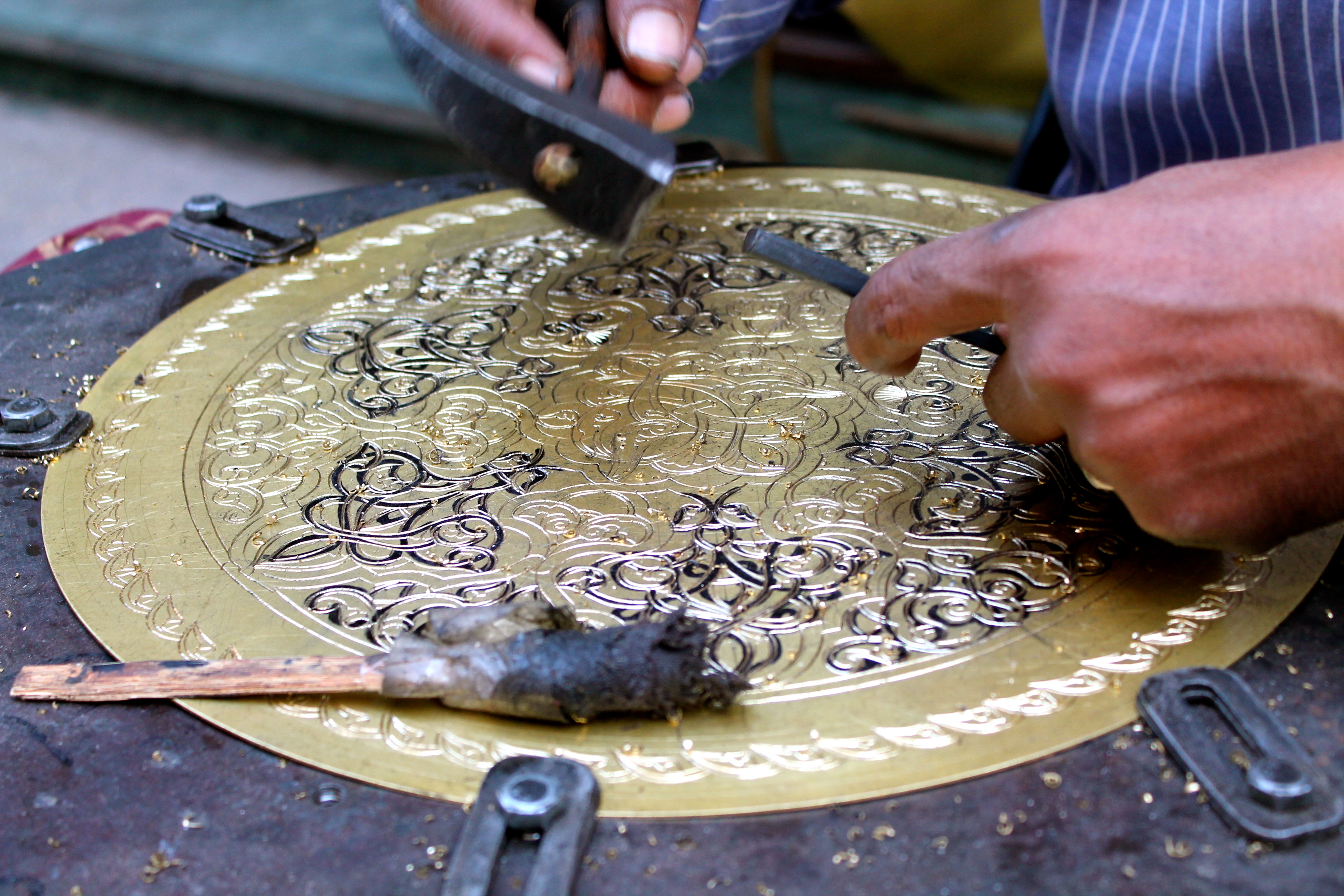
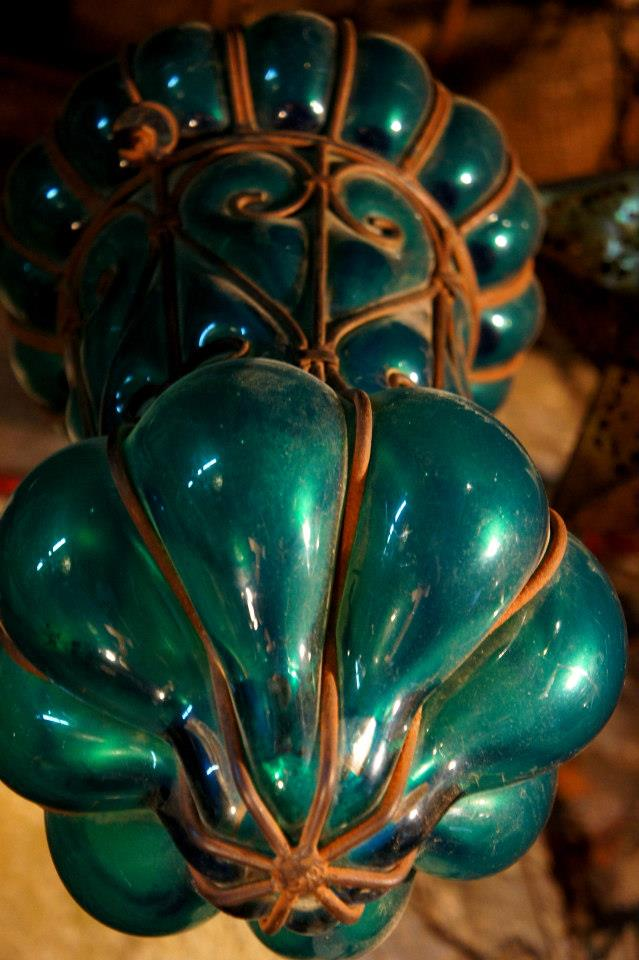
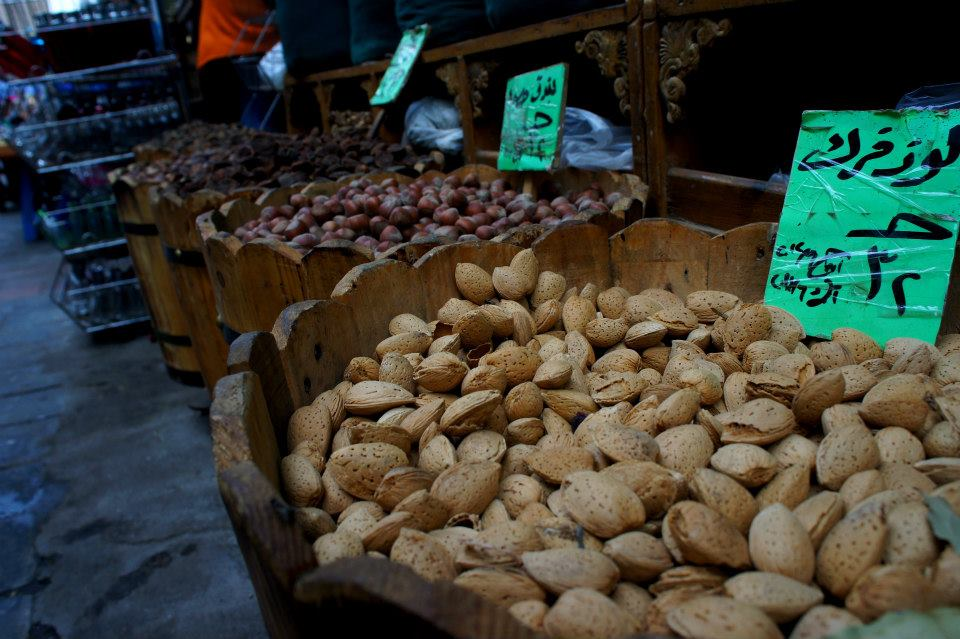
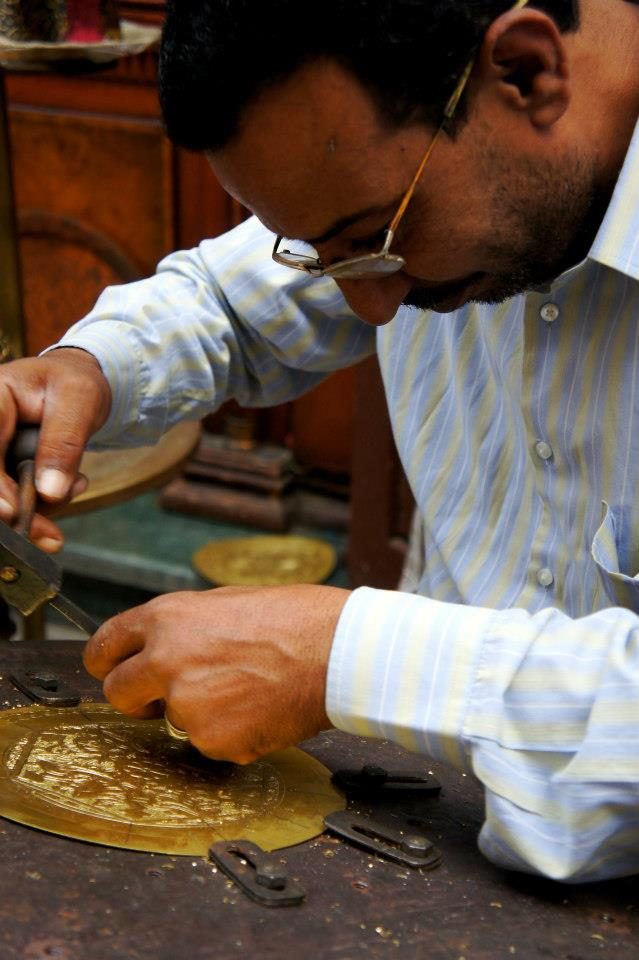
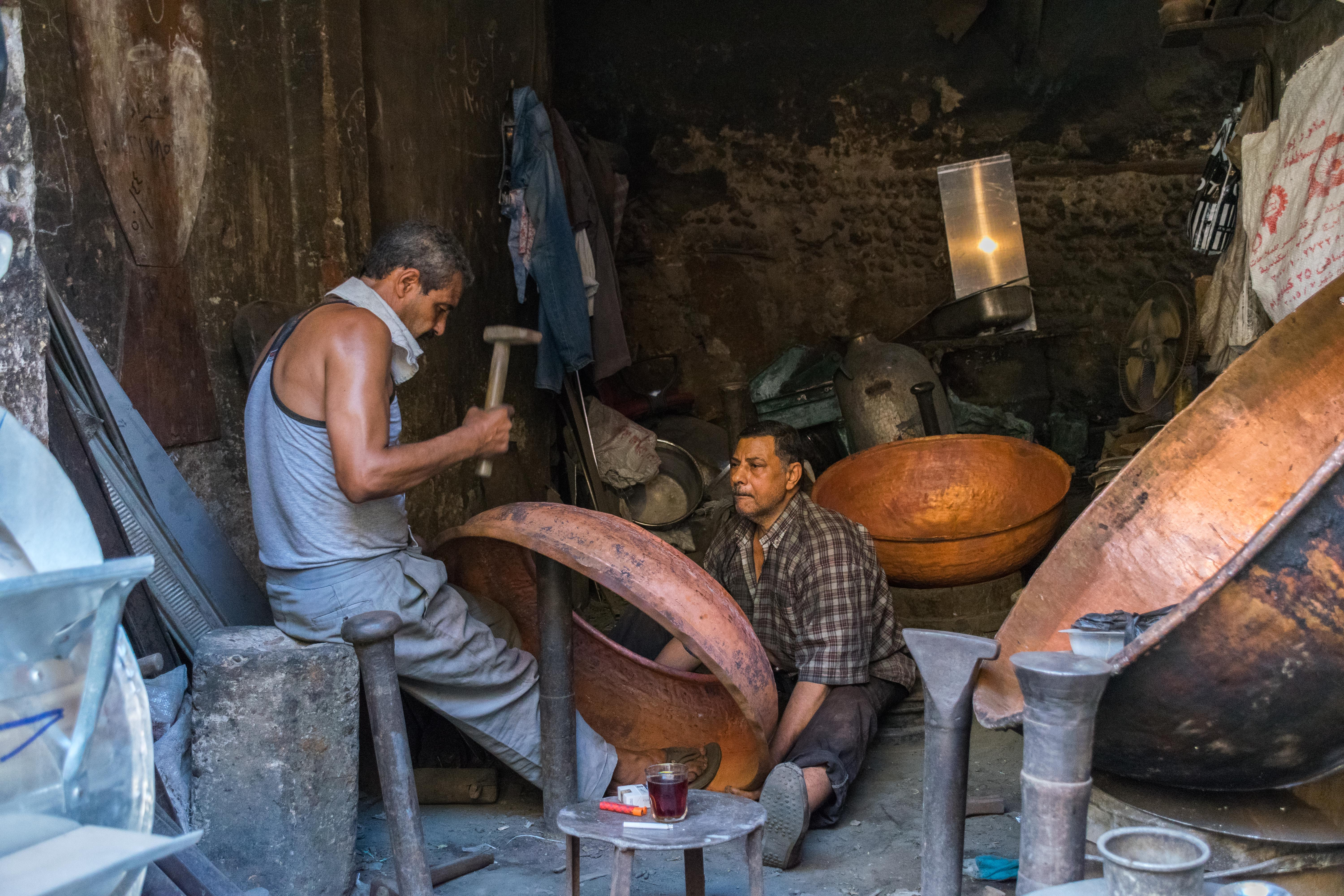
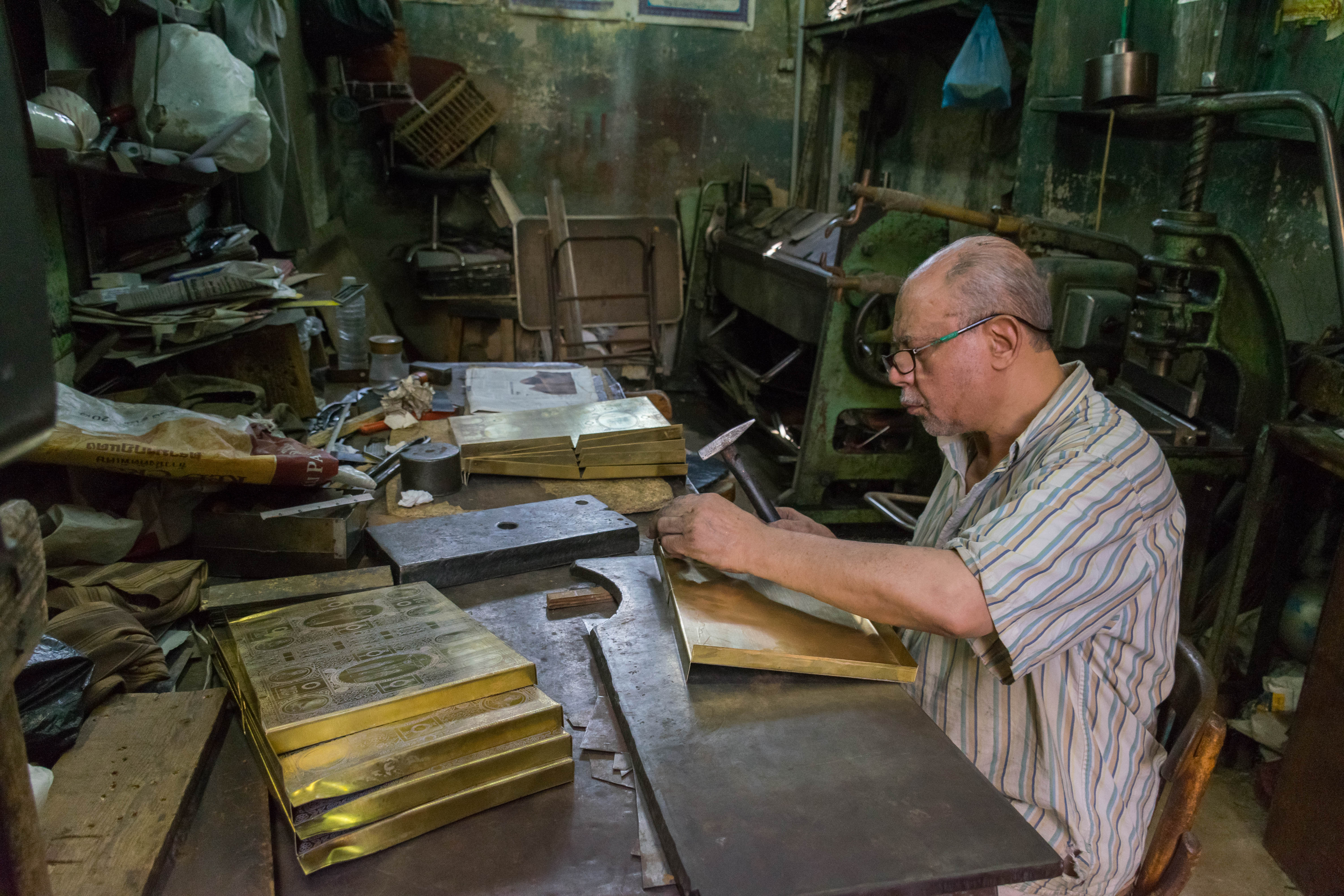
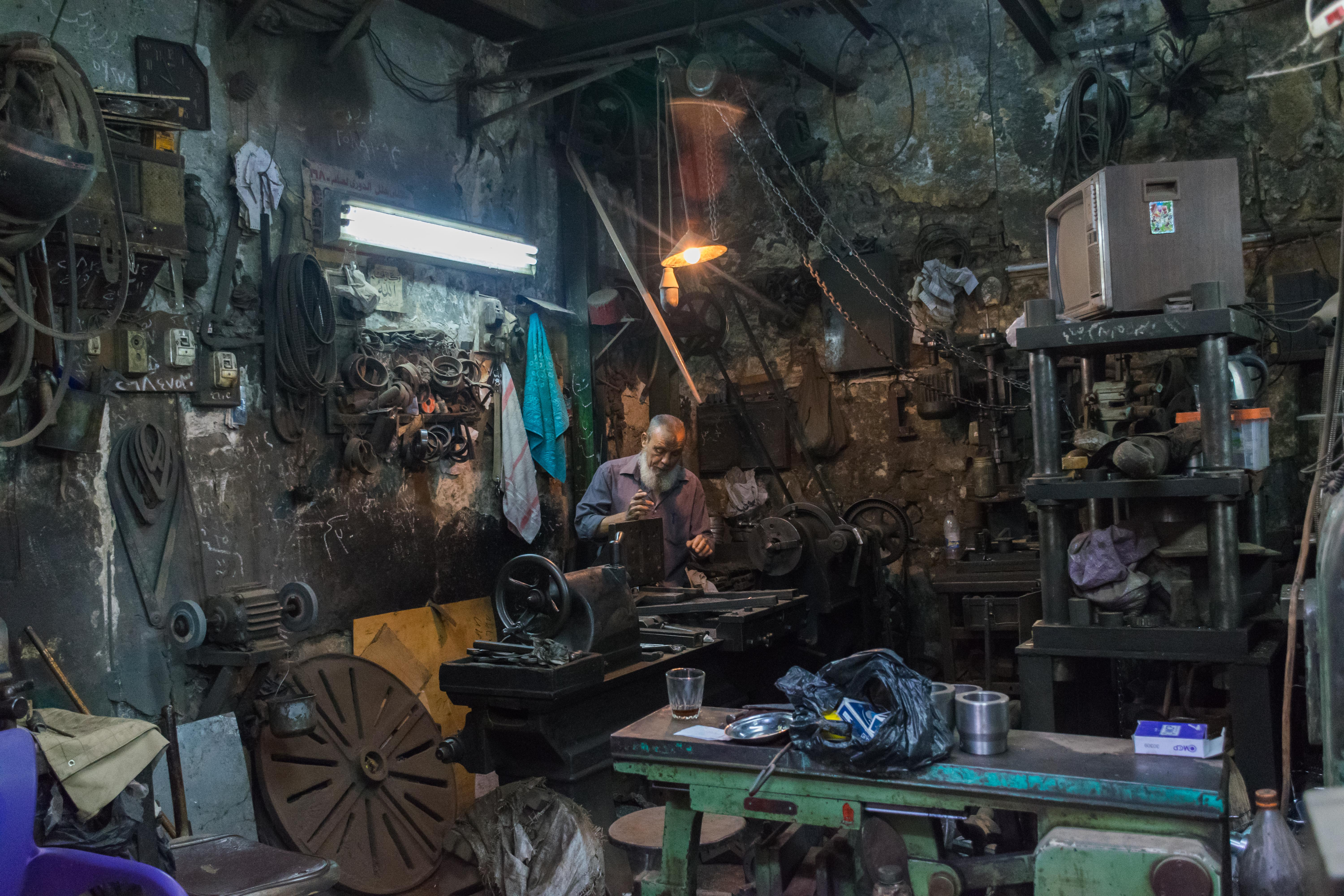
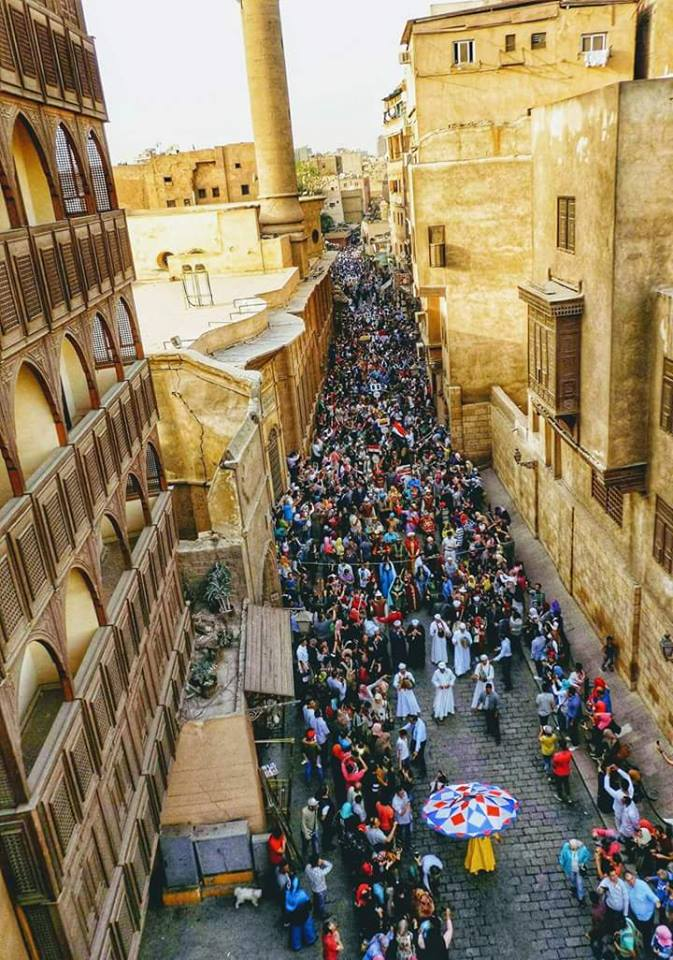
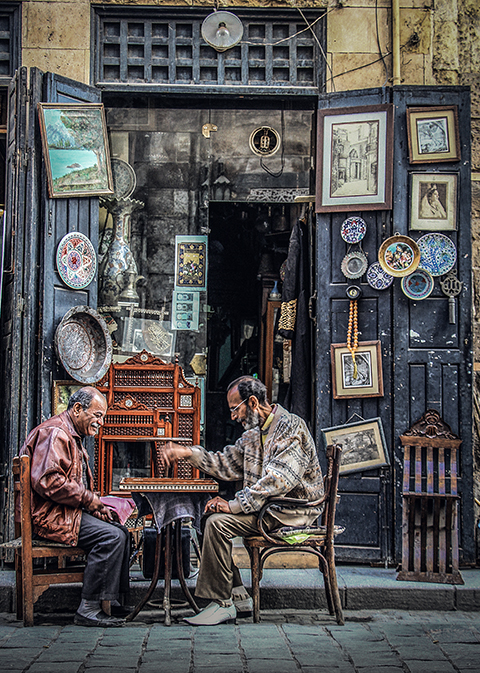
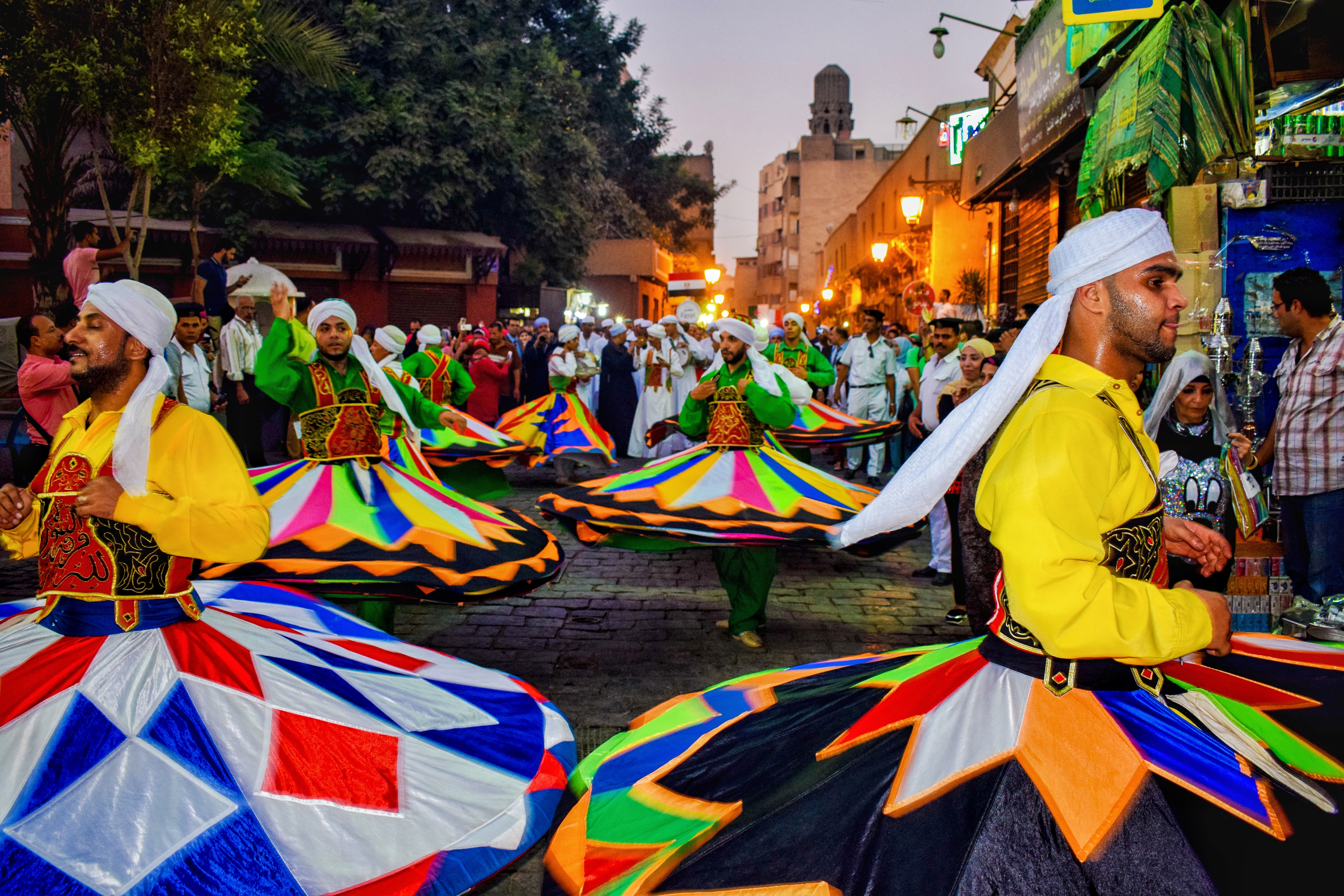
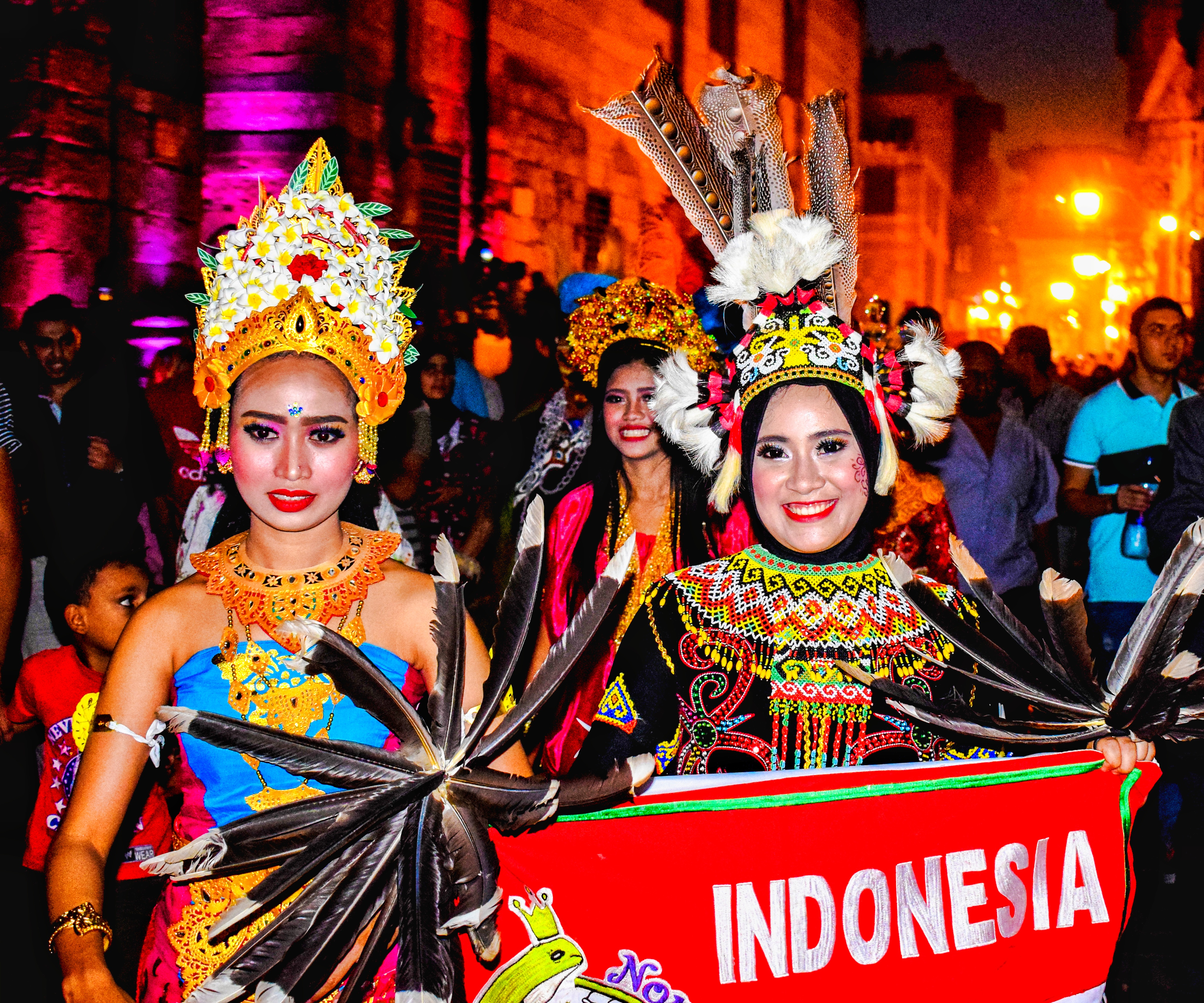
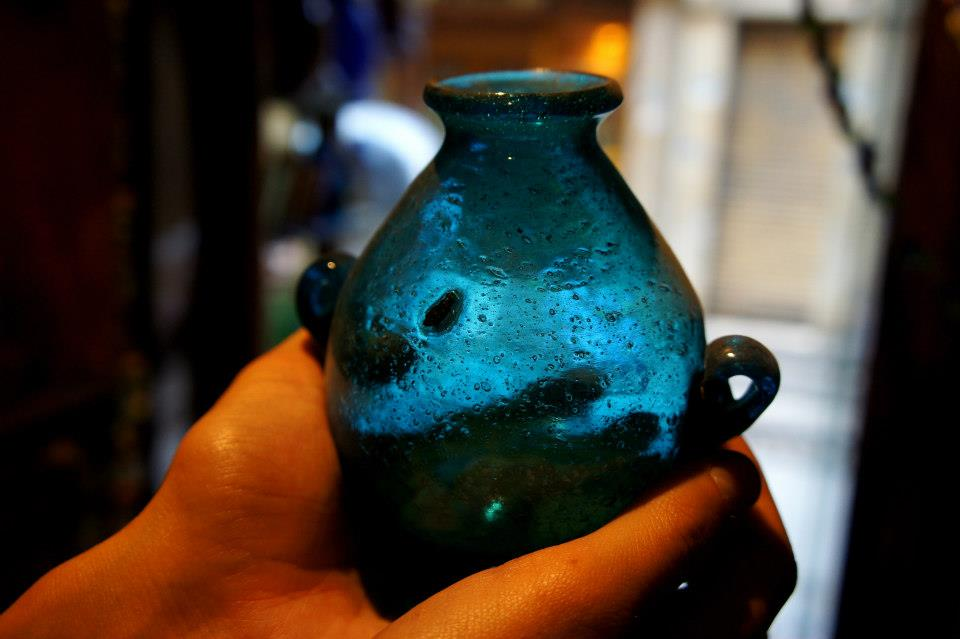
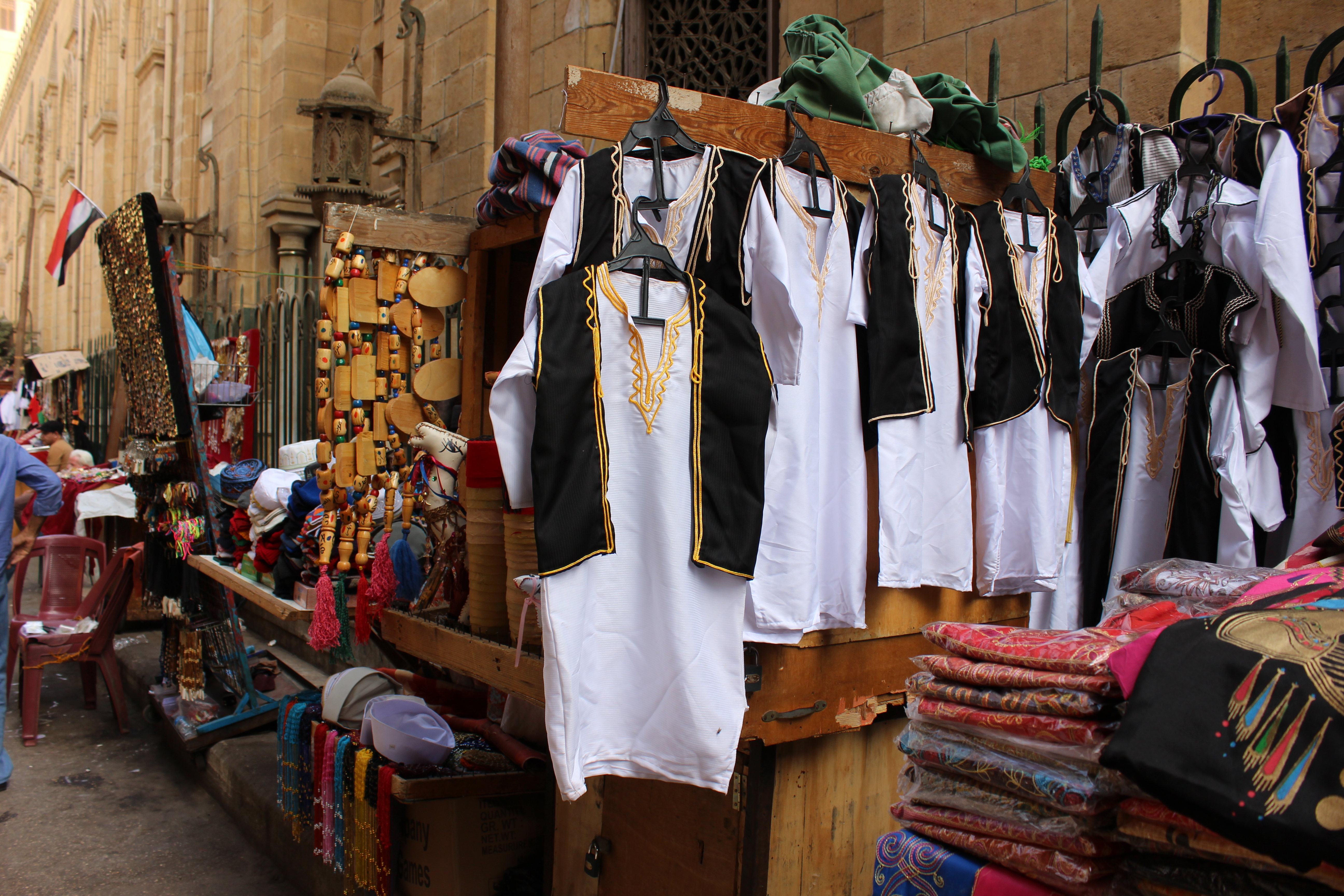
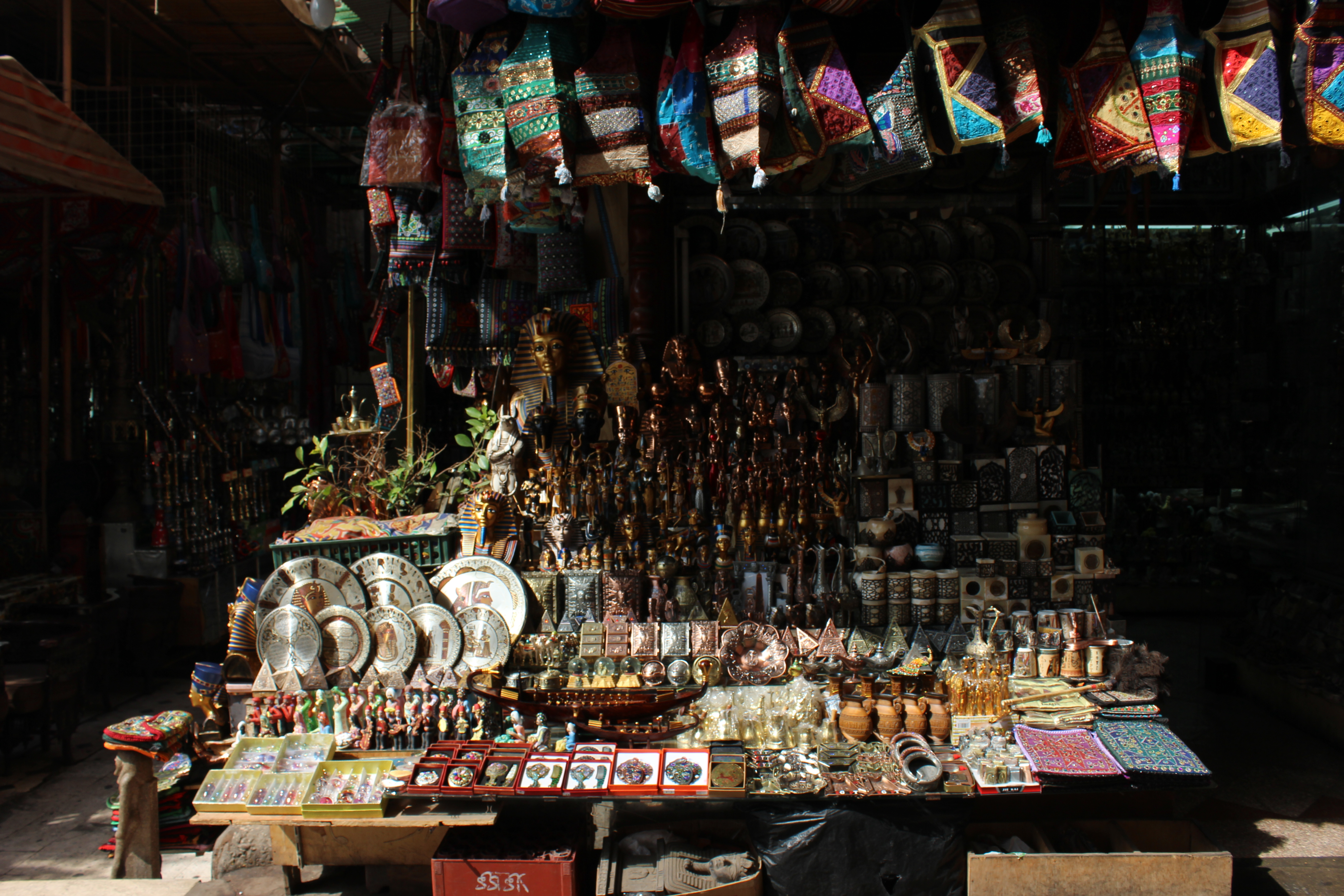
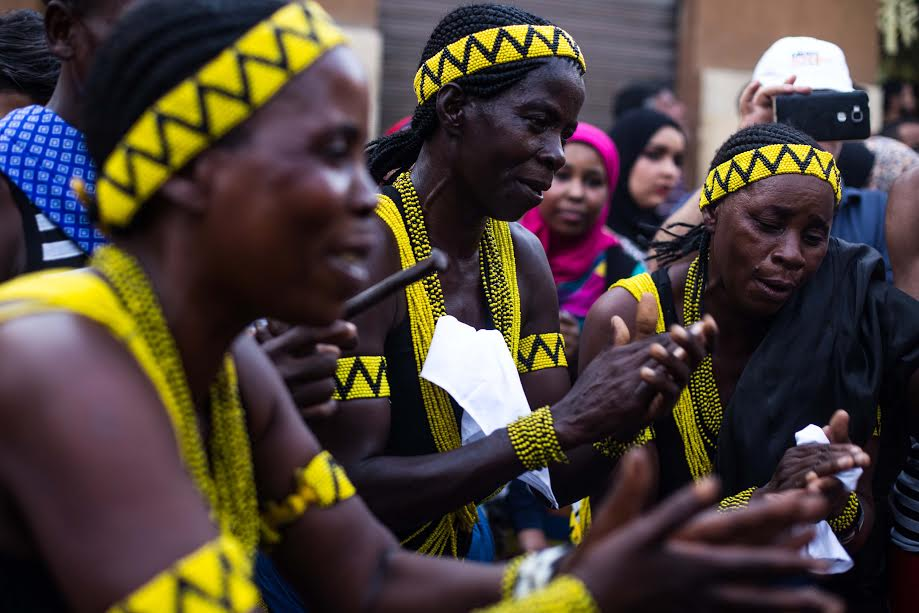
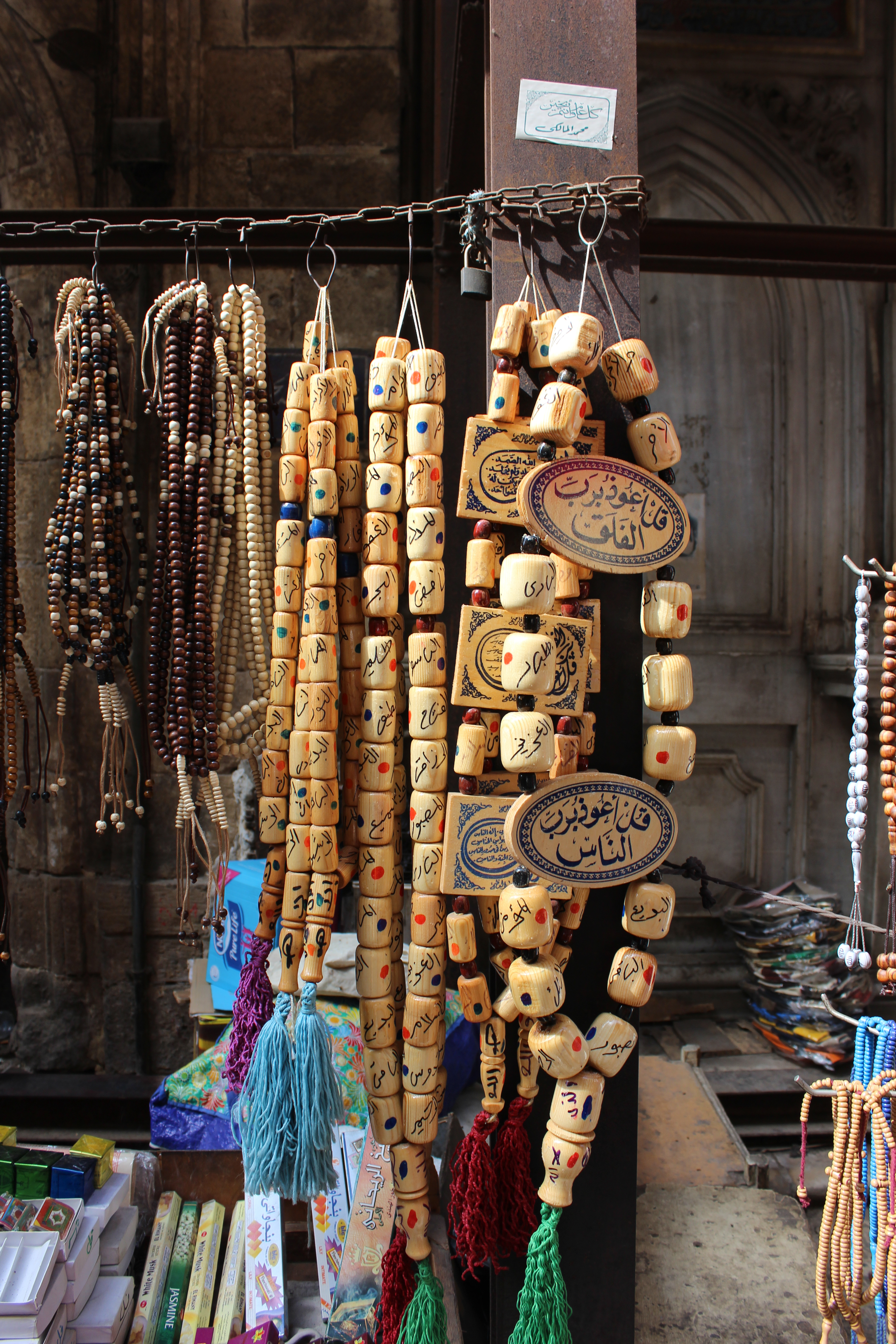
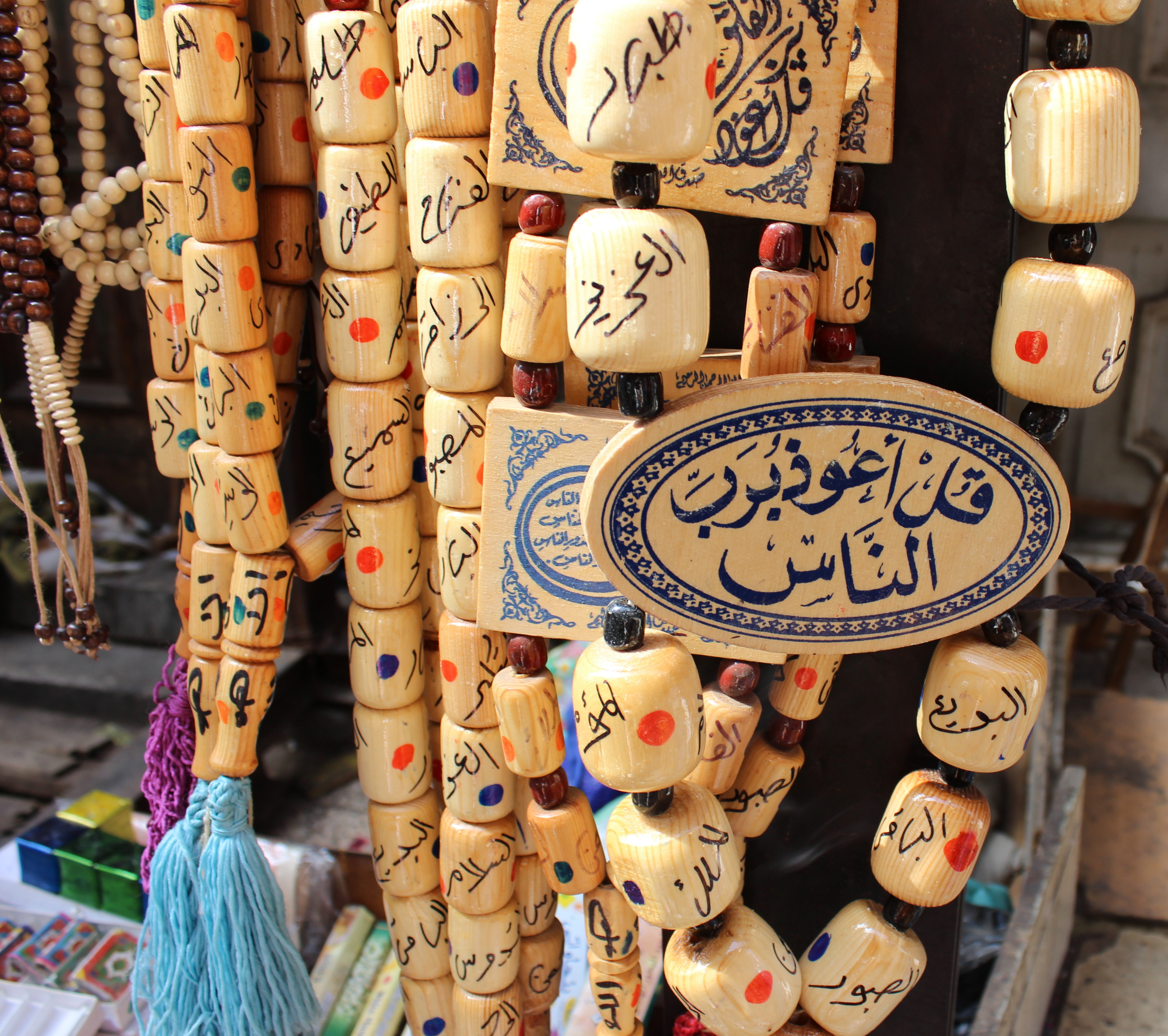
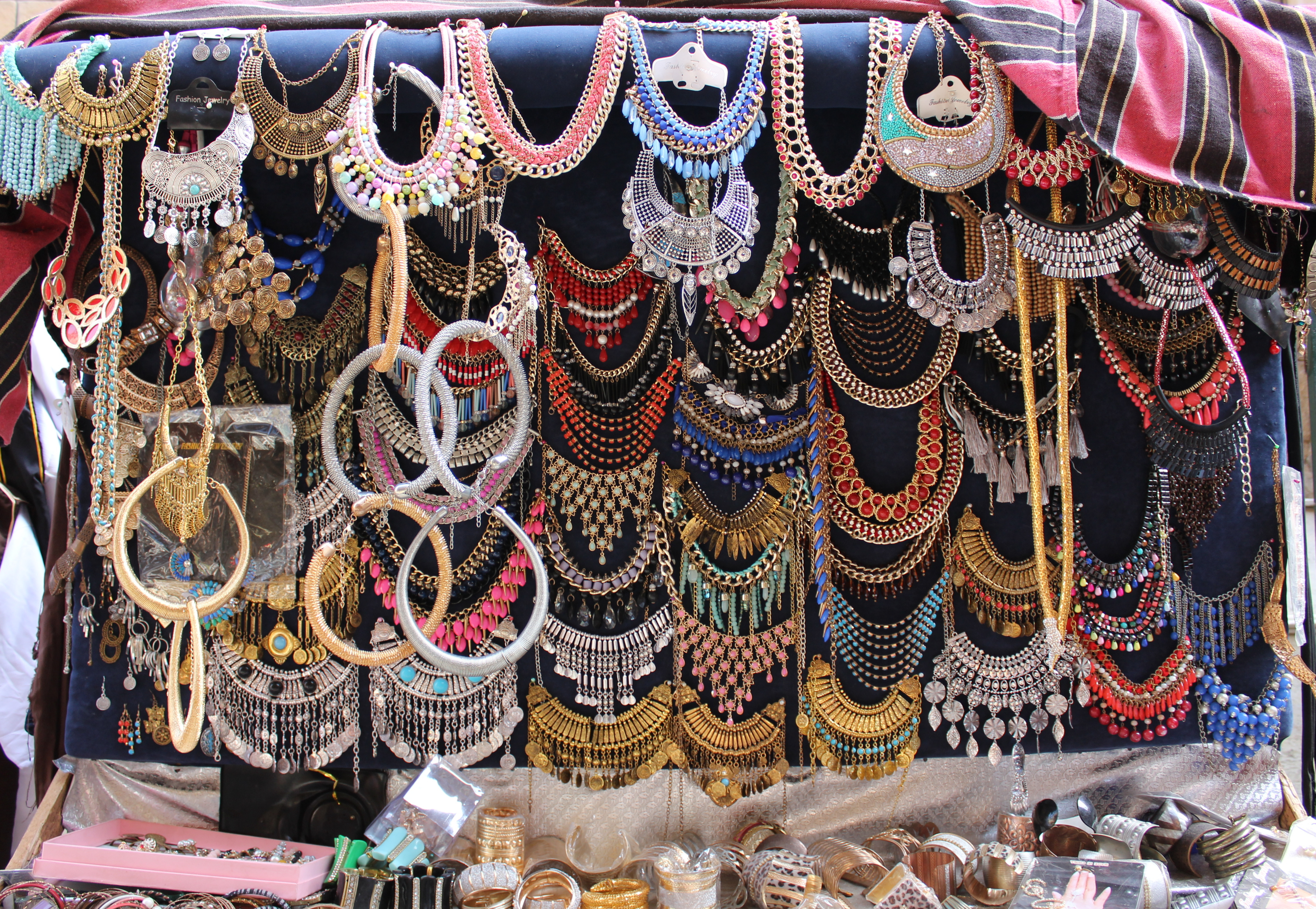
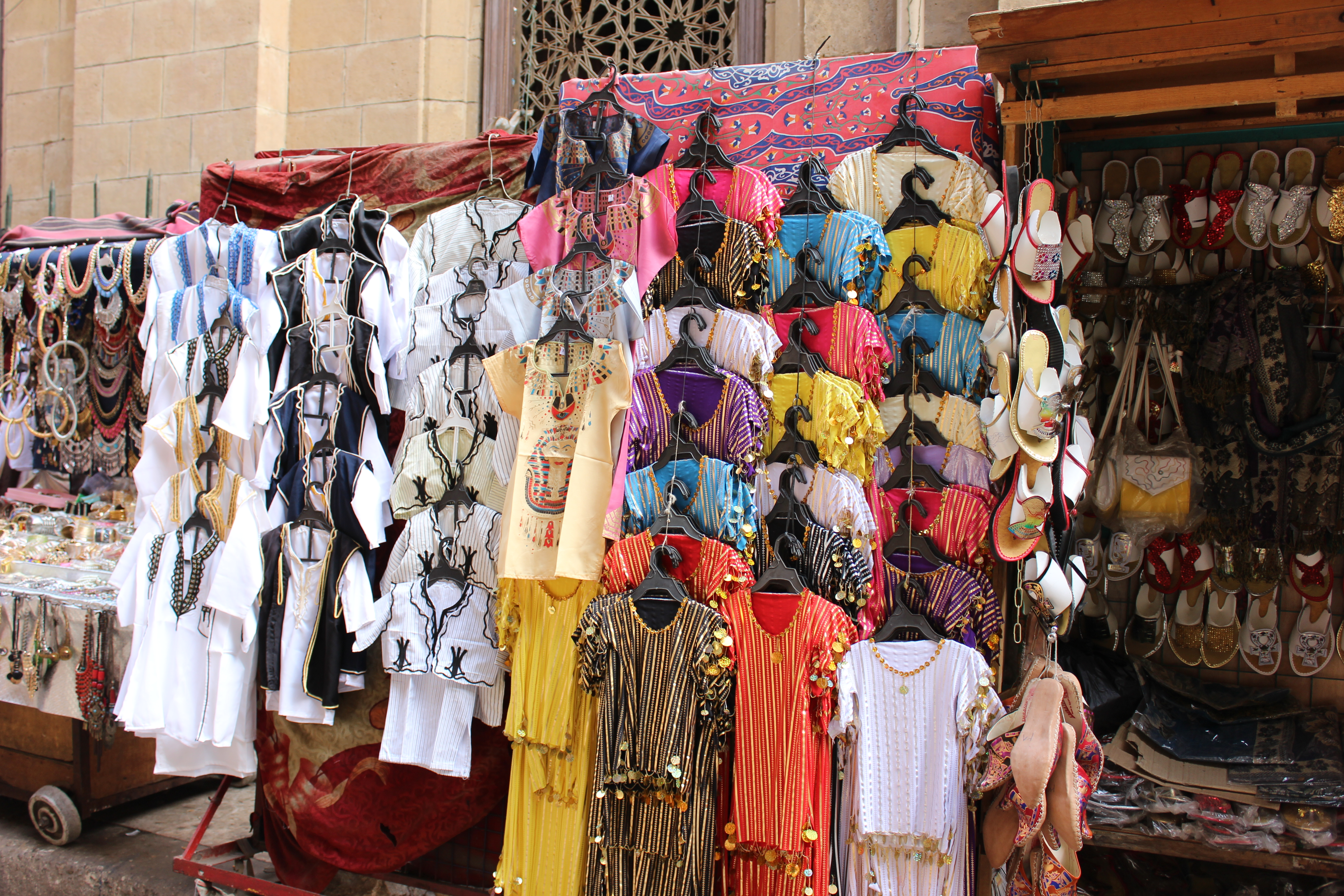
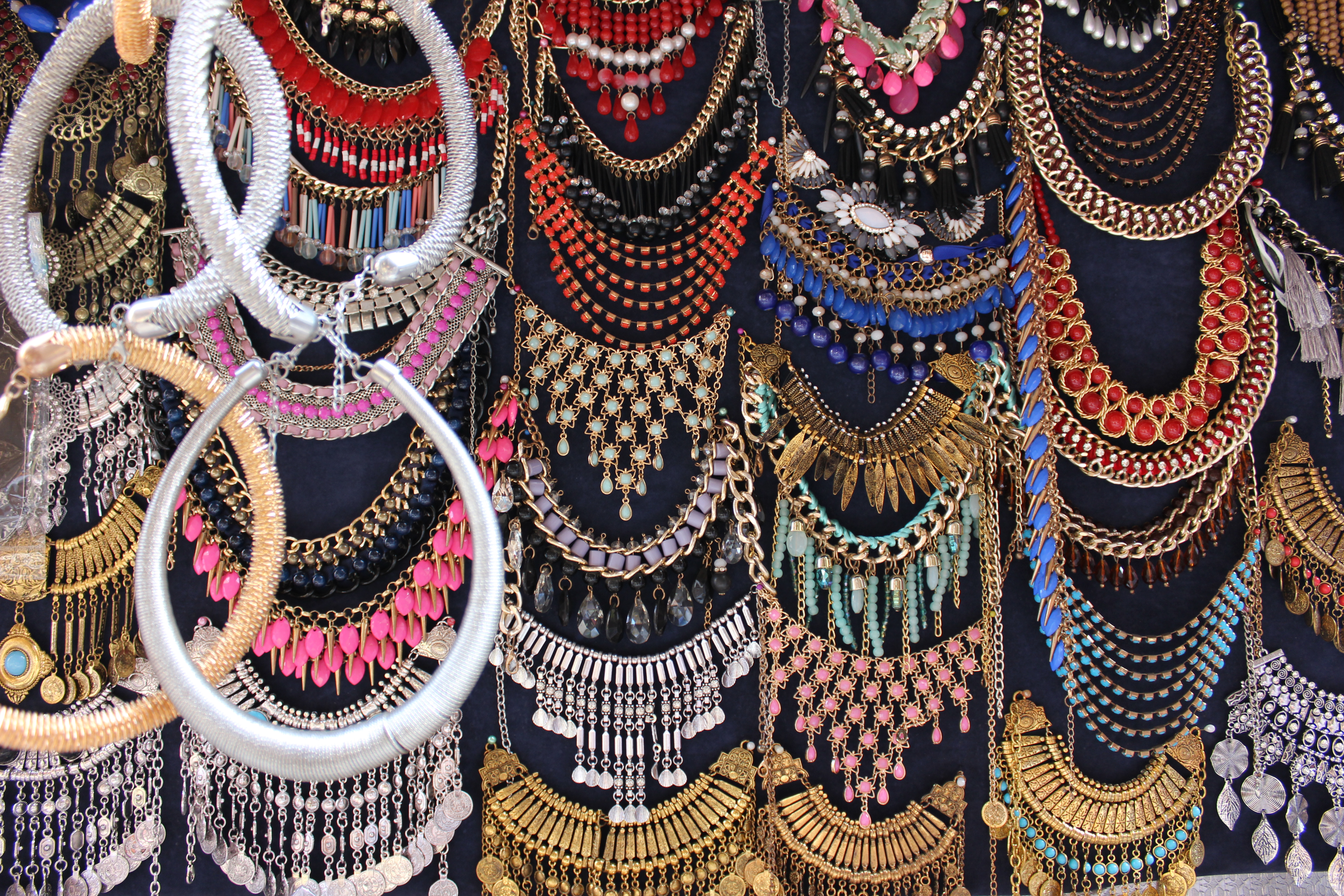
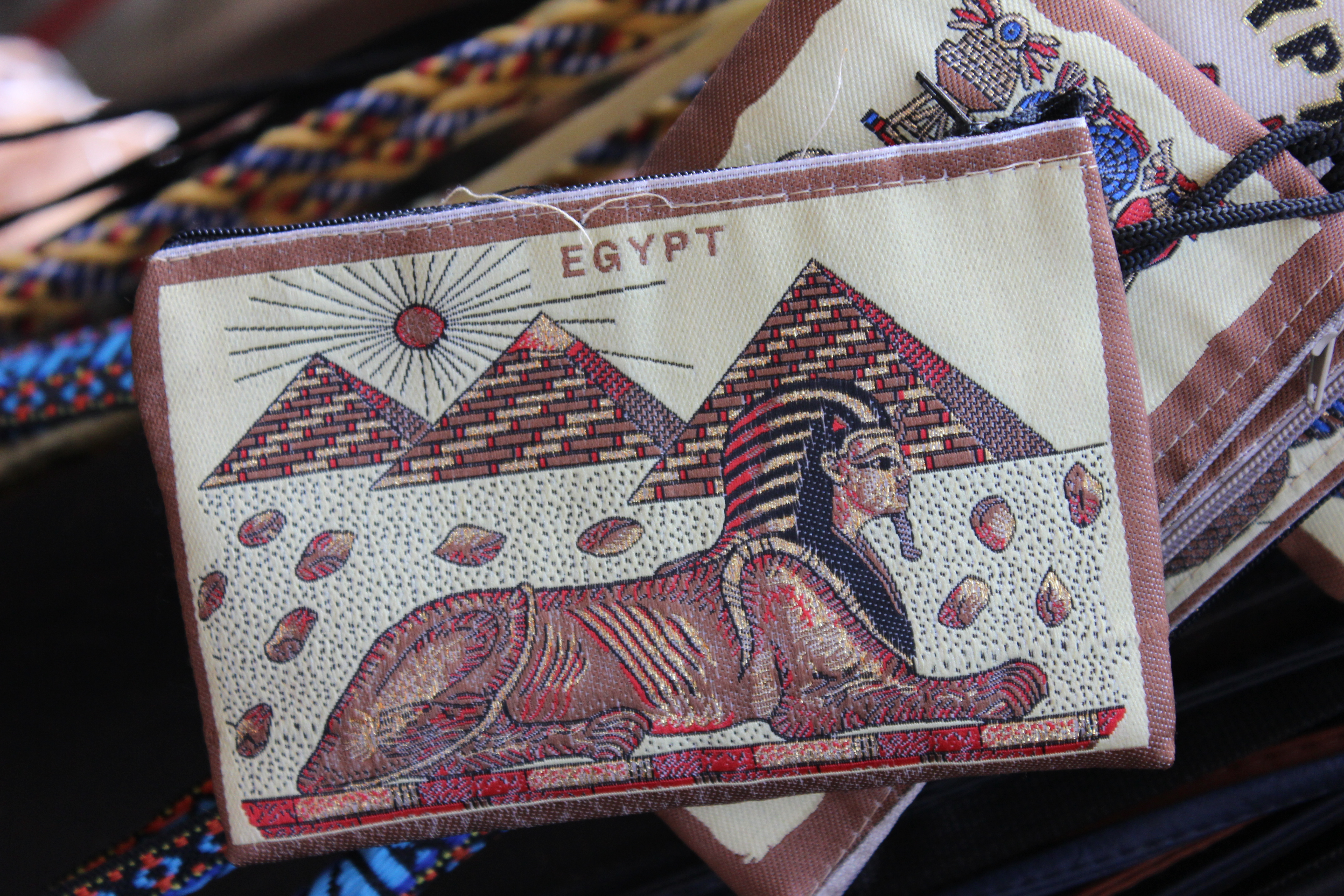
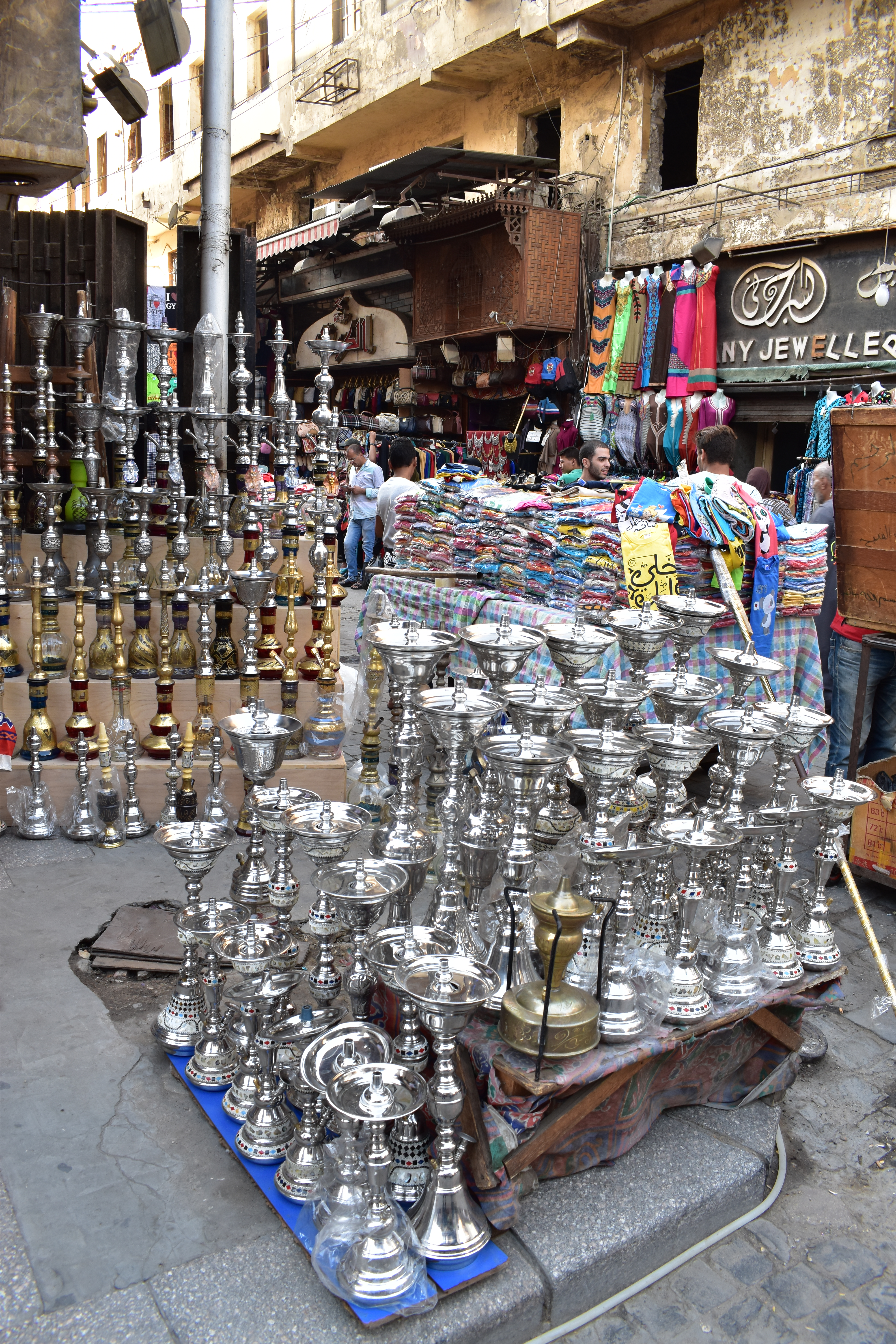
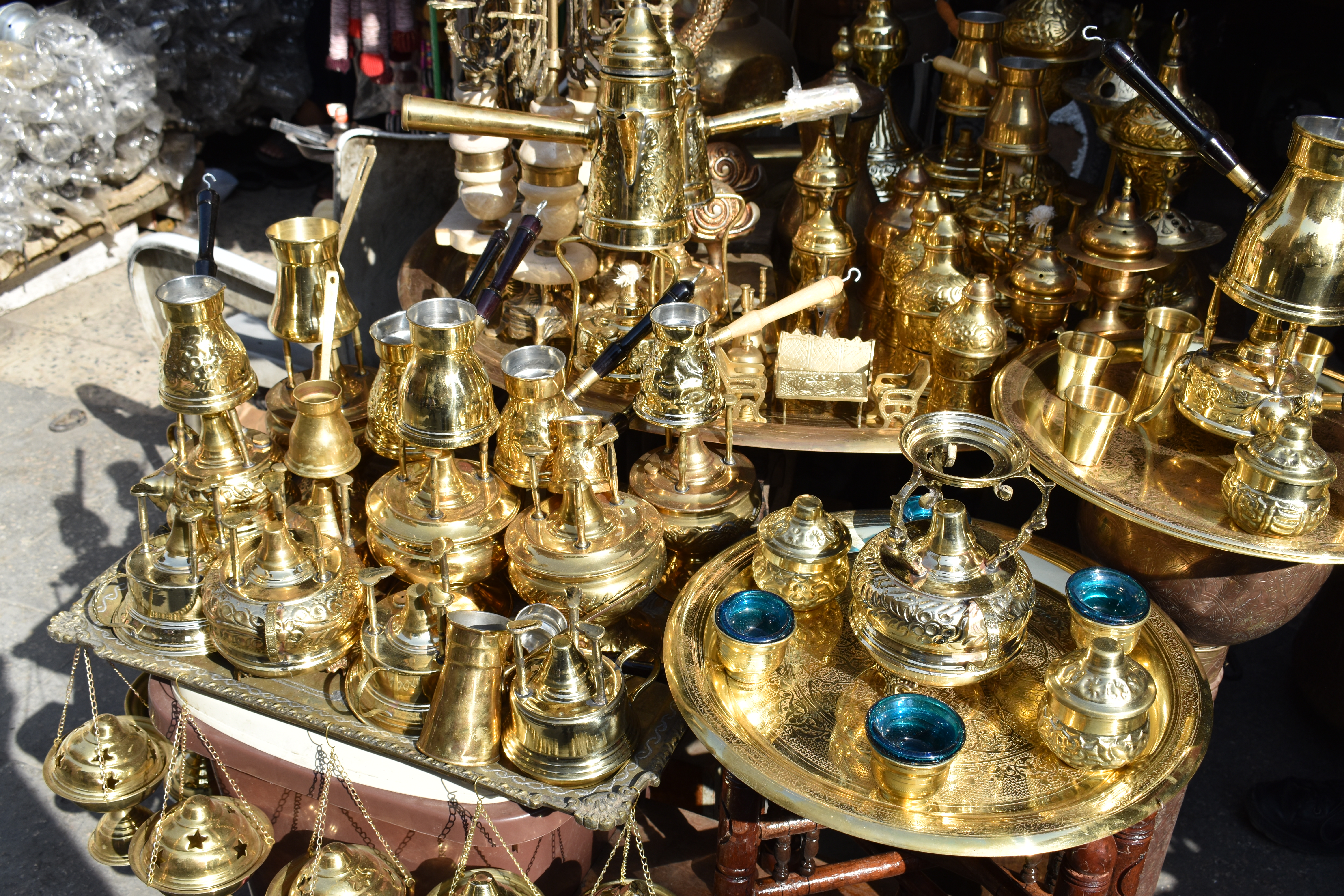
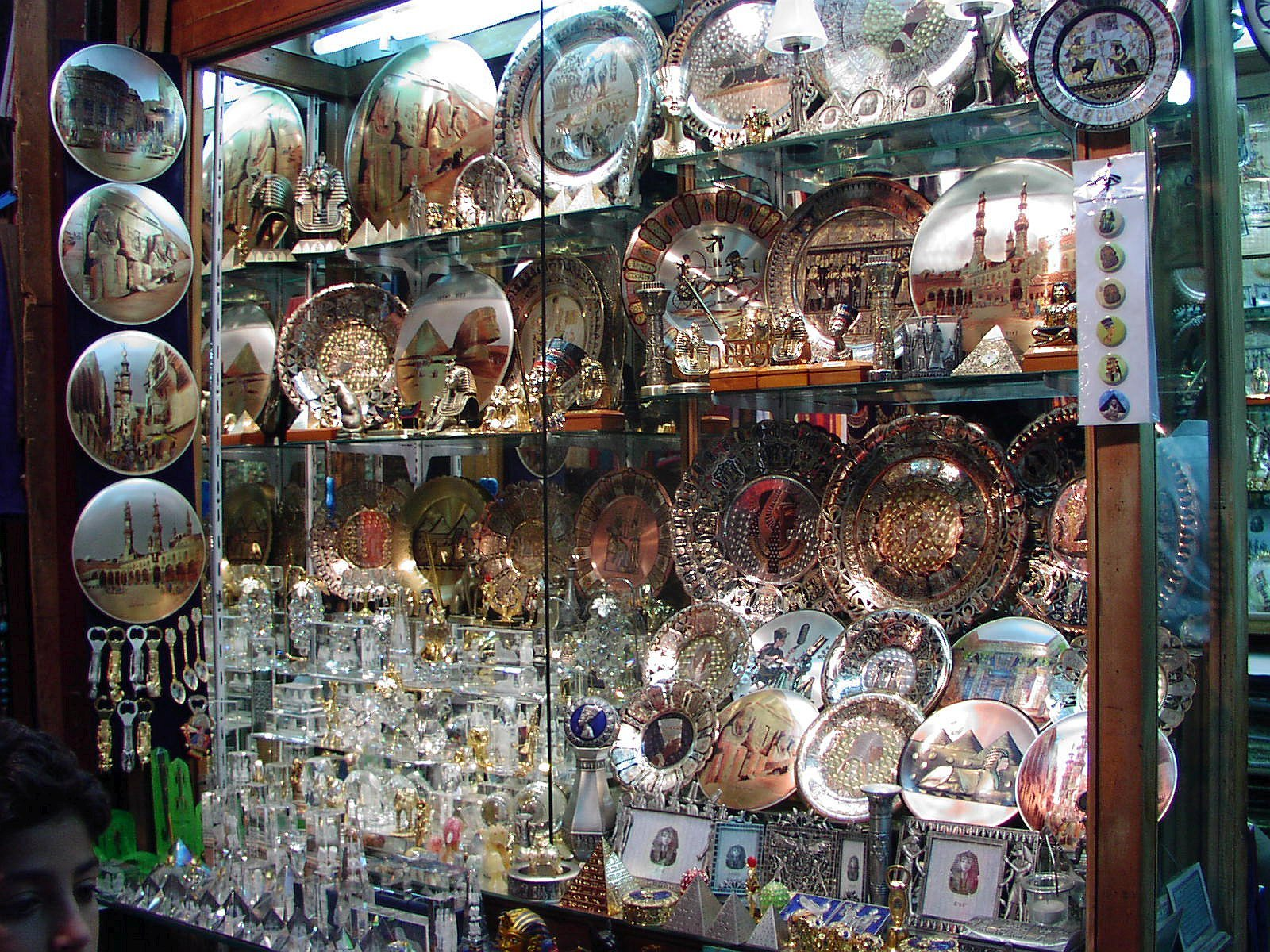
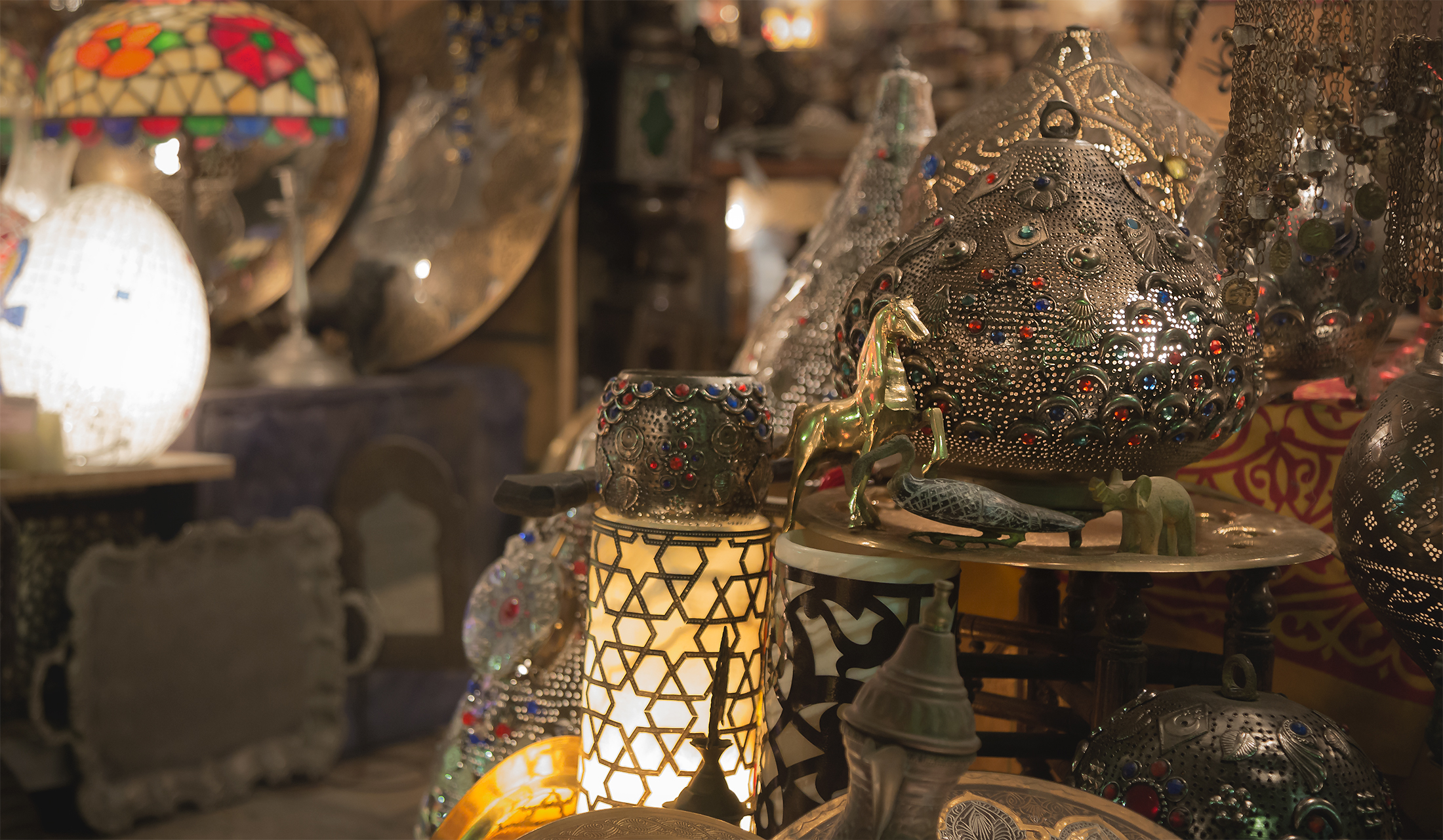
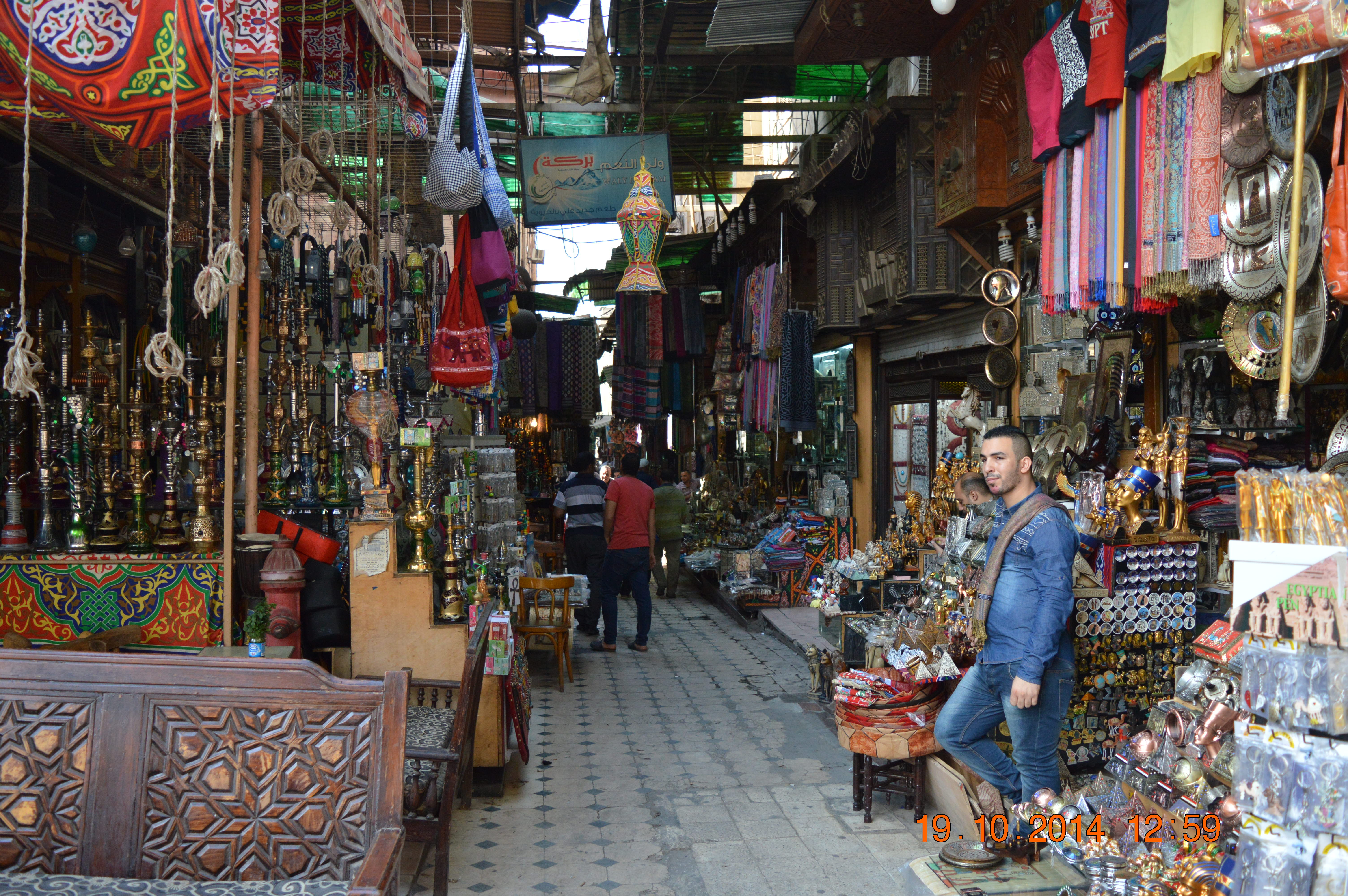
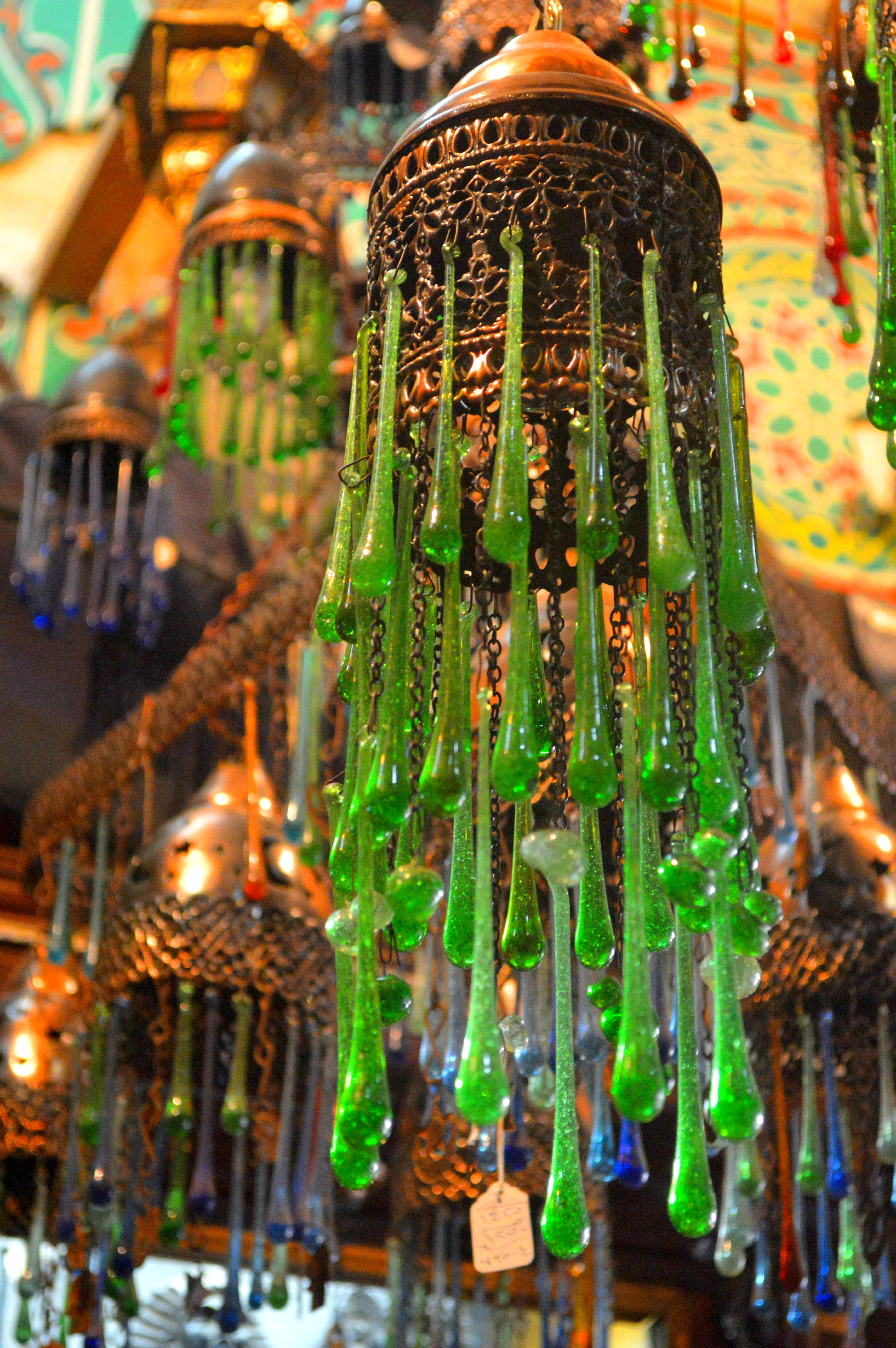
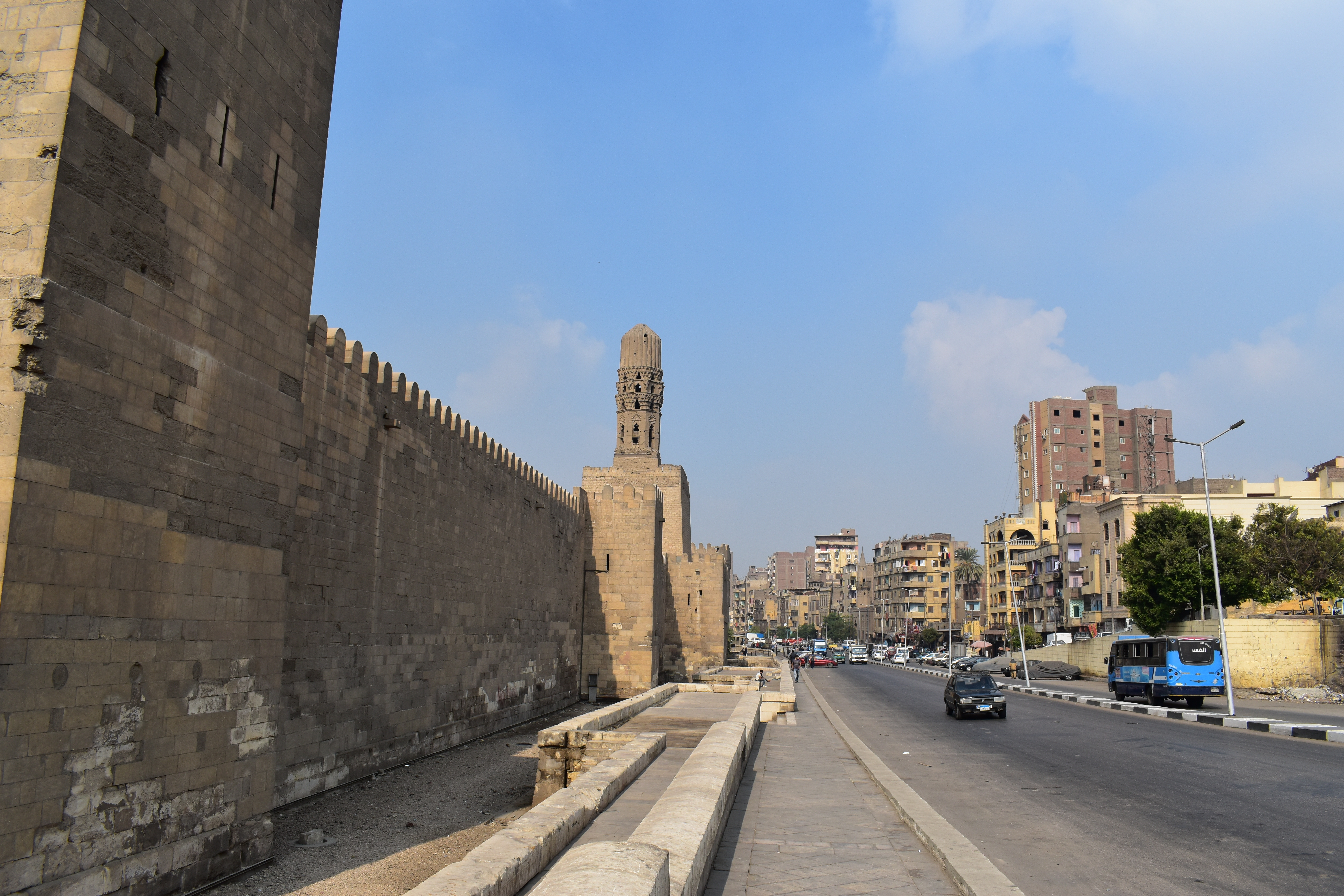
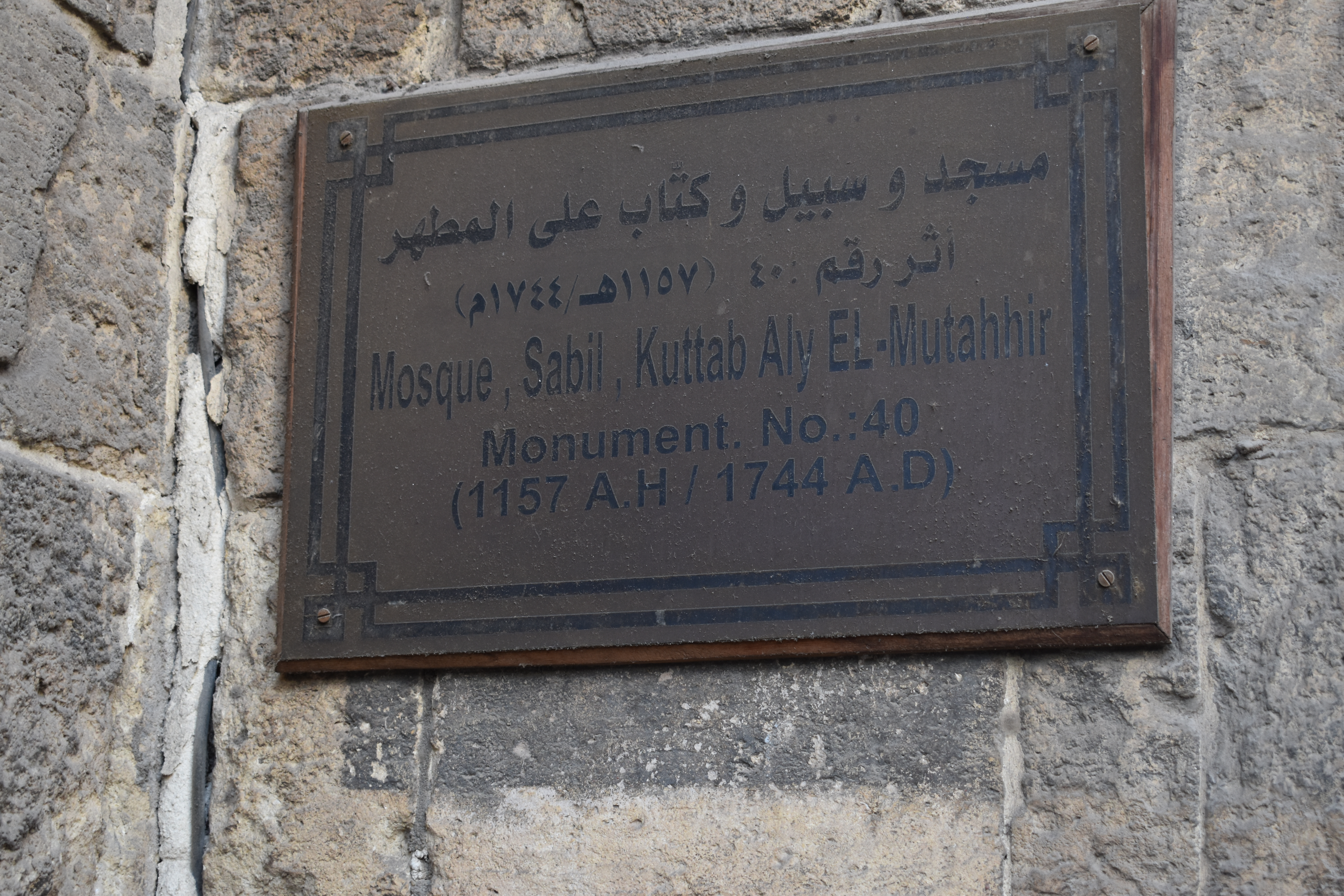
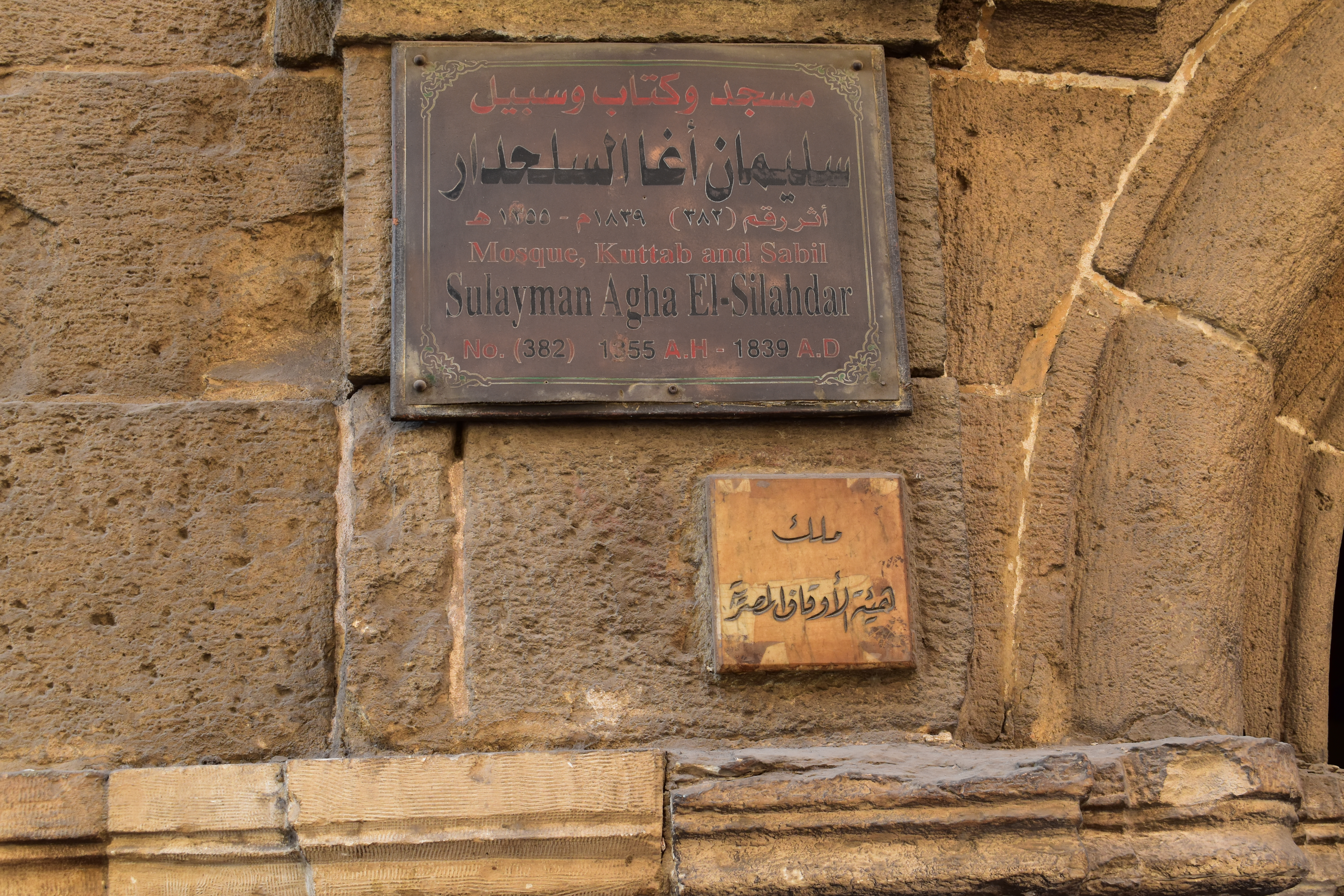
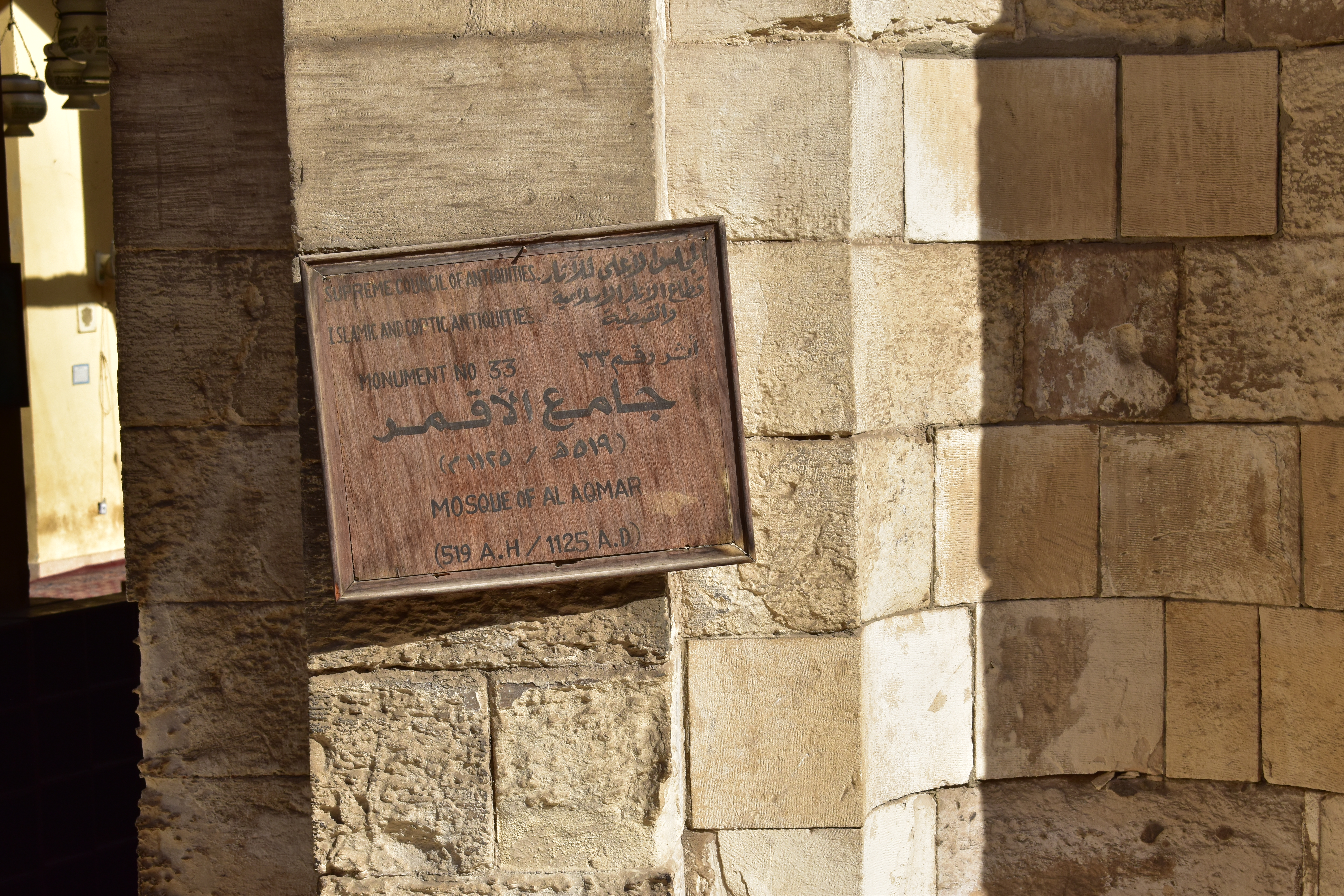
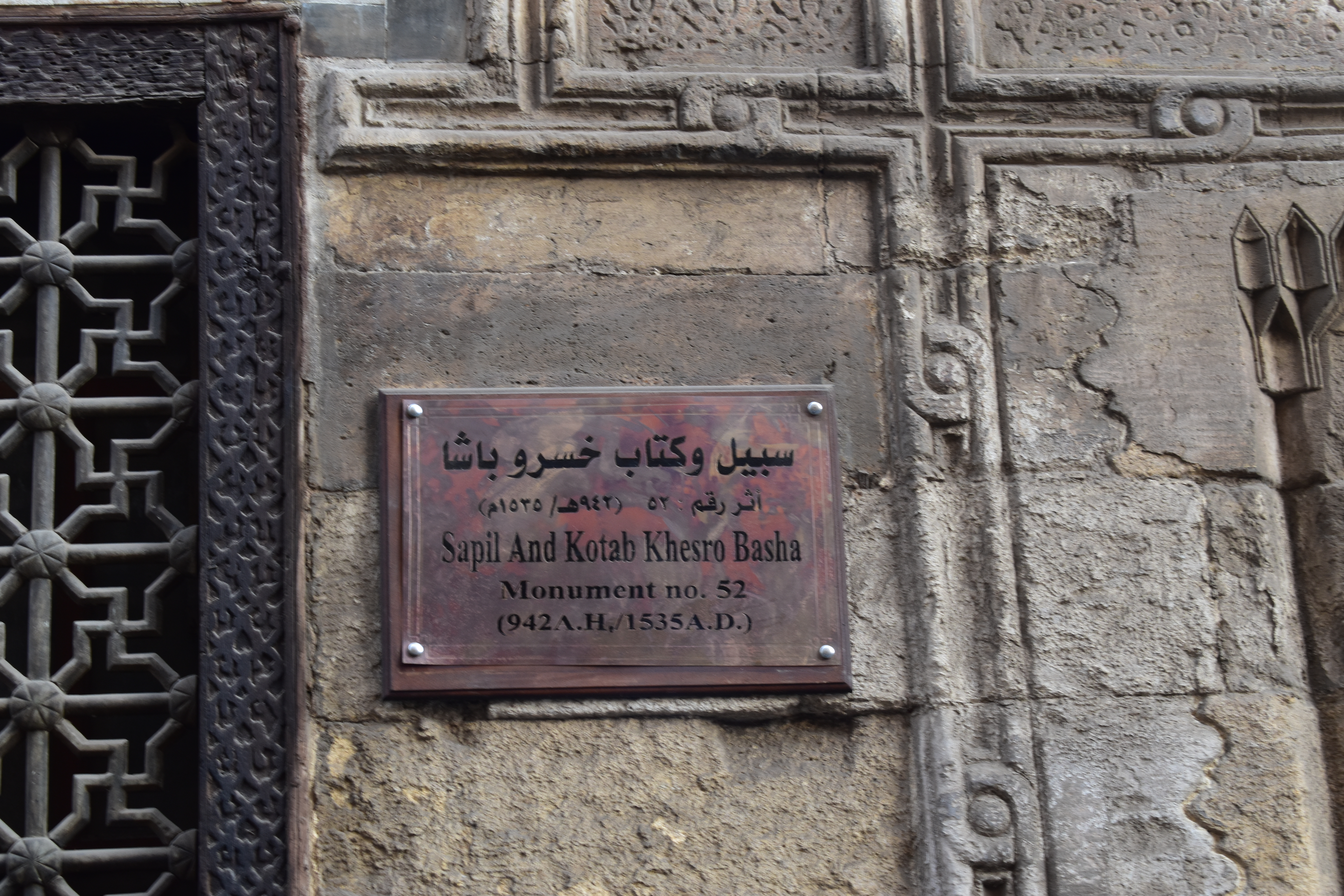
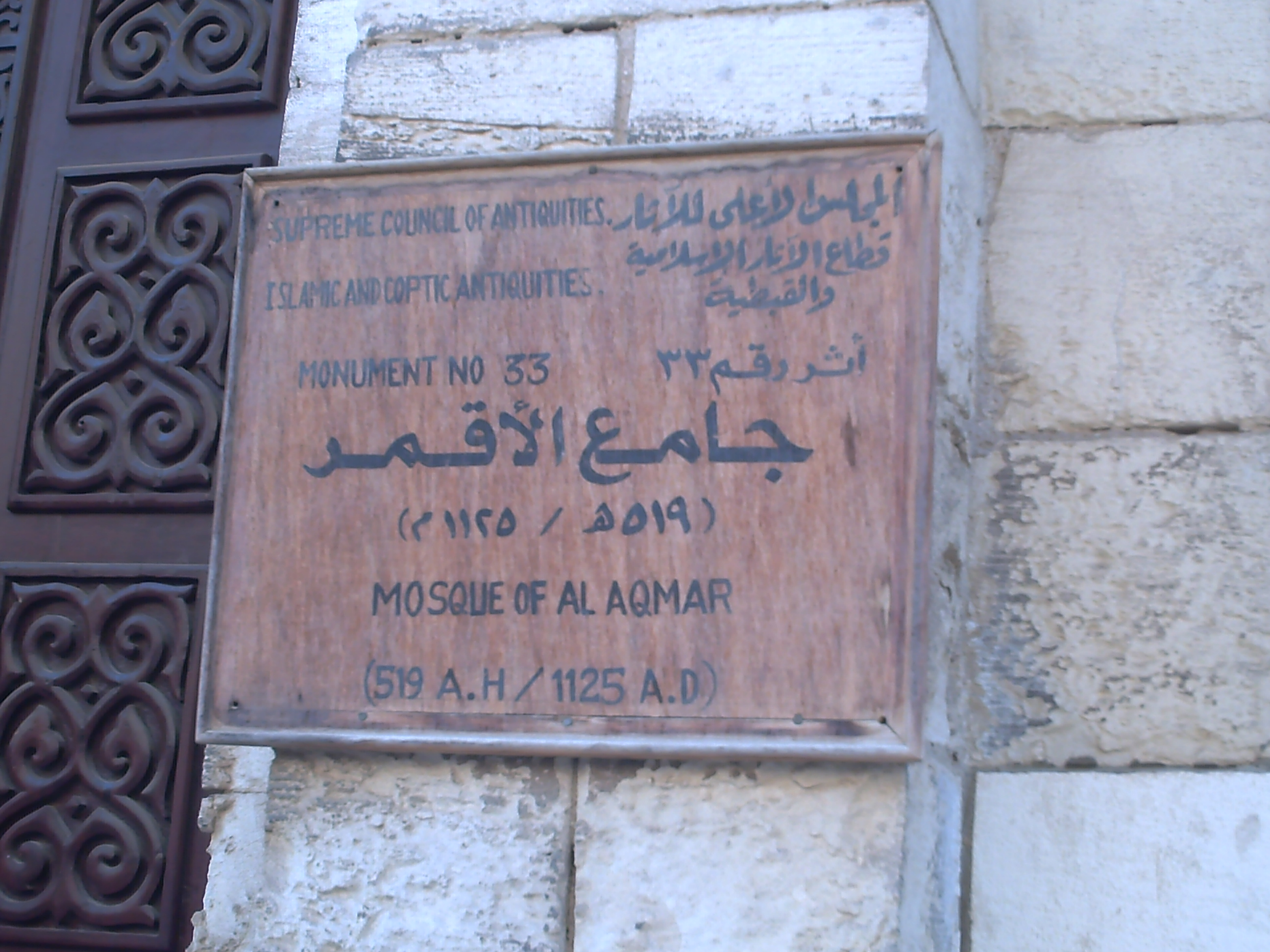
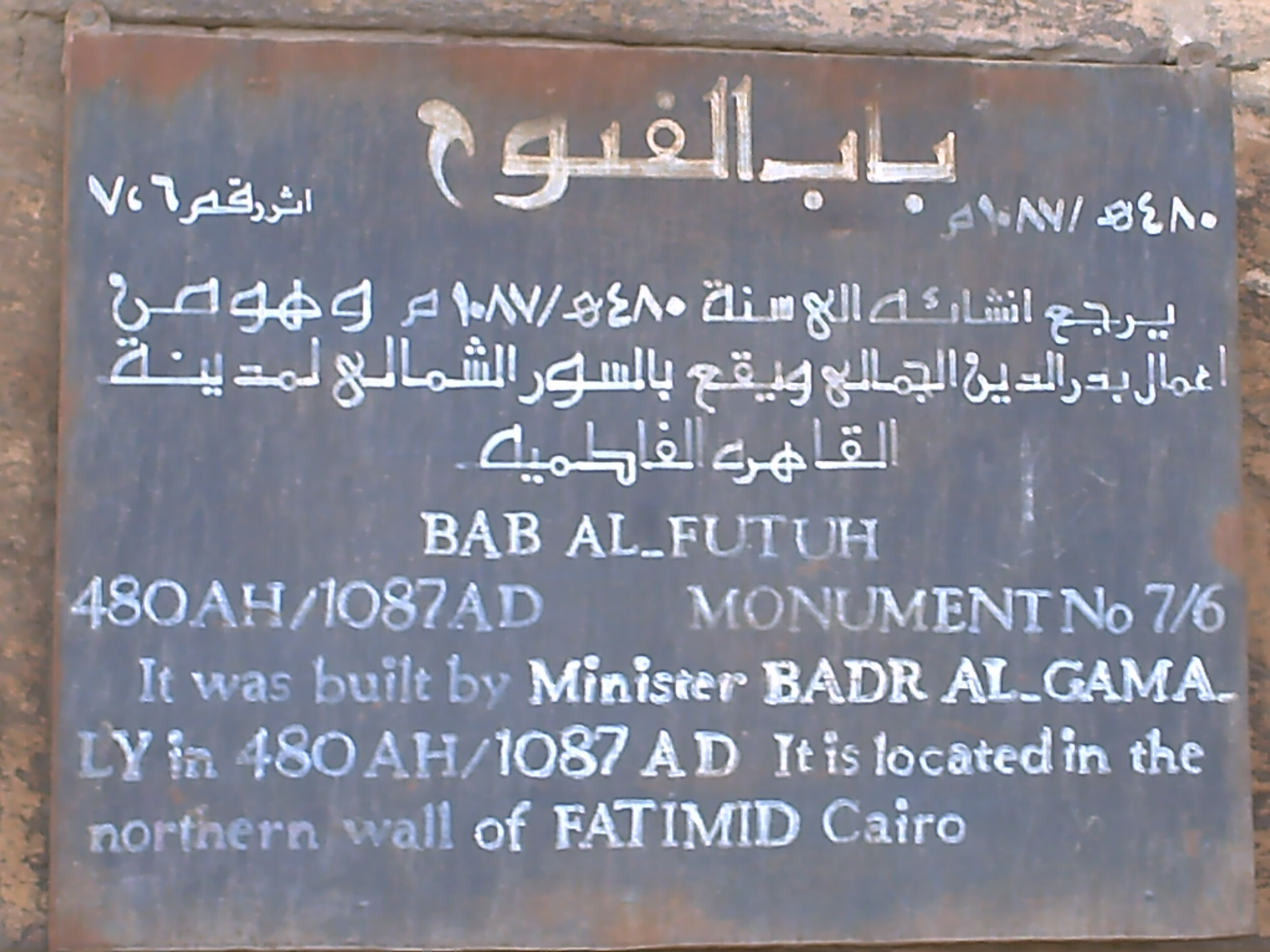
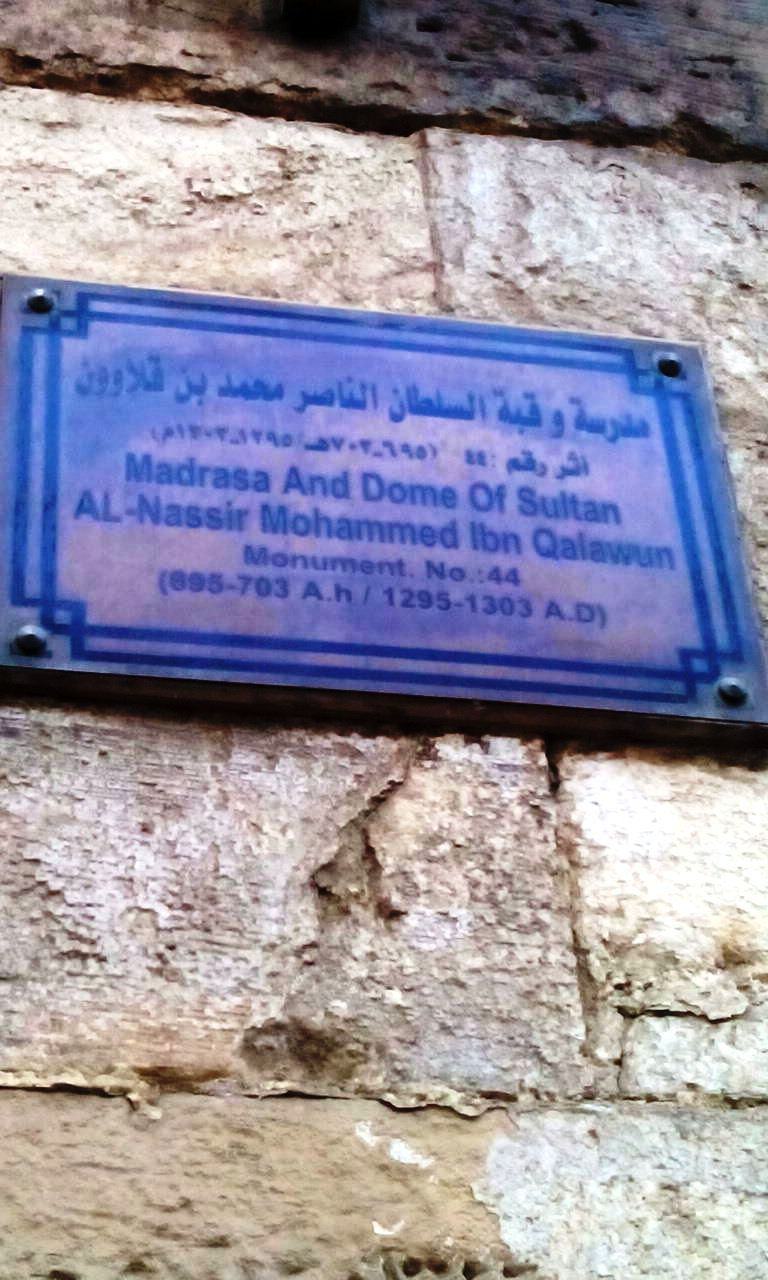
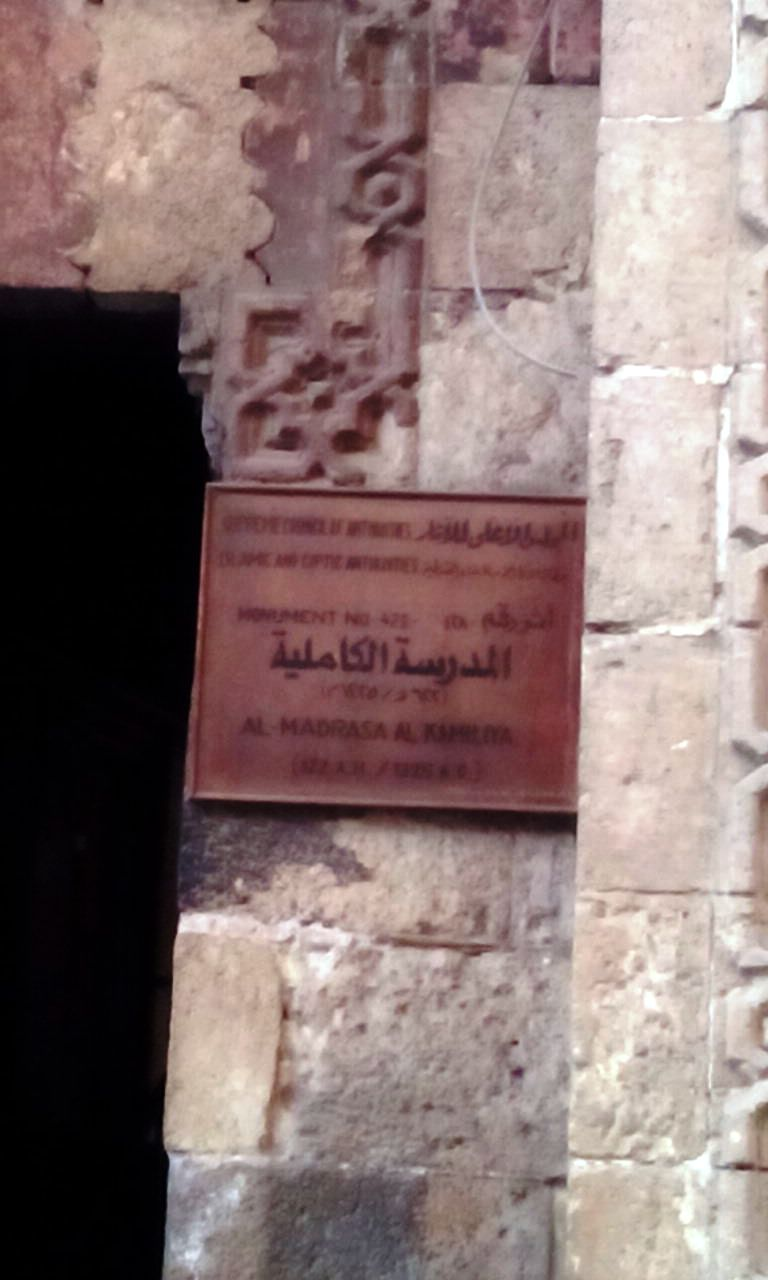
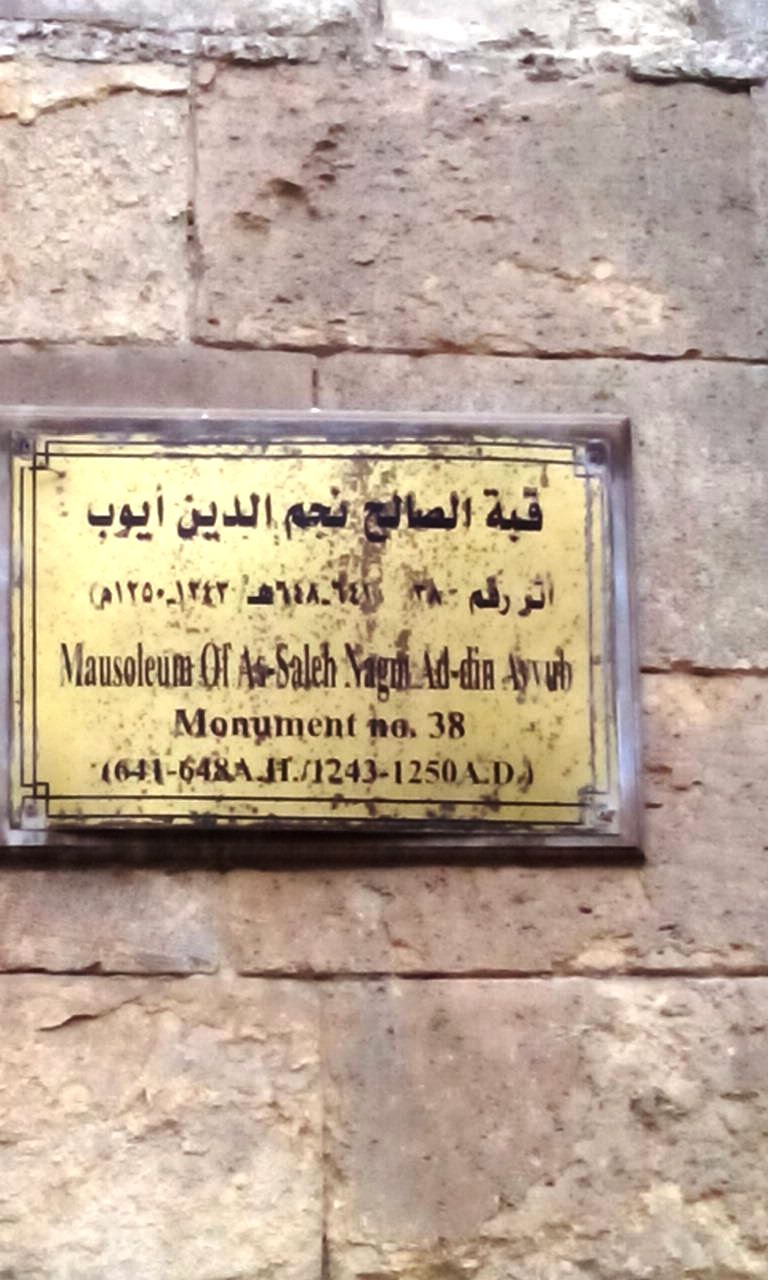
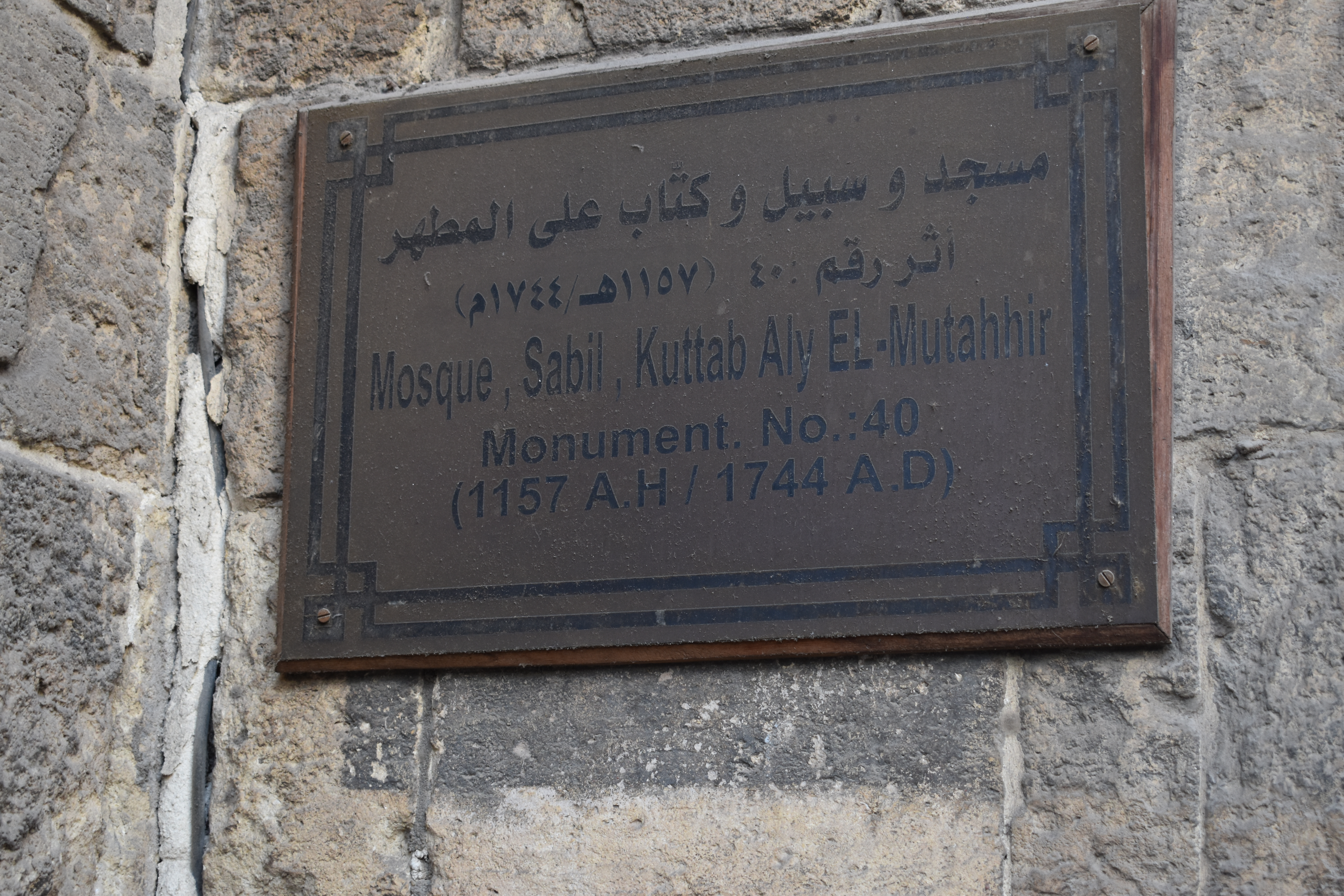
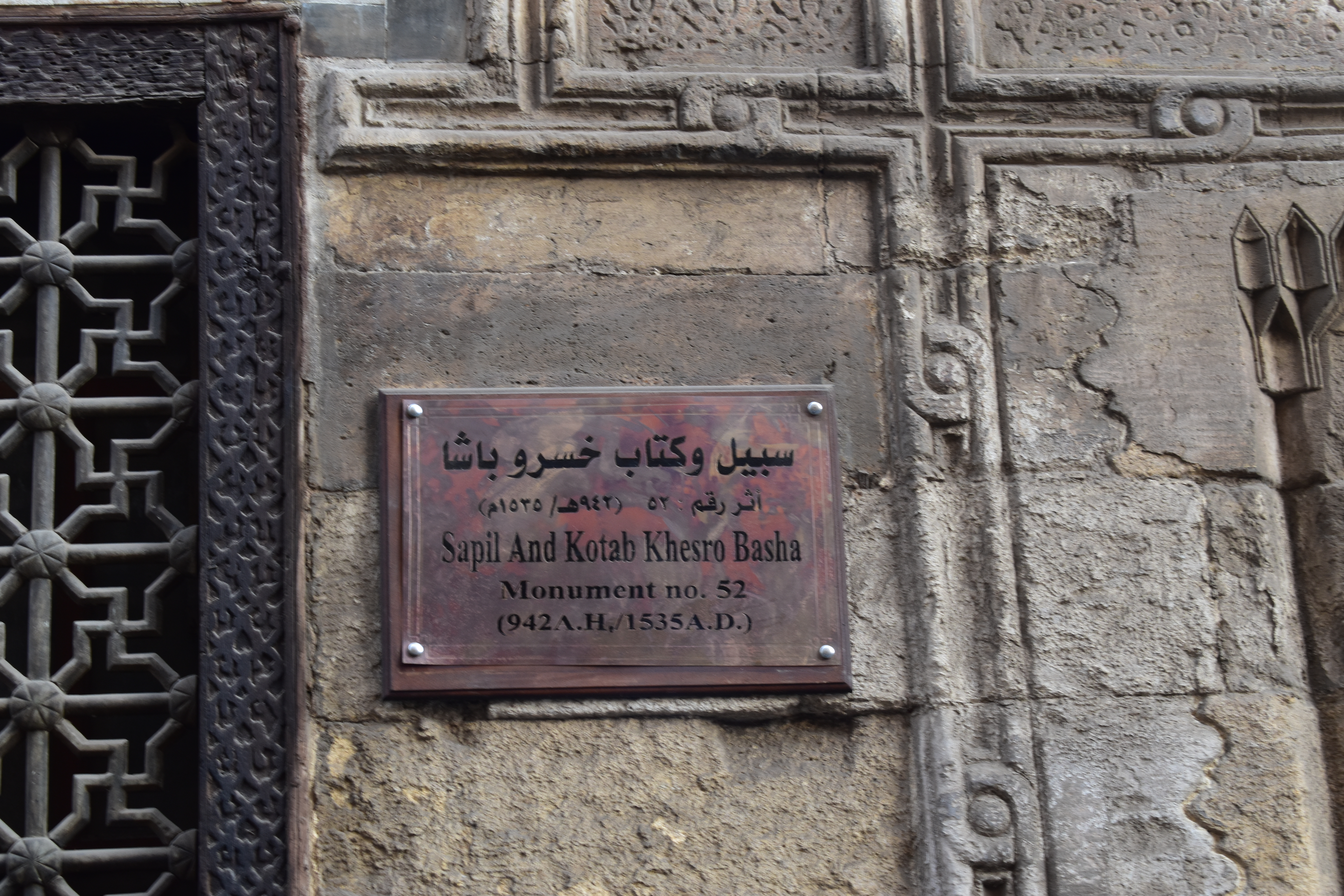
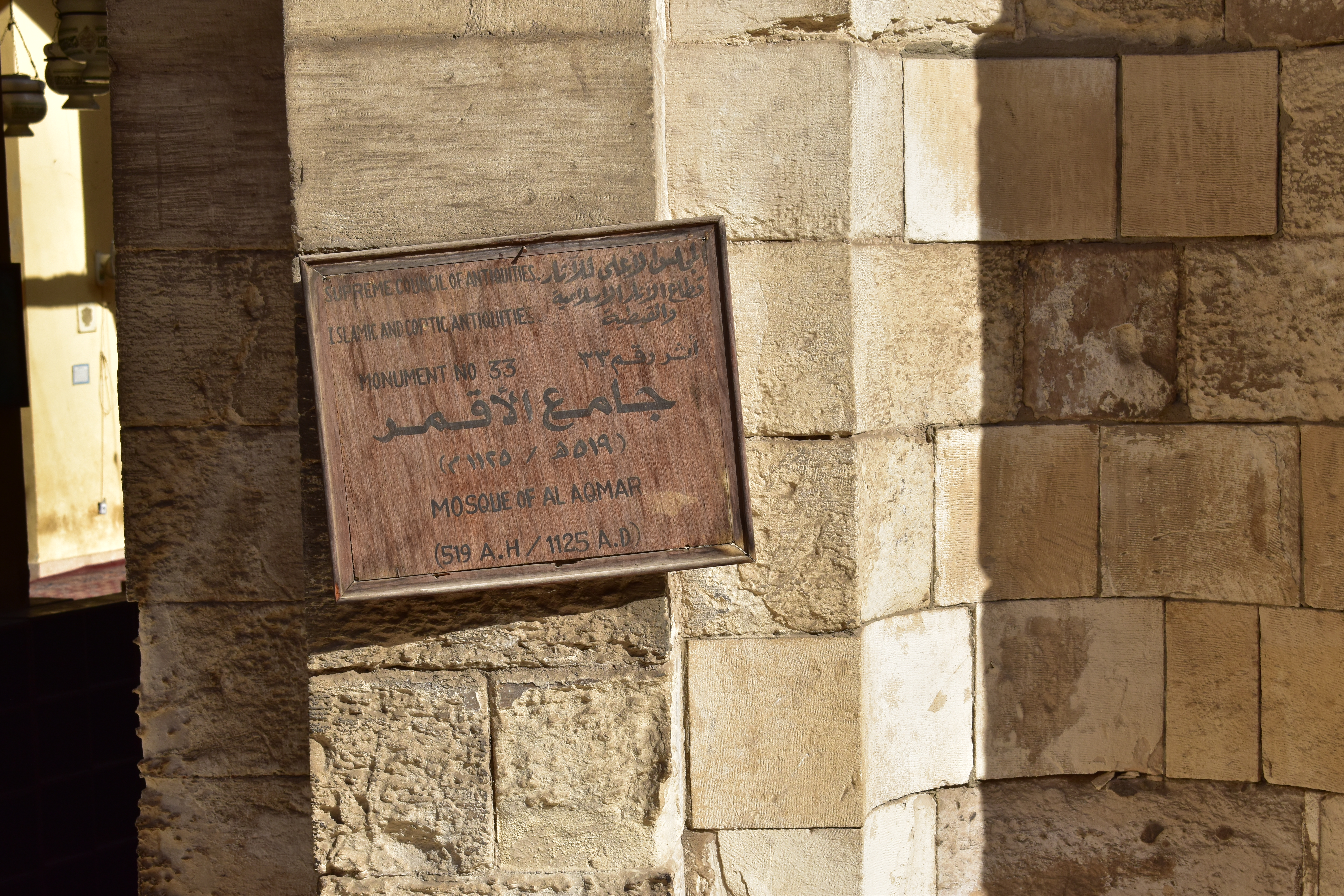
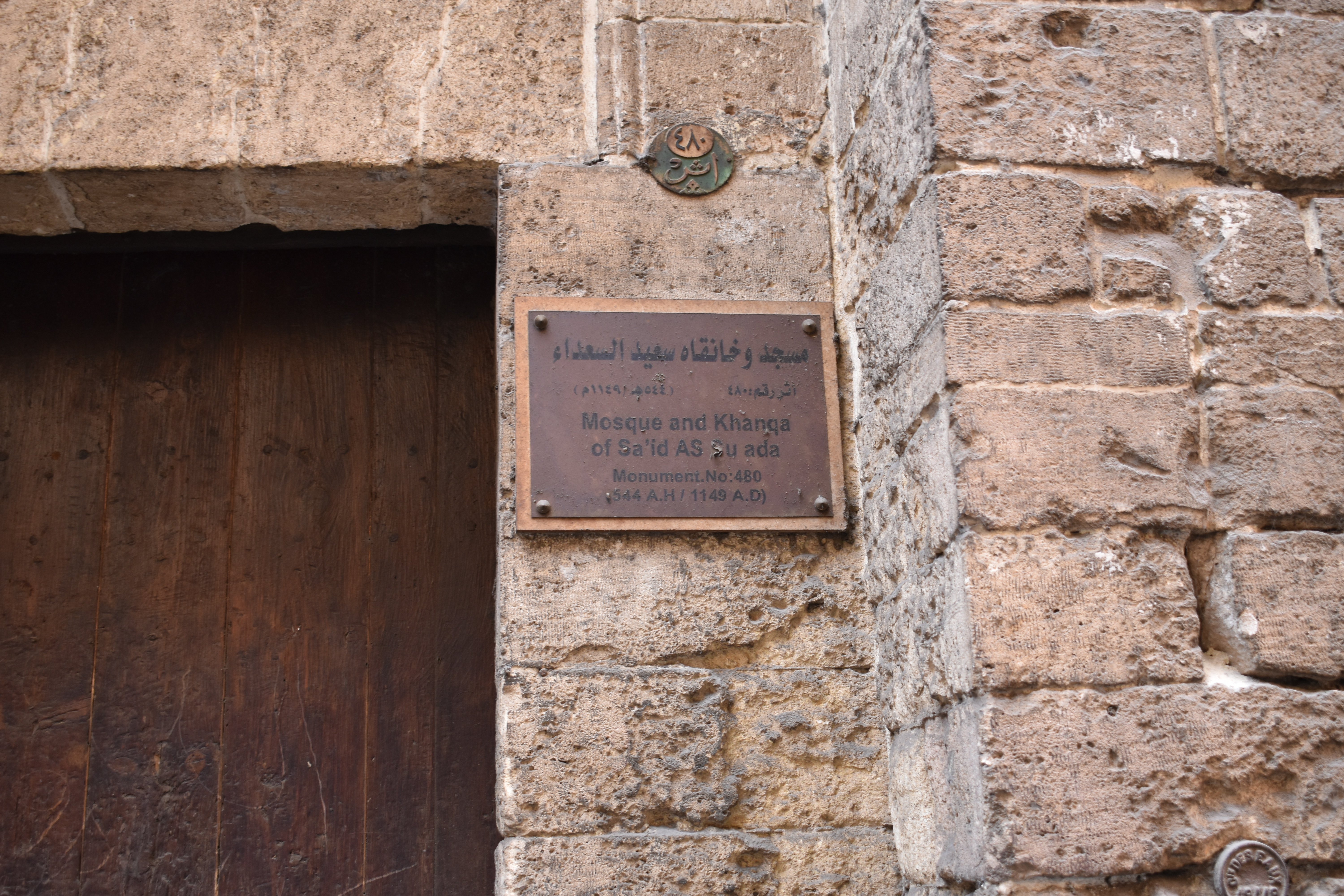
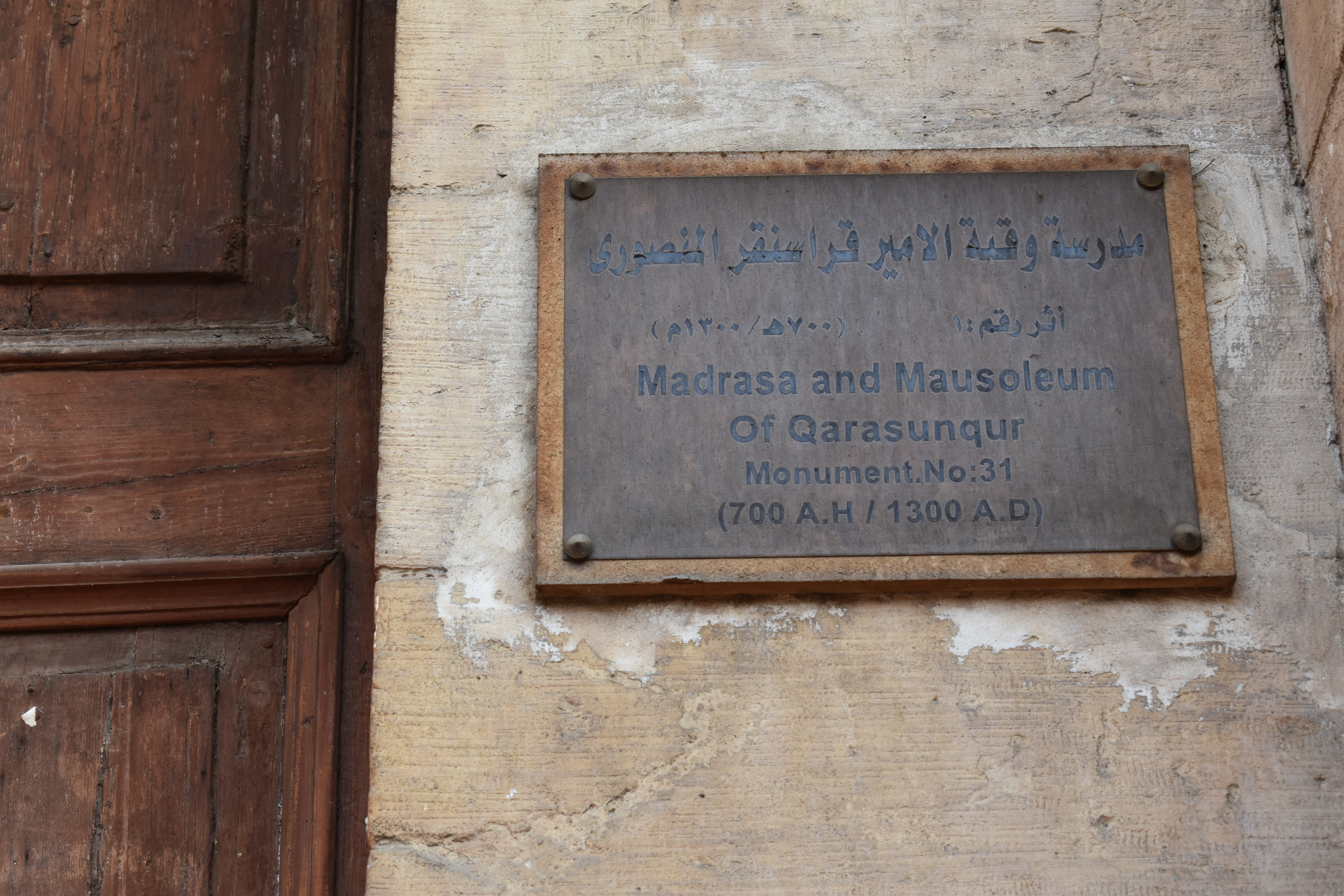
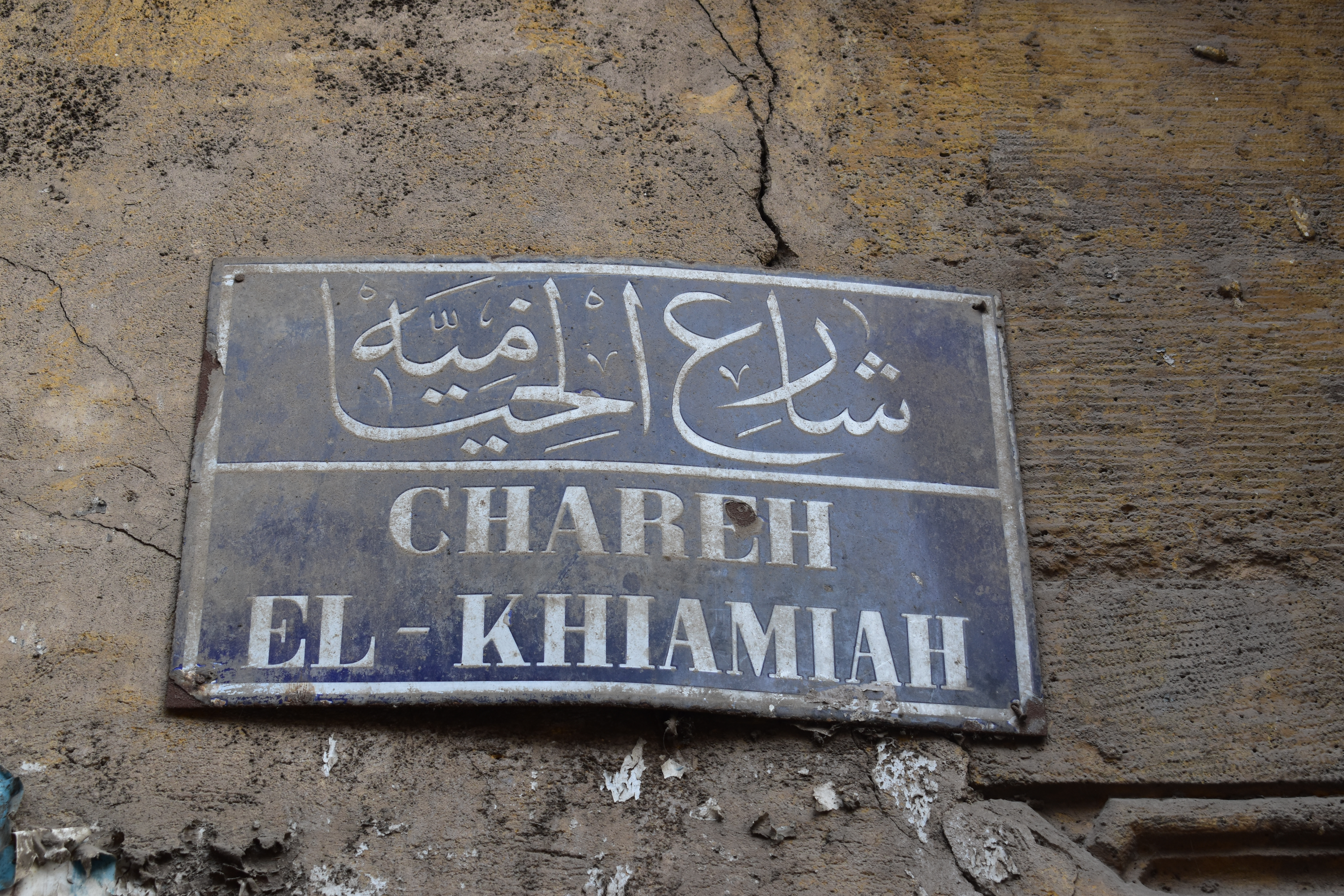
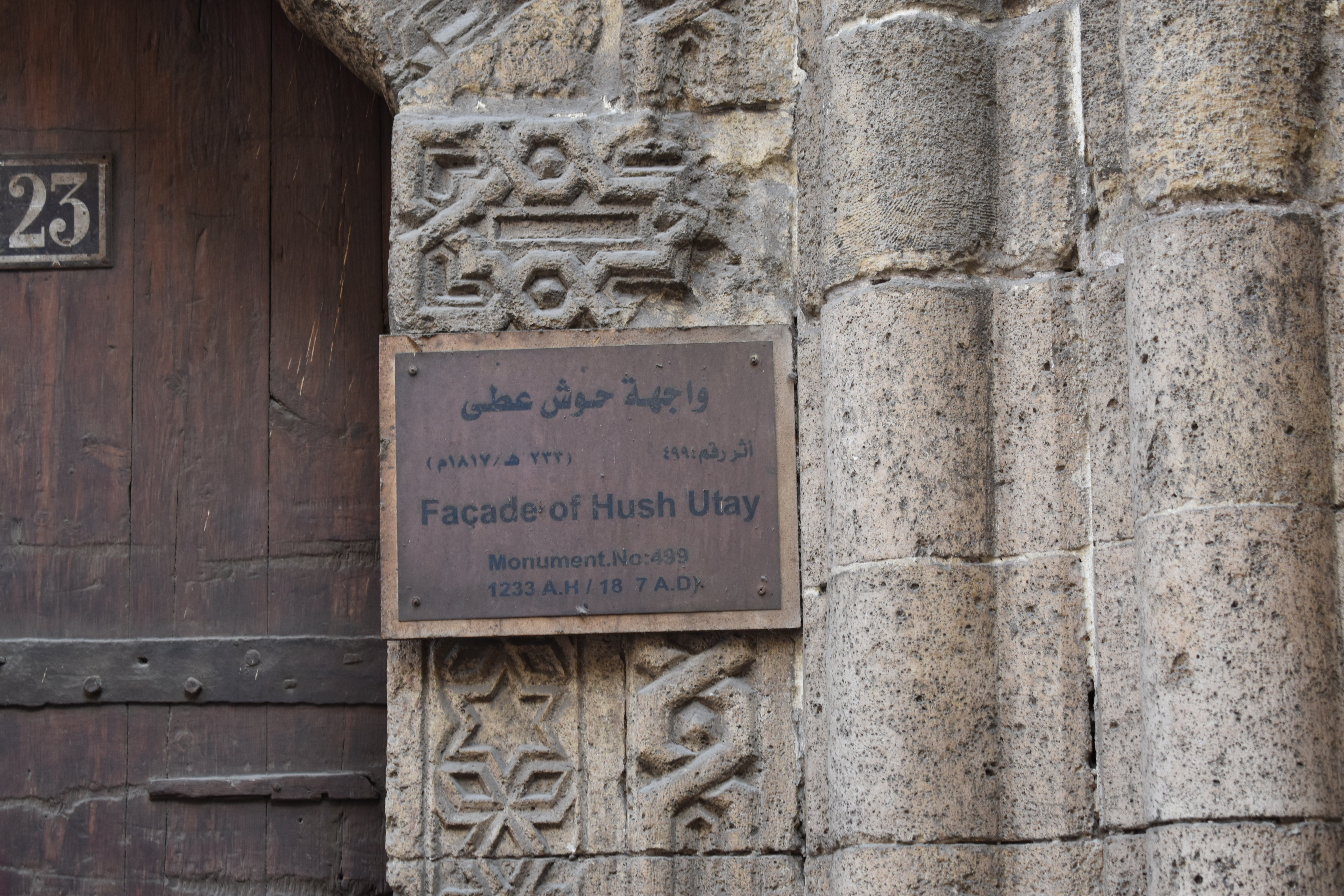
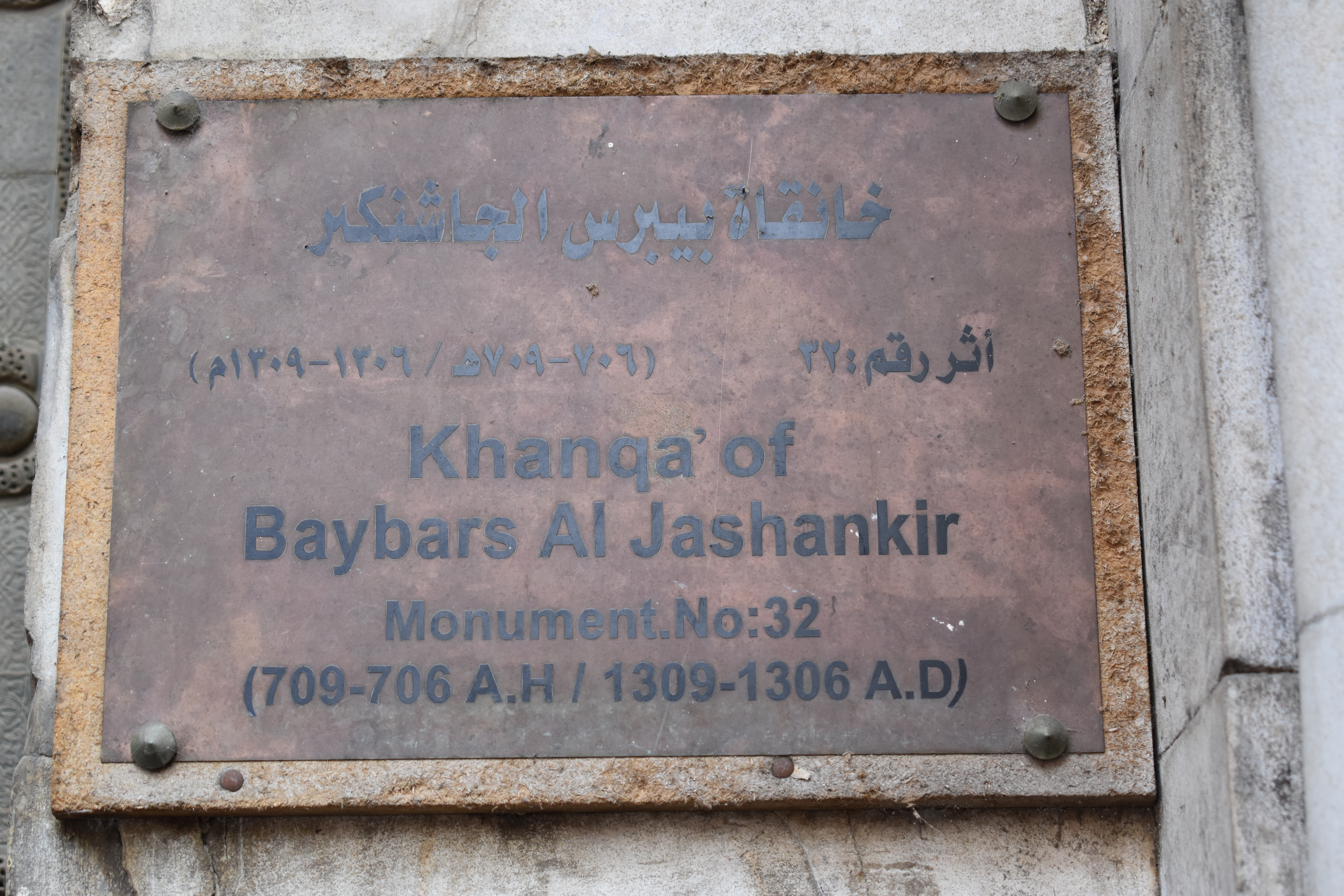
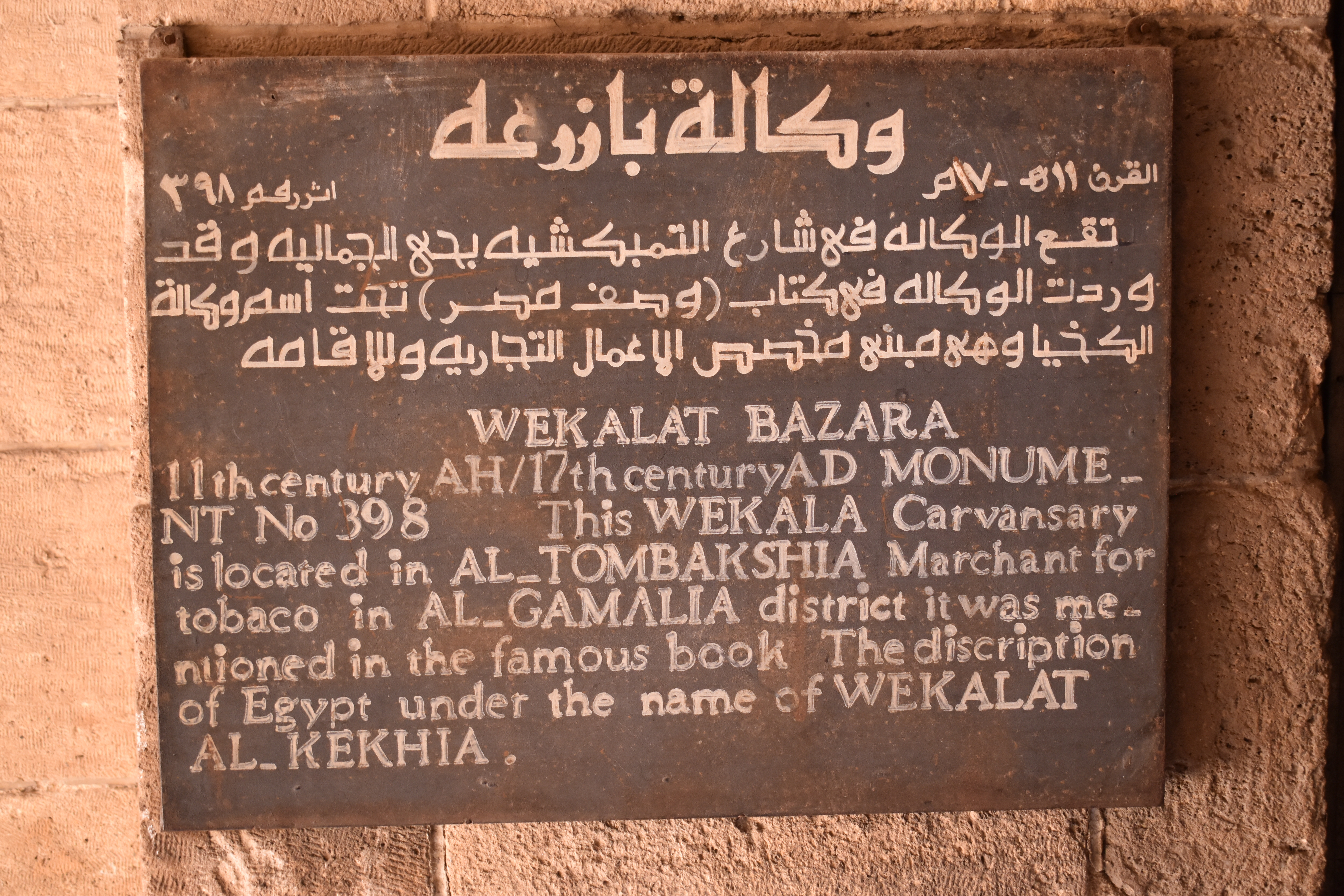
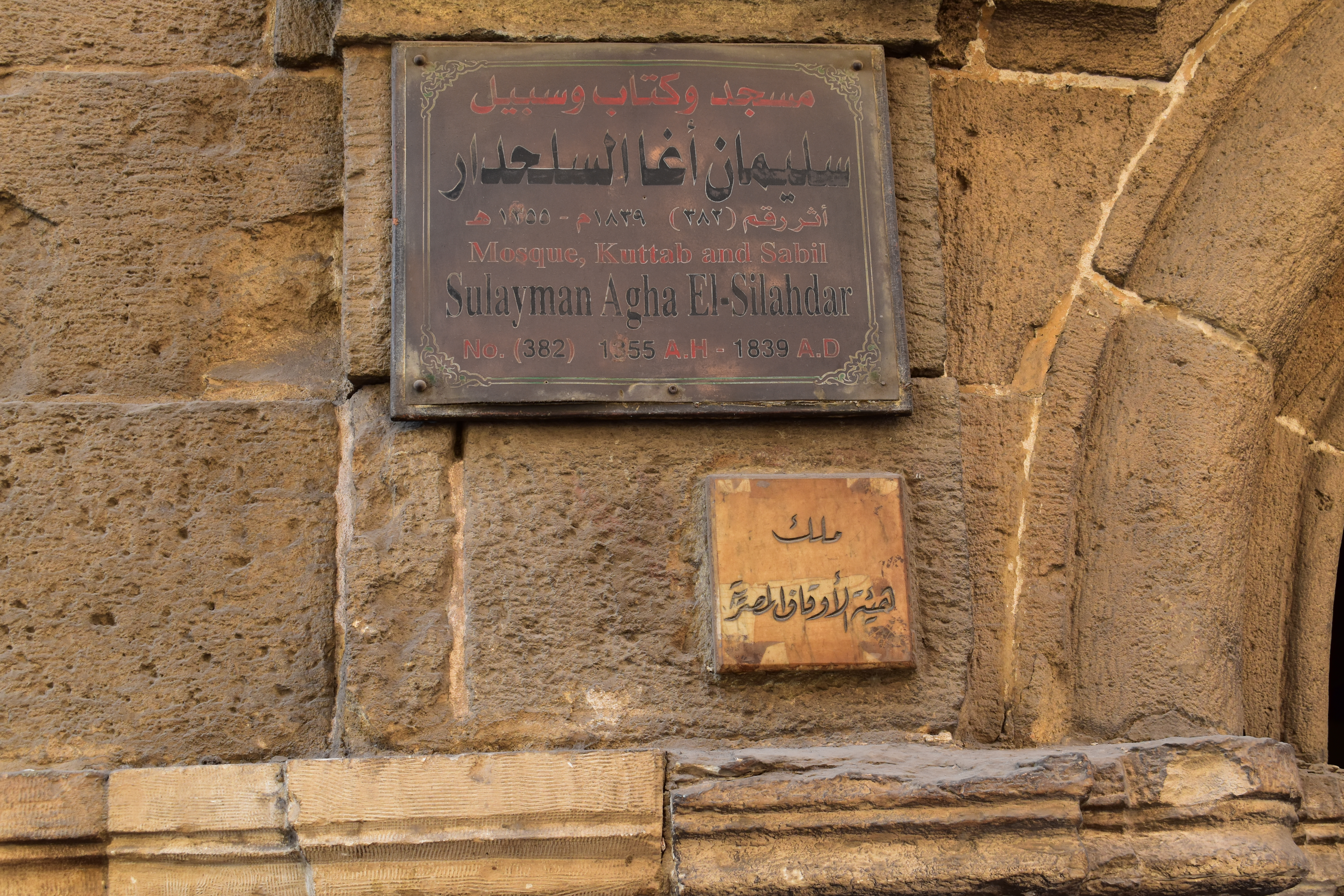
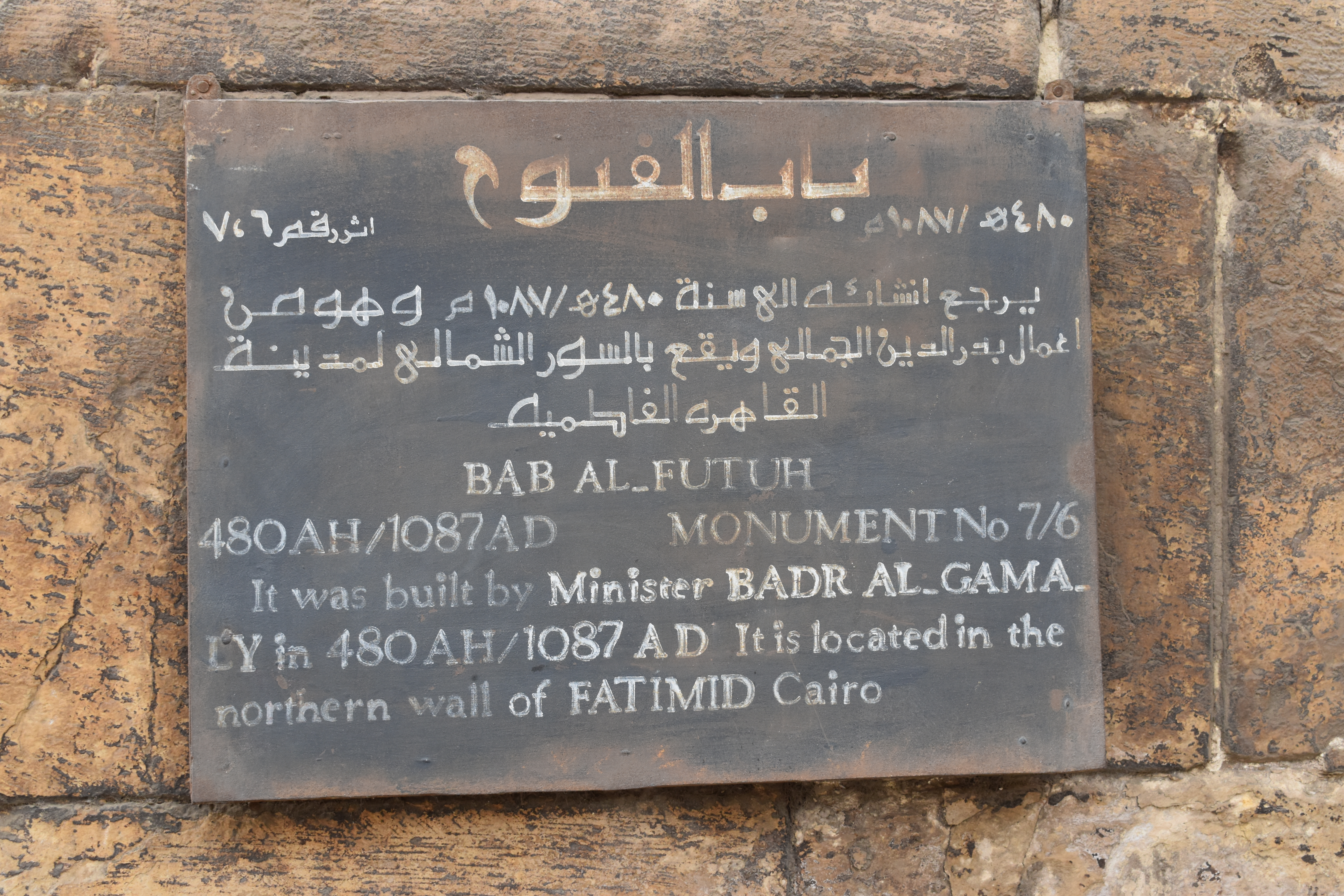
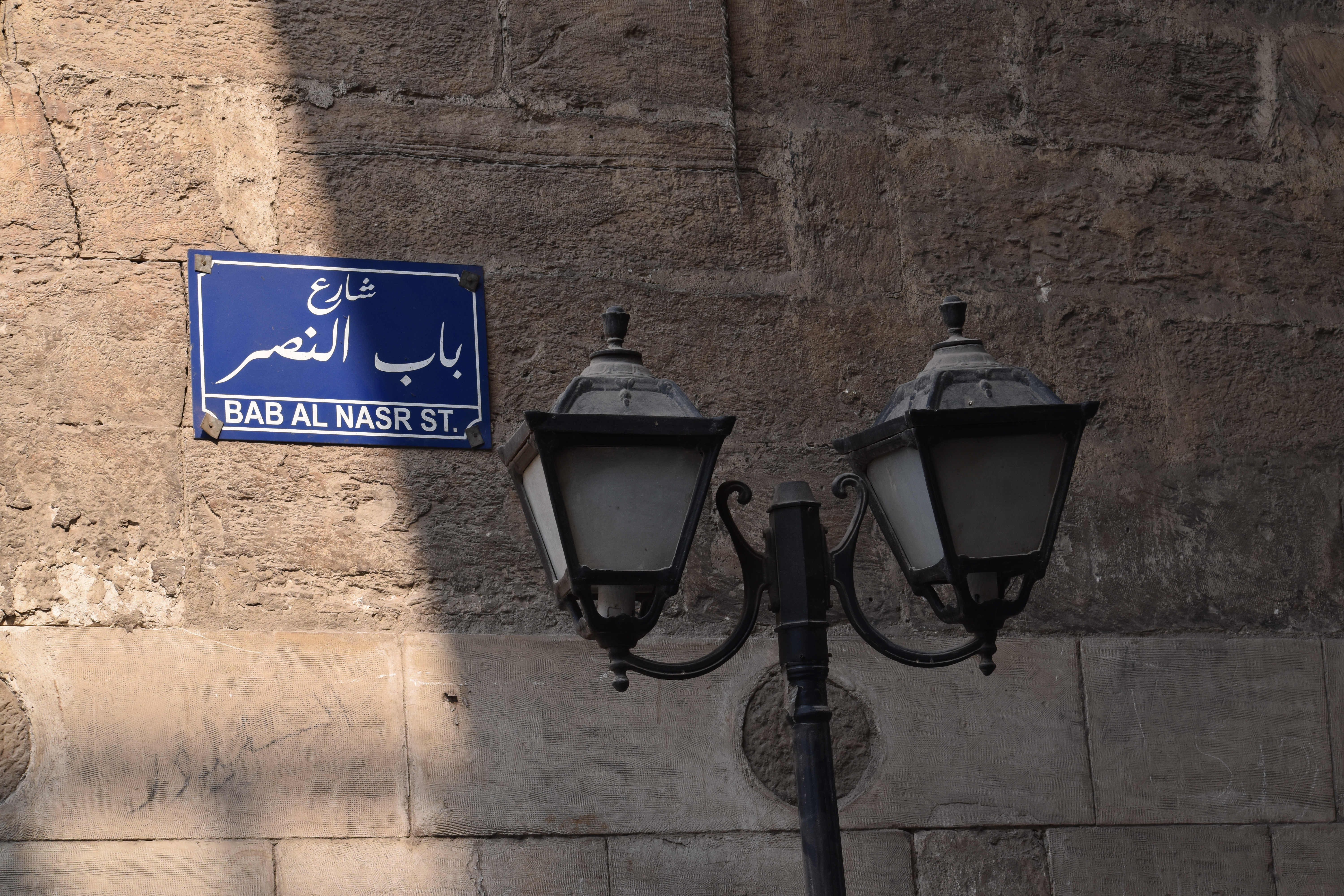
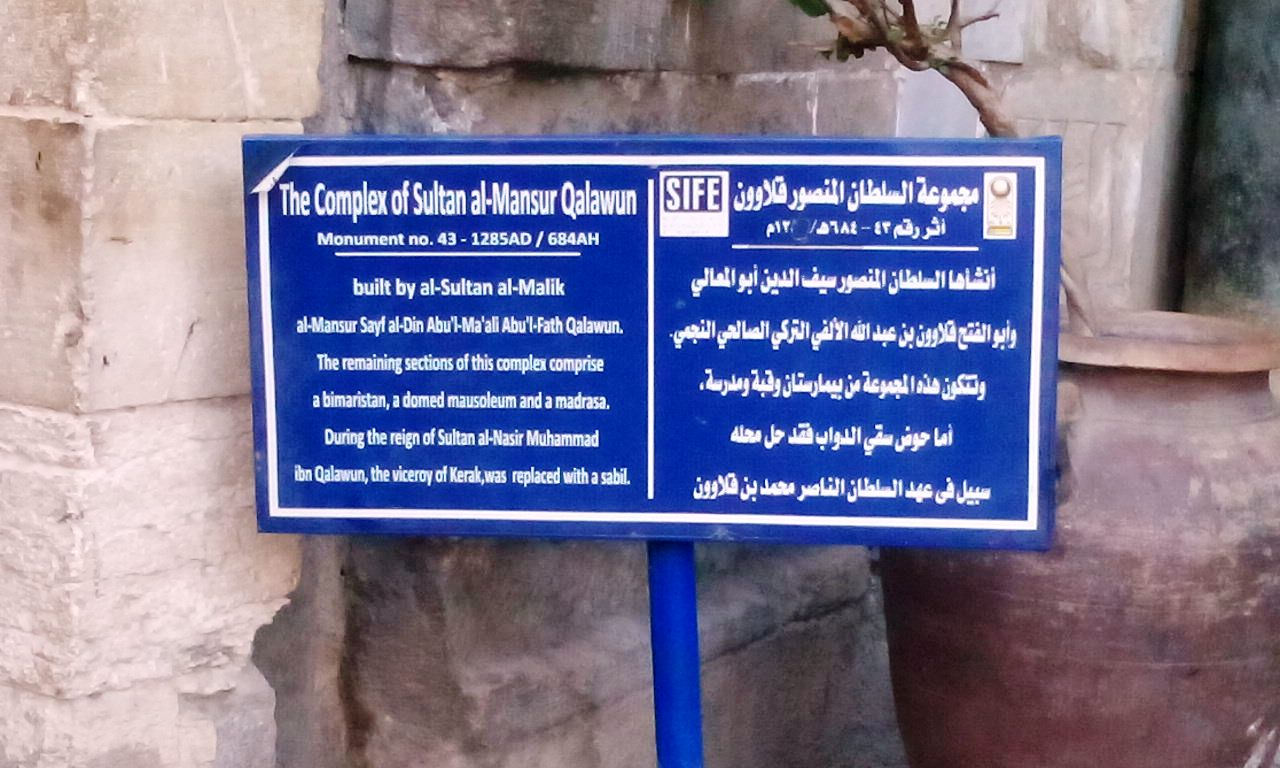
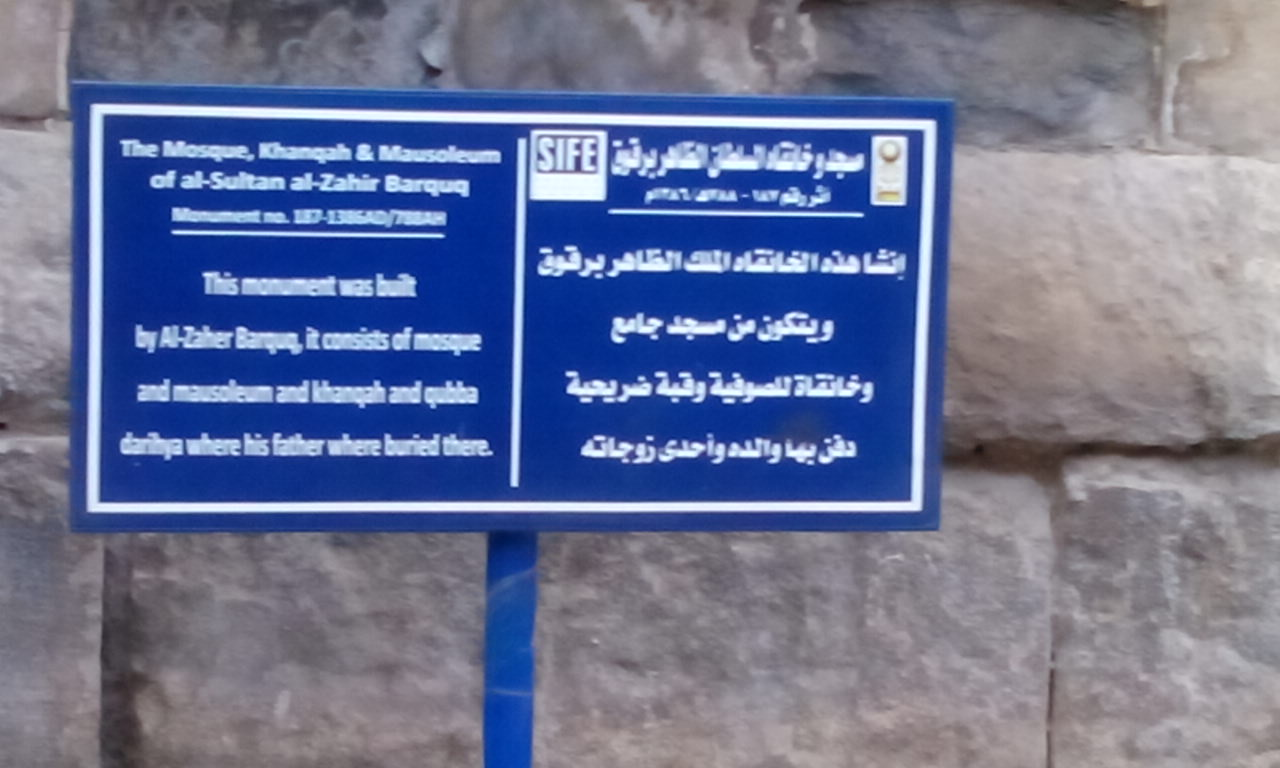